# Fábry János (iparművész)
Fábry János (Budapest, 1947. augusztus 17. –) iparművész, Ferenczy Noémi-díjas üvegművész. grafikus, Joseph Pulitzer-emlékdíjas karikaturista, művészeti szerkesztő.

## Család
Édesanyja Kainráth Margit Terézia (1920-2007), Budapest belvárosában dolgozó női szabó, kitűnően rajzoló divattervező, édesapja Fábry János (1922-1980) 1962-től önálló kisiparos, műszaki ellenőr. Apai felmenői iparosok voltak, 1917-ben települtek át a Felvidékről, Losonc  környékéről Magyarországra, Maglódra.  Anyai nagyapja Kainráth Nándor (1877-1966) ötvös, bronzöntő Ausztriából  érkezett Magyarországra. Négy testvére közül hárman neves, külföldön sokat fellépő artistaművészek voltak, Fábry Zoltán (1948-), Pál (1949-) és István (1954-2018). Az egyetlen leánytestvér Margit (1962-). Fábry Jánosnak három lánya és kilenc unokája van.

## Életpályája

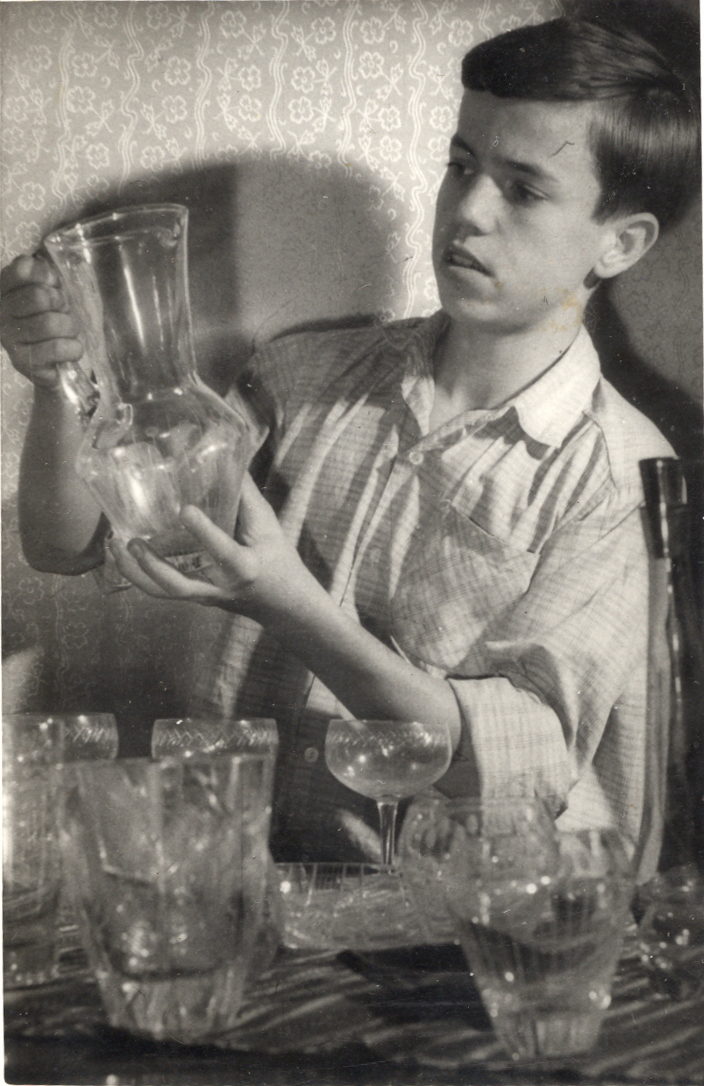
Fábry János a saját tervezésű és csiszolású üvegtárgyaival. 1963

Művészeti tanulmányait a budapesti Képző- és Iparművészeti Szakgimnázium üvegtervező szakon kezdte, szaktanára Báthory Júlia üvegművész volt, rajztanárai Göllner Miklós és Szalai Zoltán festőművészek voltak. A művészettörténetet M. Kiss Pál tanította. A művészeti gimnáziumnak volt egy Kontúr című iskolai havilapja, itt jelentek meg először nyomtatásban a művész karikatúrái, először egy-egy rajz, később egész oldalas összeállításokra is felkérést kapott. Az iparművészeti tervező munka mellett a karikatúrarajzolás Fábry János egész életét végig kísérte. 1965-ben az érettségi bizonyítvány mellé az üvegcsiszoló szakmunkás bizonyítványt is megszerezte.
1966-1971 között a Magyar Iparművészeti Főiskola (ma: Moholy-Nagy Művészeti Egyetem) Szilikátipari Tervező Tanszékének hallgatója. A tanszékvezető docens Z. Gács György festő, grafikus, szobrász, üvegművész, a műhelymunkát Bohus Zoltán vezette, az üveg gyártástechnológiáját Boros Tibor, az üveggyári formatervezést (pl. az űrméretek kiszámolását logarléccel is) Gurmai Mihaly tanította, a mintázást Kovács Ferenc szobrászművész, a formatant Józsa Bálint szobrászművész, a környezetesztétikát és építészetet Pogány Frigyes professzor, rektor, az esztétikát Szilágyi Péter, az ábrázoló geometriát Gulyás Dénes, a művészettörténetet Ujváry Béla, a fakultatív zenetörténet és zeneesztétika tantárgyat Földes Imre zenetörténész tanította.
Diplomamunkája - a Házgyári Konyha Program keretében - az épülő Faluház (Óbuda) lakópark panel lakásai számára üveg használati tárgyak és lámpák tervezése, a kehelyszériák kivitelezése (Ajkai Üveggyár). A korreferens Mikó Sándor belsőépítész volt.

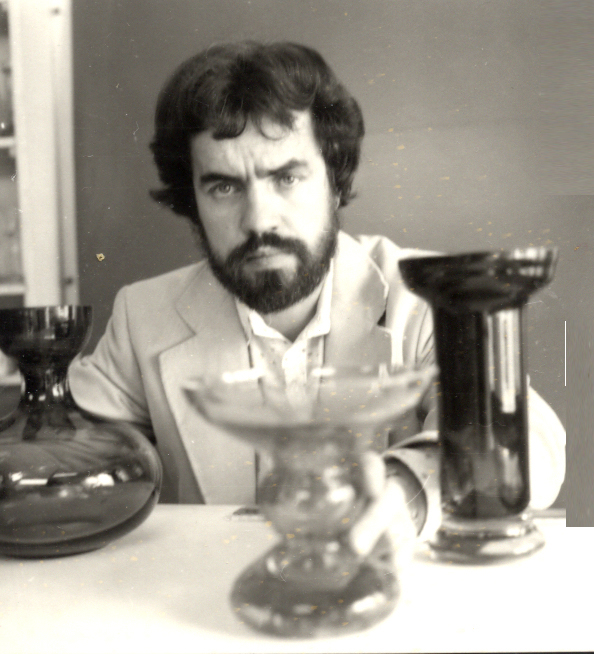
Az Ajkai Üveggyárban, 1978.

Az üvegtervező iparművész diploma megszerzése után a művész mindenképpen üveggyárban akart dolgozni, önálló életet akart elkezdeni. Az Üvegipari Művek Ajkai Üveggyárának  Ajka Kristály tervezője lett iparművész, gyártmányfejlesztő munkakörben (1971-től 1985-ig). Munkaköri feladata a tőkés exportpiacra (Amerikai Egyesült Államok, Anglia, Franciaország, Németország, Kuvait stb.) kerülő egyedi, igényes kivitelű díszműüveg tervezése ólomkristály és kálikristály üvegből, elsősorban használati, funkcionális tárgyak tervezése hagyományos manufakturális, kézi technológiával. Terveket kellett készítenie az újonnan beszerzett automata gépsorokon, nagy sorozatban gyártandó kehely- és pohárszériákra is. Tárgyain a hasznosság, az egyszerűség, a design elvét próbálta érvényesíteni az üveg optikai, tükröződési, átlátszósági tulajdonságait hangsúlyosan kiemelve. Az üvegtermékek tervezésén kívül feladata volt a minták és prototípusok legyártásának irányítása és a vevőtárgyalásokon történő aktív részvétel, tervezés, a jegyzőkönyv megírása is. Az Ajkai Üveggyár kiállításokra kerülő anyagának összeállításában is aktív szerepet vállalt (Frankfurti Vásár, BNV stb.). Az Ajkai Üveggyár centenáriumának  tiszteletére 1978-ban a gyár vezetése egy különleges, exkluzív, limitált darabszámú (30 db) sakk-készlet tervezésére kérte fel, a sakkfigurák legyártását a gyár mesterszakmunkásai (üvegfúvók és üvegcsiszolók) végezték. A sötét füstszínű és átlátszó üvegből készült csiszolt és savazott sakkfigurák (960 db.) elegáns, posztóval bélelt fa sakktábladobozba kerültek.

Az ún. meleg üveg komoly gyártási technológiát, jól szervezett munkamegosztást és profi gyári hátteret igényel. Az alkotói munkánál fontosnak tartotta az önálló arculatra való törekvést, a természetes eredetiség érvényre juttatását. Az üvegplasztikáknál és a dísztárgyaknál teljesen új, eddig még nem alkalmazott gyártási technológiákat is kipróbált.
Ars poeticája üvegtervezőként: „Lehet szabadon játszani a forró és képlékeny üvegolvadékkal, hagyja magát. … Nagyon fontos még az elkészült üvegtermékek szakszerű lehűtése, feszültségmentesítése, ha egy kis feszültség vagy zárvány jelentkezik az üvegtárgyban, akkor újra hűtés szükséges.”
Fontos számára az új és még járatlan utak keresése. Az üveg különböző gyártási technológiáihoz is kreatív módon közelített, pl. a centrifugázott üveggyártási technológiához egy újítást is beadott, amelyet a gyár mérnökei elfogadtak, a főmérnök Drescher Károly volt. A formáknál és a színeknél a korszerű, egyszerű, letisztult, sallangmentes és egységes arculatú formavilágra törekedett. A más anyagokhoz nem hasonlító üveg átlátszóságának, anyagszerűségének érvényre juttatását nagyon fontosnak tartotta. A háztartási üvegtárgyak tervezésénél az értékelemzés szempontjainak figyelembevétele mellett alapszabálynak tartotta az anyag, szerkezet, funkció, forma szempontok alapos végig gondolását, a minták legyártásának során pedig – a selejt csökkentése érdekében – a gyártási problémák időben történő felismerését és kiküszöbölését.
Az 1980-as évek elején a gyári tervezői munka mellett egy saját, jól felszerelt önálló kis műhelyt is létrehozott Ajkán, ezt a műhelyt 1988-ban Budapestre, a szülői ház tágas pincéjébe költöztette. A budai műhelyben a géppark a két kézicsiszológépen kívül egy nagyméretű sejba lapcsiszológéppel és egy négy részből álló saját tervezésű homokfúvó berendezéssel bővült. A feldolgozásra kerülő saját tervezésű nyers üvegáru nagy részét a művész az Ajkai Üveggyárban gyártotta le. Hutakész üvegtárgyakat gyártott a Salgótarjáni Öblösüveggyárban és a Karcagi Üveggyárban (a főmérnök az ajkai Marschek Zoltán volt). Az értékesítés a Budapesti elosztóközponton keresztül – Művészeti Alap háttérrel –  történt a Képcsarnok és az Idea Vállalat üzleteibe, magángalériákba és az exportpiacra is. A művész különböző méretű homokfúvott és savazott sportdíjakat és cégéreket (Veszprém, Camembert) is készített.

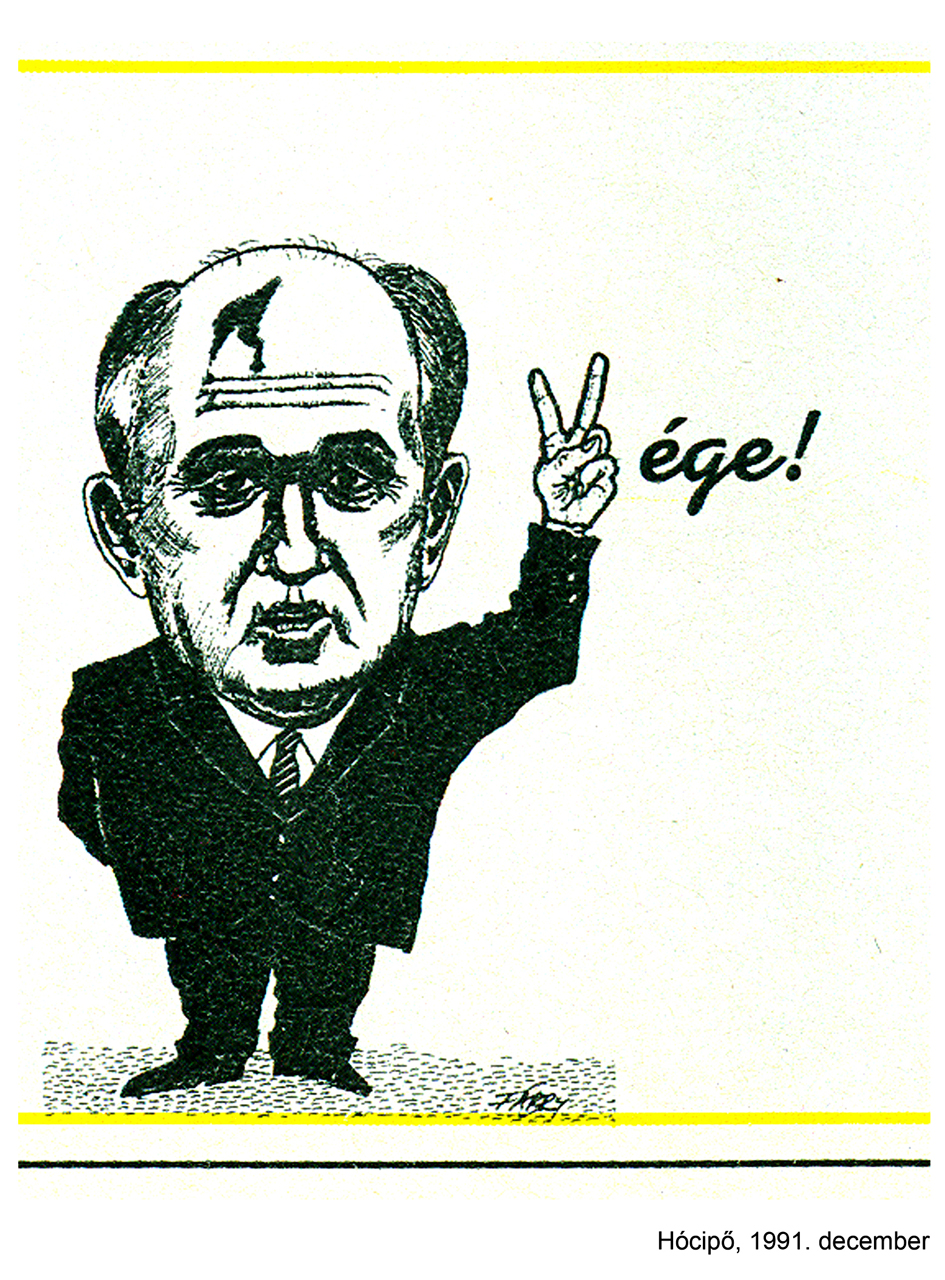
Gorbacsov. 1991. Hócipő.

A műhelymunka mellett a művész folyamatosan rajzolt a Budapesten (Magyar Ifjúság, Ifjúsági Magazin, Szabad Föld stb.) szerkesztett lapokba is. Az Üvegipari Művek havonta nagy példányszámban megjelenő, ingyenes Üvegipar (főszerkesztő Lőrincz János) újságjának a hátsó oldalán rendszeresen jelentek meg a művész karikatúrái, általában négy-öt, a szakmához kapcsolódó új rajz. A nyolcvanas évek végén és a kilencvenes években sok médiumban volt lehetőség a grafikák és karikatúrák közlésére, pl. Reform (hetilap) Ön Kor Kép (önkormányzati folyóirat), Szabad Száj, Hócipő, Ring Magazin, Mai Nap, Pesti Hírlap stb.

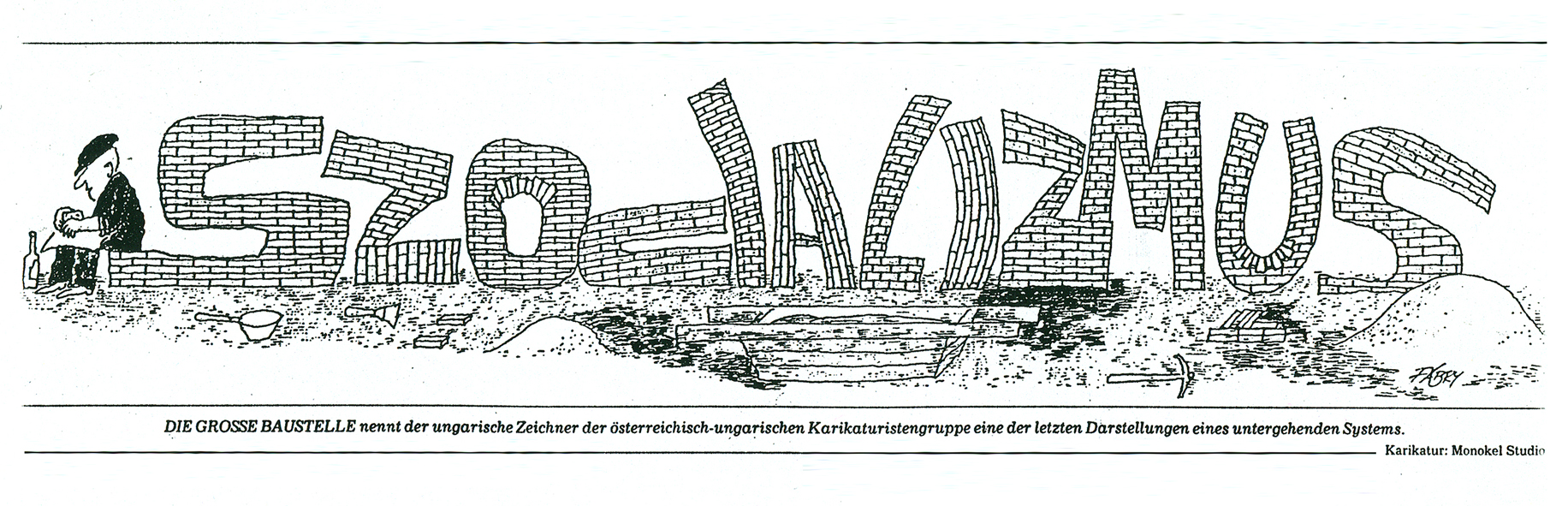
Die Presse. 1989.

A Magyar Nemzeti Galériában megrendezett I. Nemzetközi Karikatúrafesztiválon (1990) a nemzetközi zsűri a kiállított nagy méretű, „A szekér” című, a rendszerváltáshoz kapcsolódó szimbólumokkal ellátott (maga a tönkrement szekér, az elszakadt rozsdás vaslánc, a sarló és kalapács, a behúzott kézifék, az útjelző tábla felirat nélkül stb.) plasztikáját a tárlat fődíjával, a képzőművészeti szatíra GRAND PRIX nagydíjával jutalmazta.

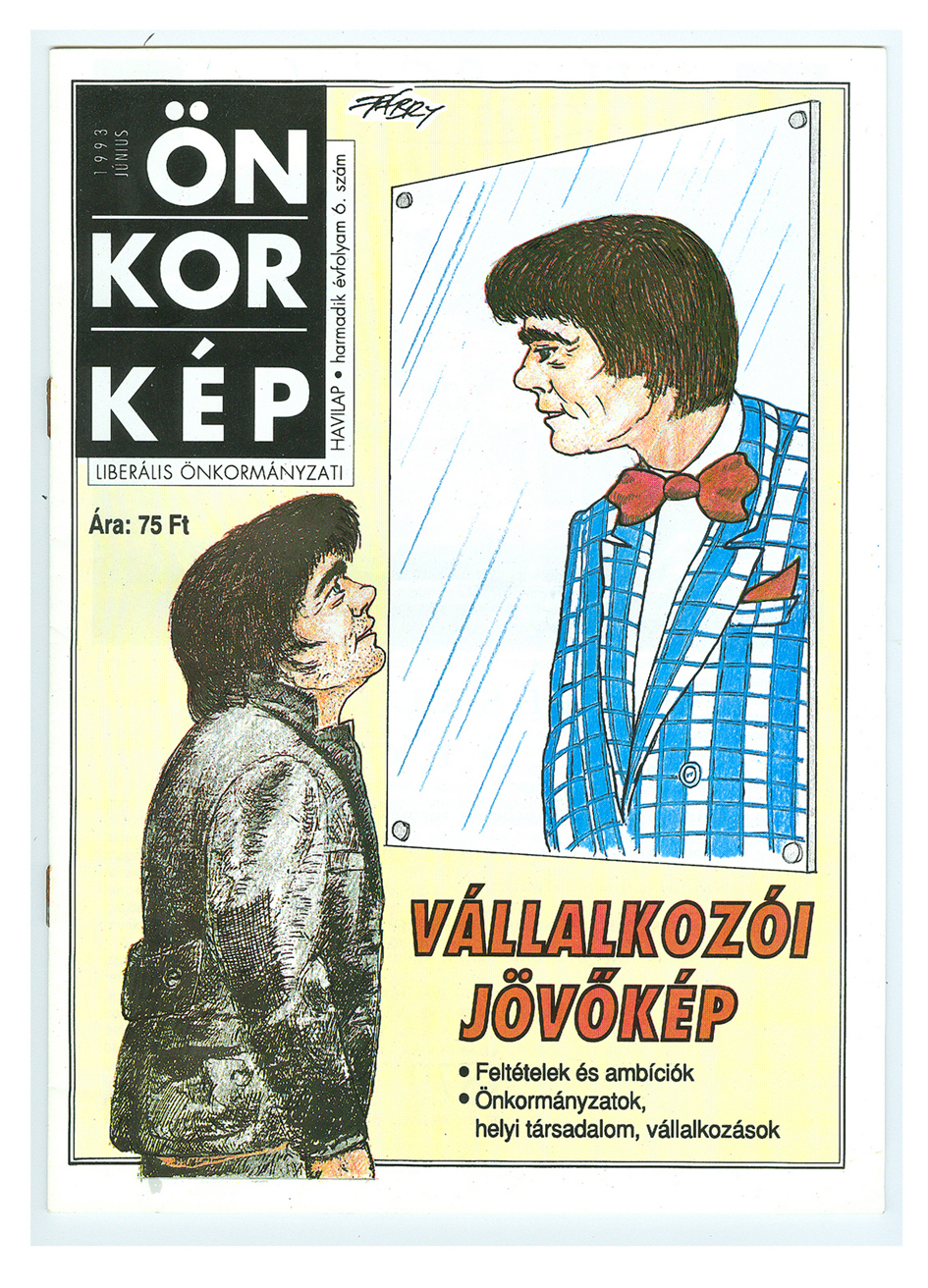
Önkorkép, címoldali rajz. 1993.

A nagydíj után több médium is megkereste a művészt, aki 1993-ban (korábban is dolgozott a napilapnak) elfogadta a Magyar Nemzet napilap által felajánlott művészeti szerkesztő és grafikus munkakört. A napilap vezetői tágas, vendégek fogadására alkalmas irodát biztosítottak a művészeti szerkesztő részére aki létrehozta a lapban publikáló művészek körét. A napilapba bekerülő fotók kiválasztását is egy ideig a művészeti szerkesztő intézte. A közölt fotók nagy részét Fábry János személyesen válogatta ki és hozta el az MTI-től (Magyar Távirati Iroda), később Weber Lajos fotóriporter vezetésével önálló fotórovat jött létre.  A napilap állandó fotóriportere Havran Zoltán volt.  A feladatok: a napilap önálló és karakteres magas színvonalú arculatának megtervezése, színvonalas grafikusi alkotói gárda létrehozása és a másnap megjelenő cikkekhez saját illusztrációk rajzolása. Néhány név a Magyar Nemzetben  rendszeresen megjelent grafikák alkotói közül: Szalay Lajos, Würtz Ádám, Kaján Tibor, Hegedűs István, Kovács Péter Balázs, Szőnyi Gyula, Szilvásy Nándor, Orosz István, Szurcsik József, Lipták György, Sárkány Győző, Reich Károly, Gönczi Béla, F. Farkas Tamás, Matzon Ákos, Bertalan Tivadar, Károlyi András, Cs. Kovács László, Kádár Katalin, Győrffy Sándor, Konok Tamás stb. Folyamatosan rajzolt aktuális karikatúrákat a napilapnak Léphaft Pál karikaturista is.
1996-ban Joseph Pulitzer-emlékdíjat kapott sajtóillusztráció kategóriában (fekete-fehér, szöveg nélküli rajzok).
2000-ig dolgozott a Magyar Nemzetnél, ezután önálló alkotóként dolgozik az iparművészet és sajtó területen. Tevékenységek: üvegtárgyak tervezése, kivitelezés, szerkesztés, művészeti szerkesztés, illusztrációk készítése, tanácsadás. Több folyóiratnál vállalt művészeti szerkesztést.

A 2014-es Görbe tükör 1989/ a rendszerváltozással kapcsolatos, hazai és külföldi helyszíneken bemutatott – karikatúrakiállítás a Közigazgatási és Igazságügyi Minisztérium és a WittyWorld International Cartoon magazin szakmai közreműködésével jött létre. A zsűri által a tárlatra kiválasztott, – a rendszerváltás idején publikált – 40 rajz közül 10 karikatúra Fábry János munkája volt, a szervezők megvásárolták a művésztől a rajzok kiállításának és publikálásának jogát.
Ars poeticája rajzolóként: „Amit lehet csak vonalban, fekete tussal és mártogatós tollal, előrajzolás nélkül. A színekkel csínján kell bánni, színeket csak tartalmi szempontól indokolt esetben szabad használni. A vonalnak kifejezőnek, lendületesnek és élőnek kell lennie. Nem szabad túlrajzolnunk egy munkát. A karikatúra nyílt, őszinte és harcos műfaj, a rajzolónak a támadásokat és a konfliktusokat is vállalnia kell. Kedvelem a szöveg nélküli rajzokat, de sokszor a cím is fontos, a cím kontraszthatásban lehet a karikatúra mondanivalójával.”
Az üvegművészet és karikatúra műfajról egy megjegyzése: „Az átlátszó üveg és elsősorban a belső tartalmat kifejező karikatúra szerintem közeli, rokon művészeti műfajok.”
2019-ben Ferenczy Noémi-díjat kapott. https://muosz.hu/2019/03/14/fabry-janos-rangos-szakmai-dijat-kapott/
2021-ben a MOME-n átvette az aranydiplomát. https://www.youtube.com/watch?v=eDC_lviJJYw

## Galériák

### Portrék

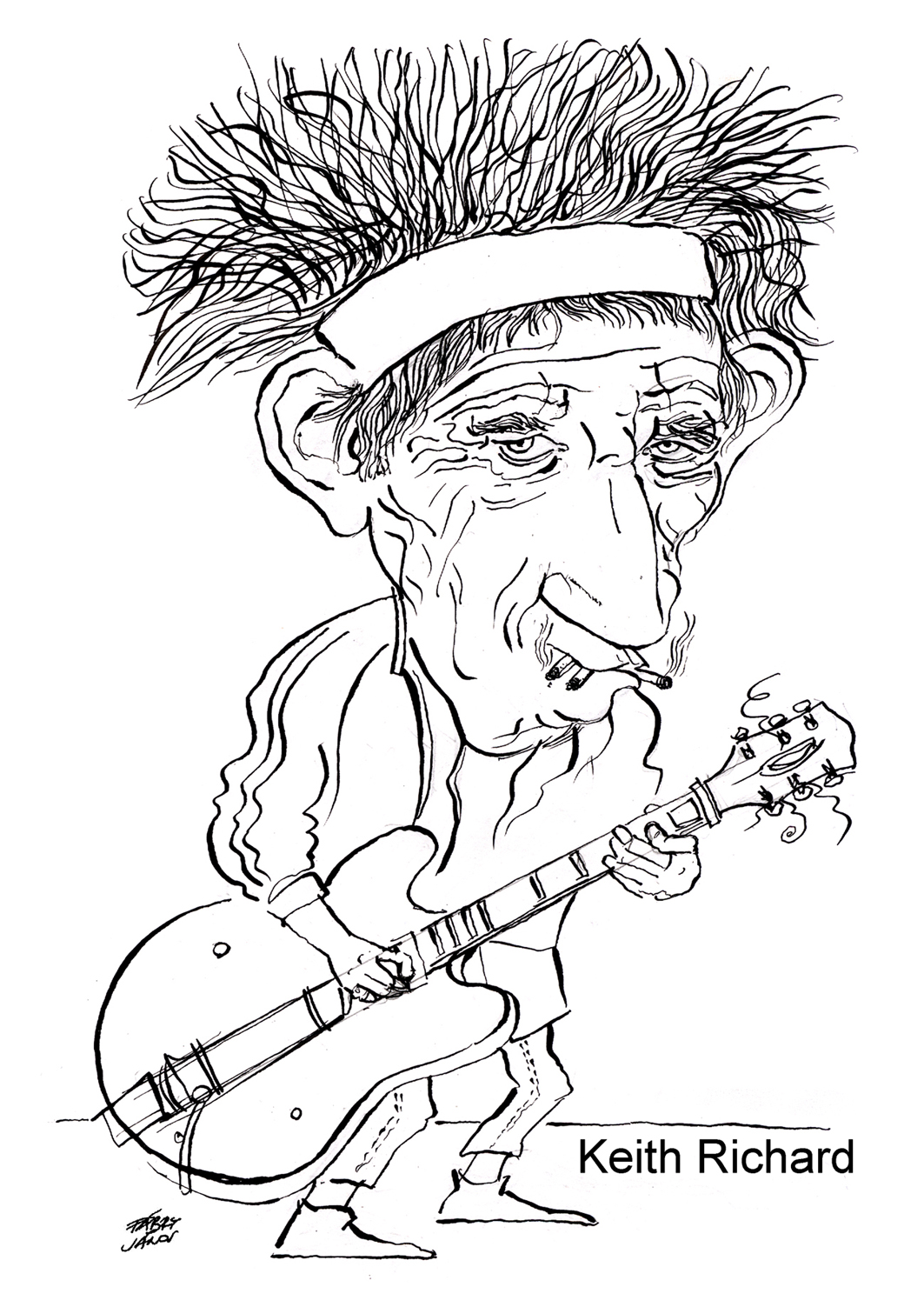
Keith Richard
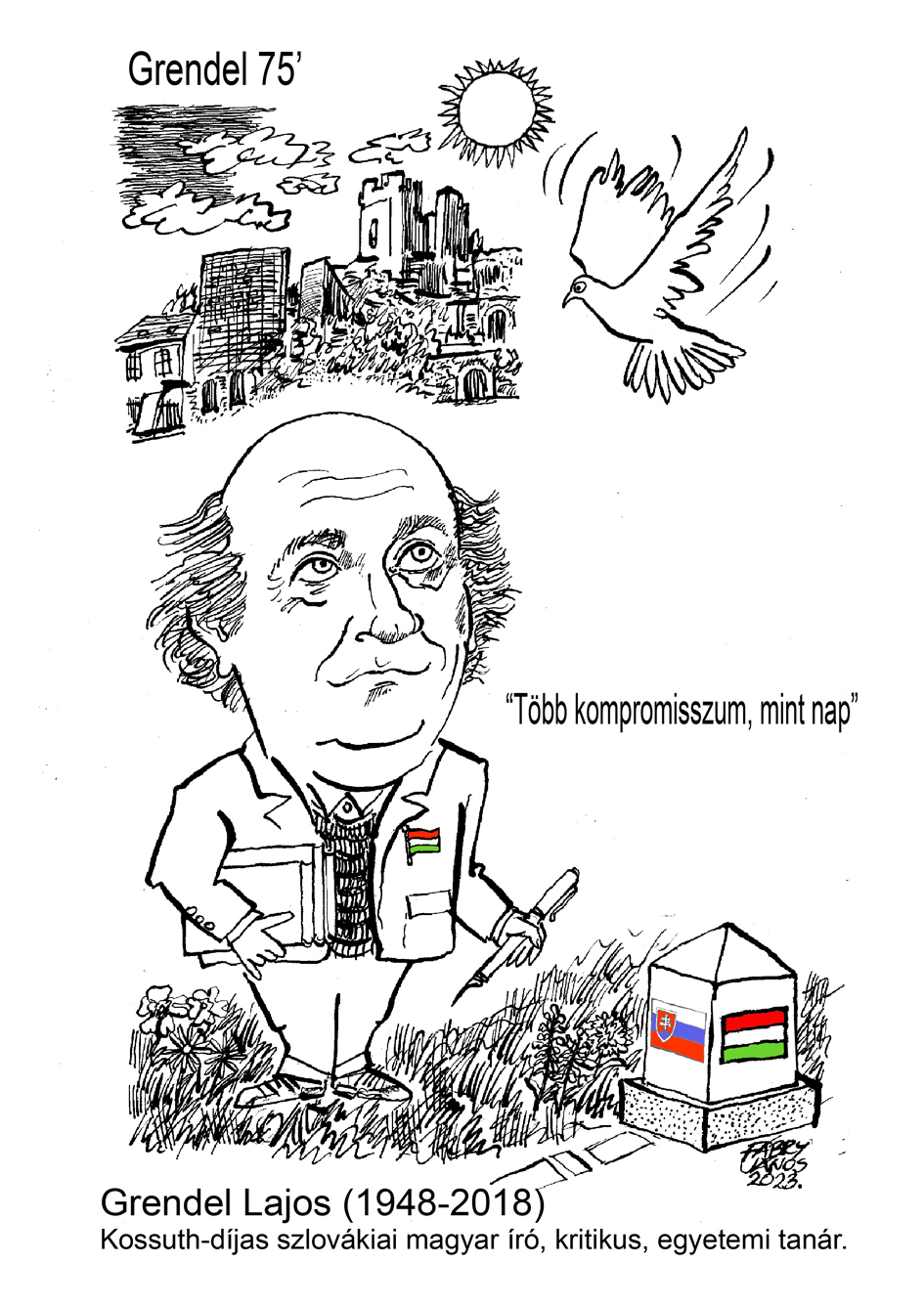
Grendel '75 kiállítás, Pozsony, Dunaszerdahely, Révkomárom.
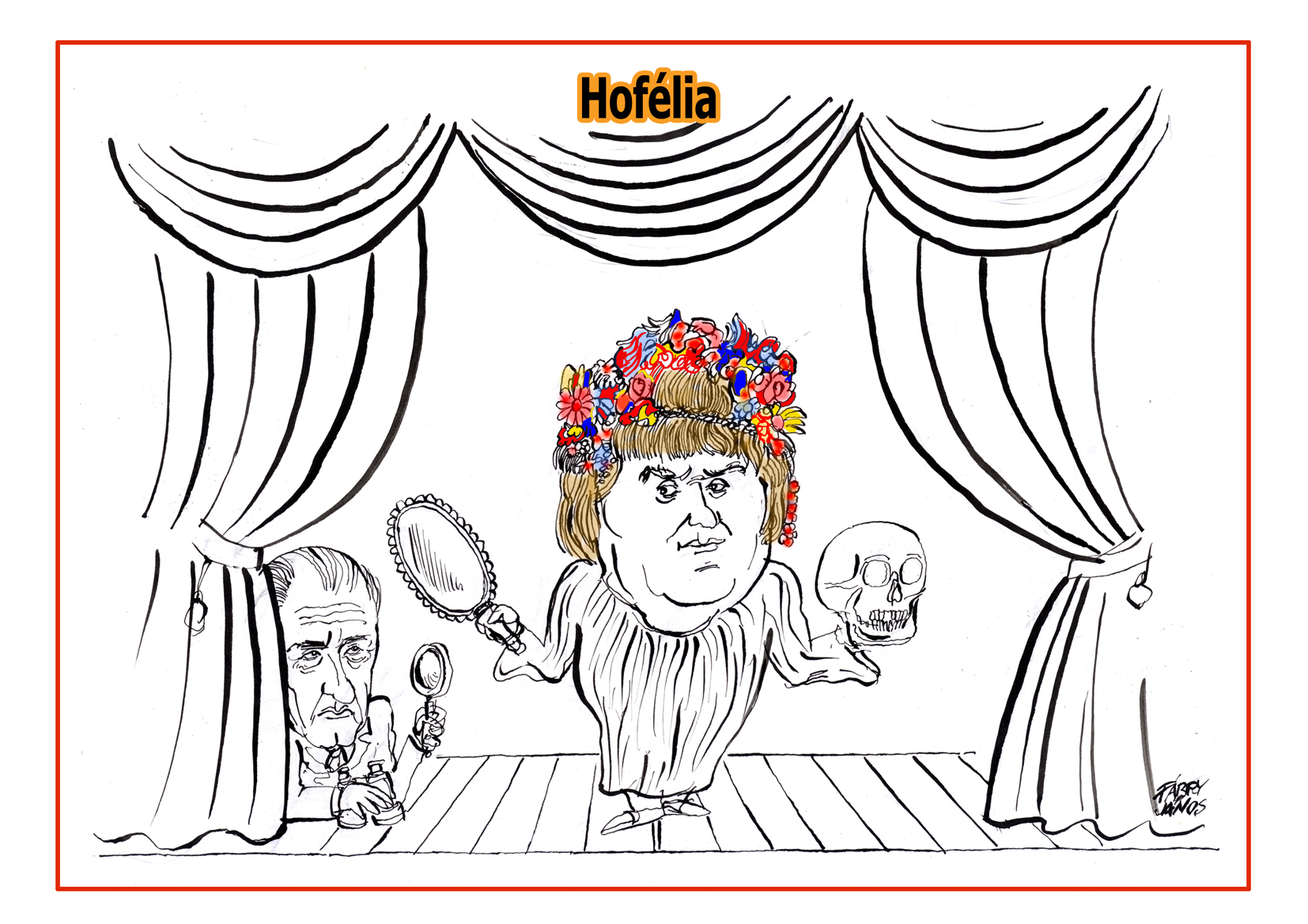
Hofélia. "A Próbálj meg lazítani!" kiállítási anyagból.
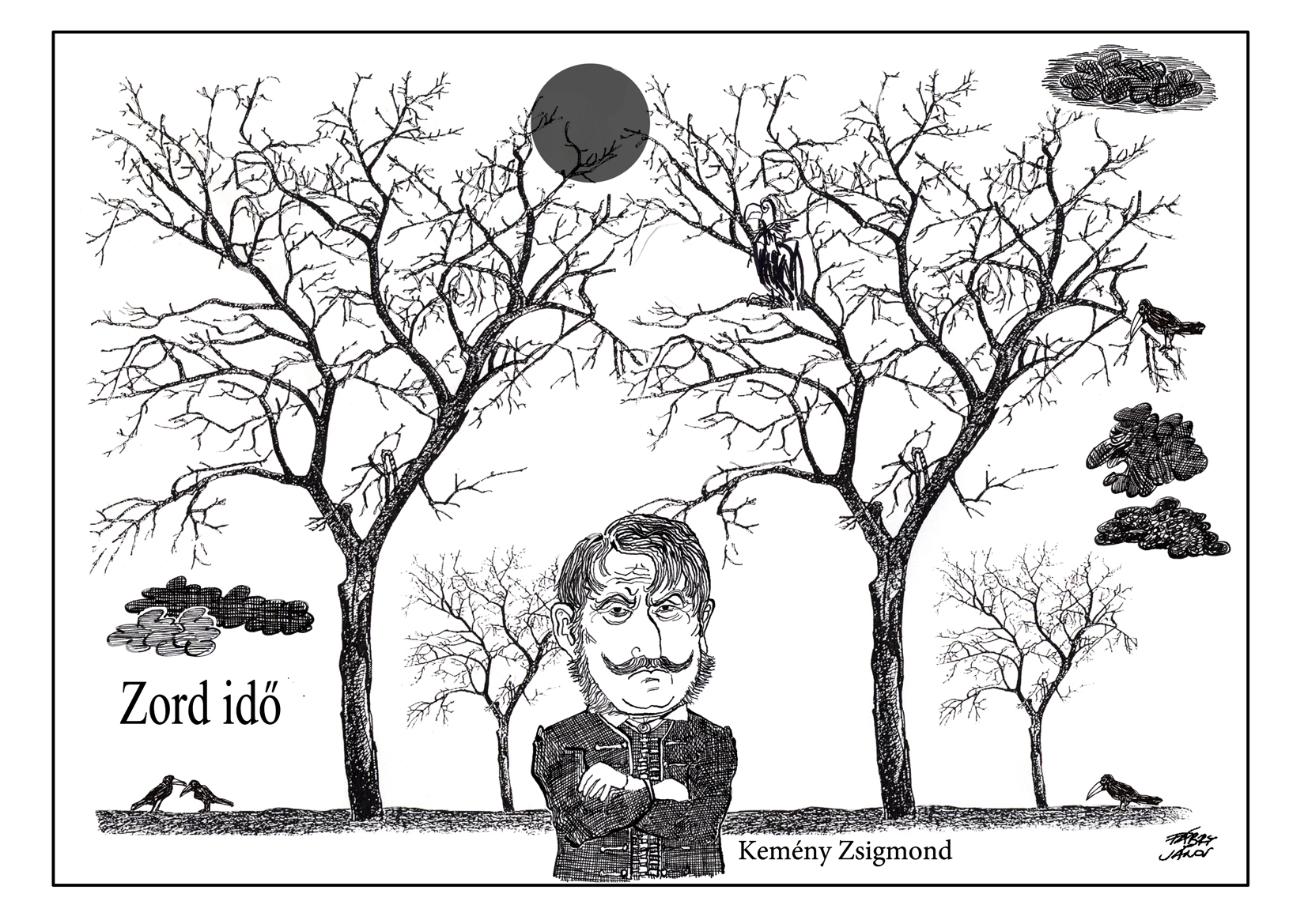
Kemény Zsigmond
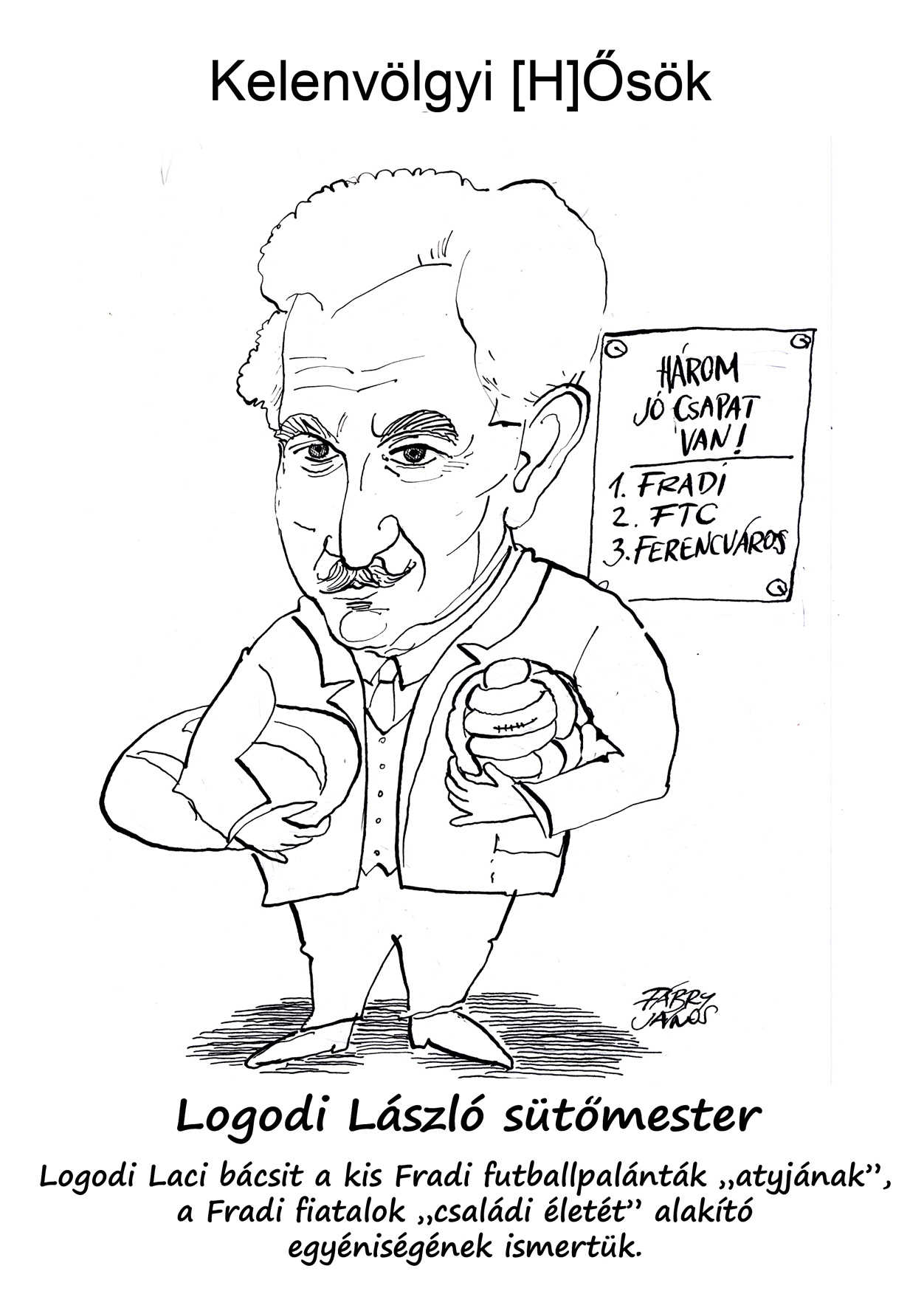
Logodi László
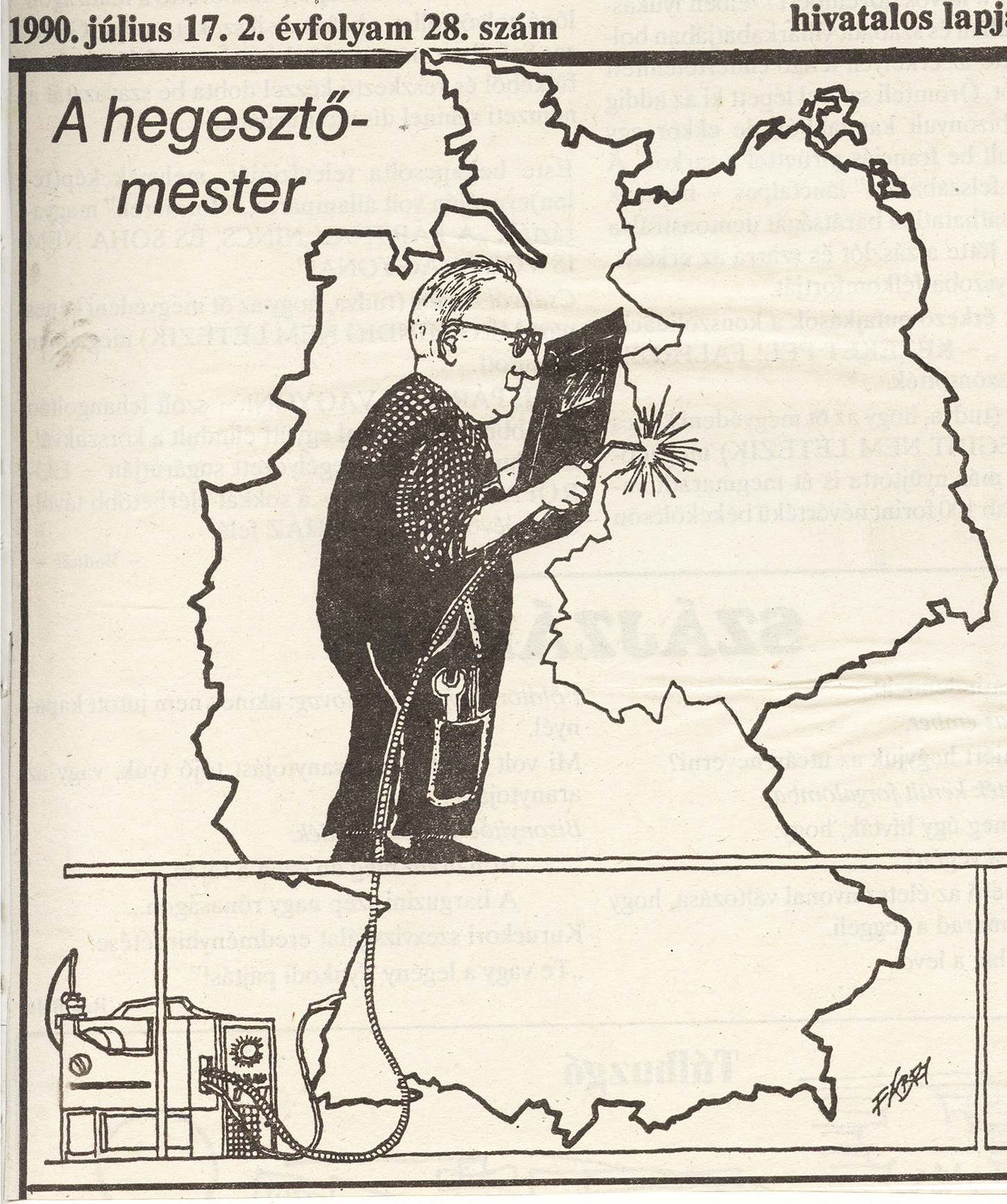
Helmut Kohl
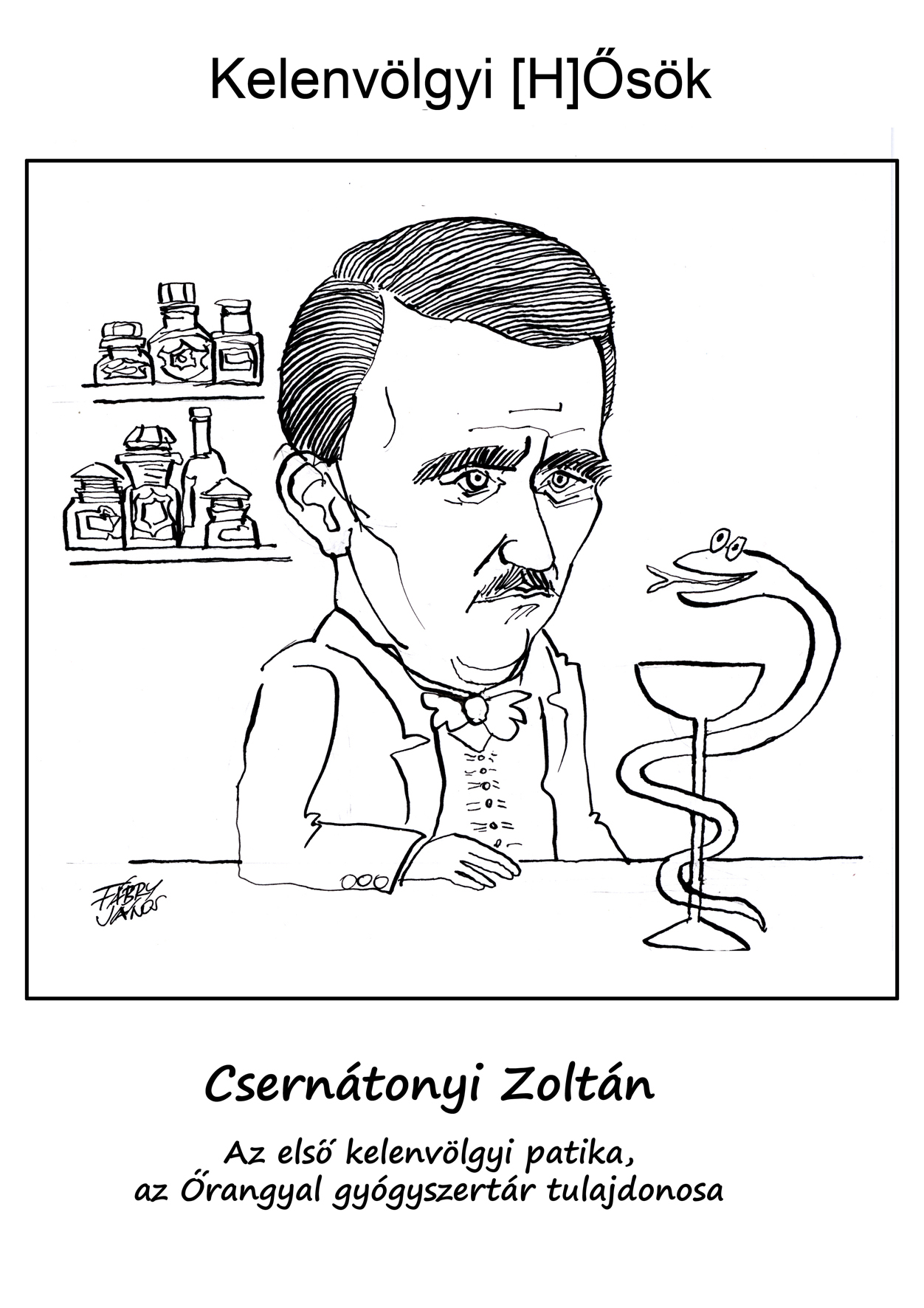
Csernátonyi Zoltán
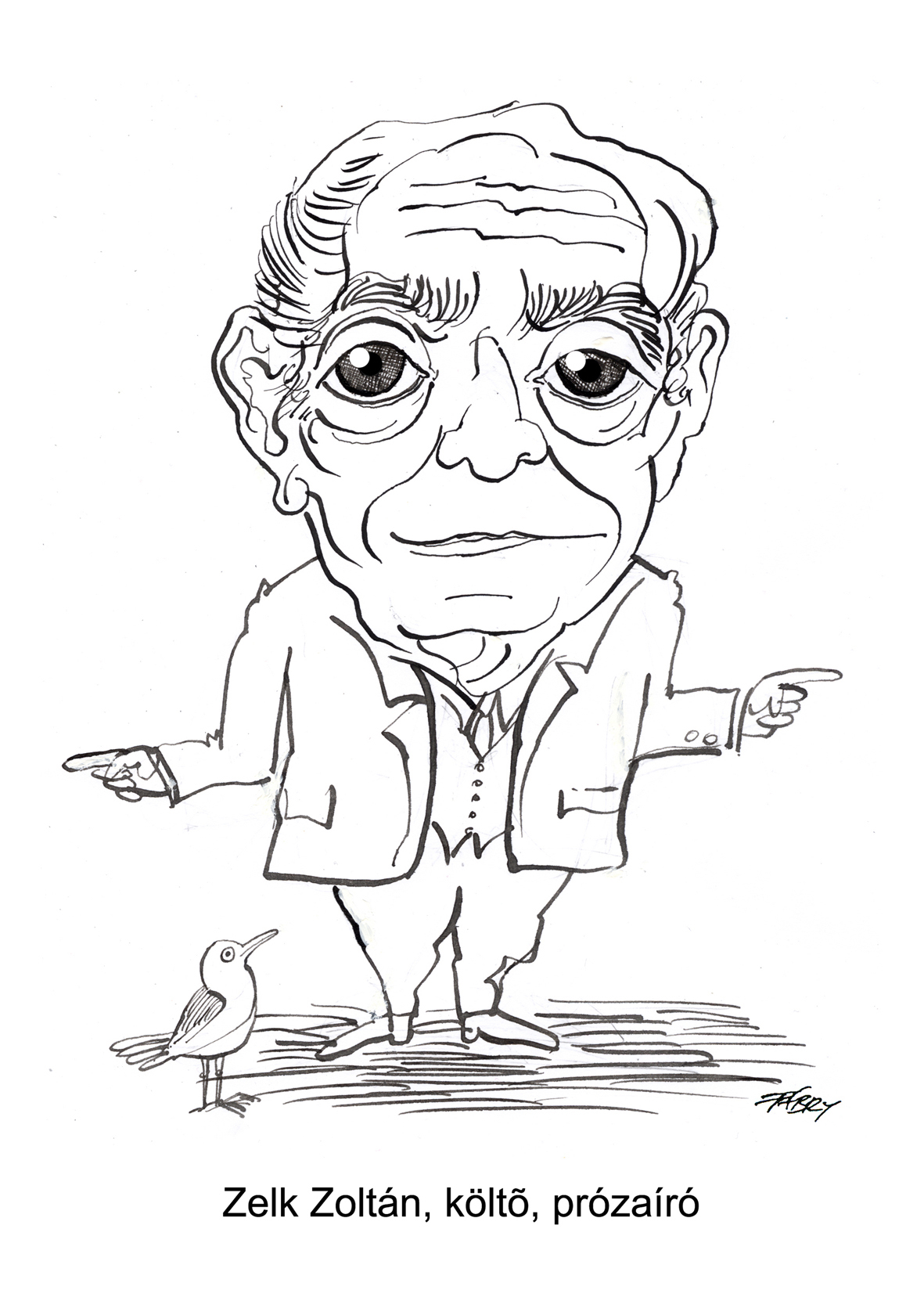
Zelk Zoltán
A játékos (1995).
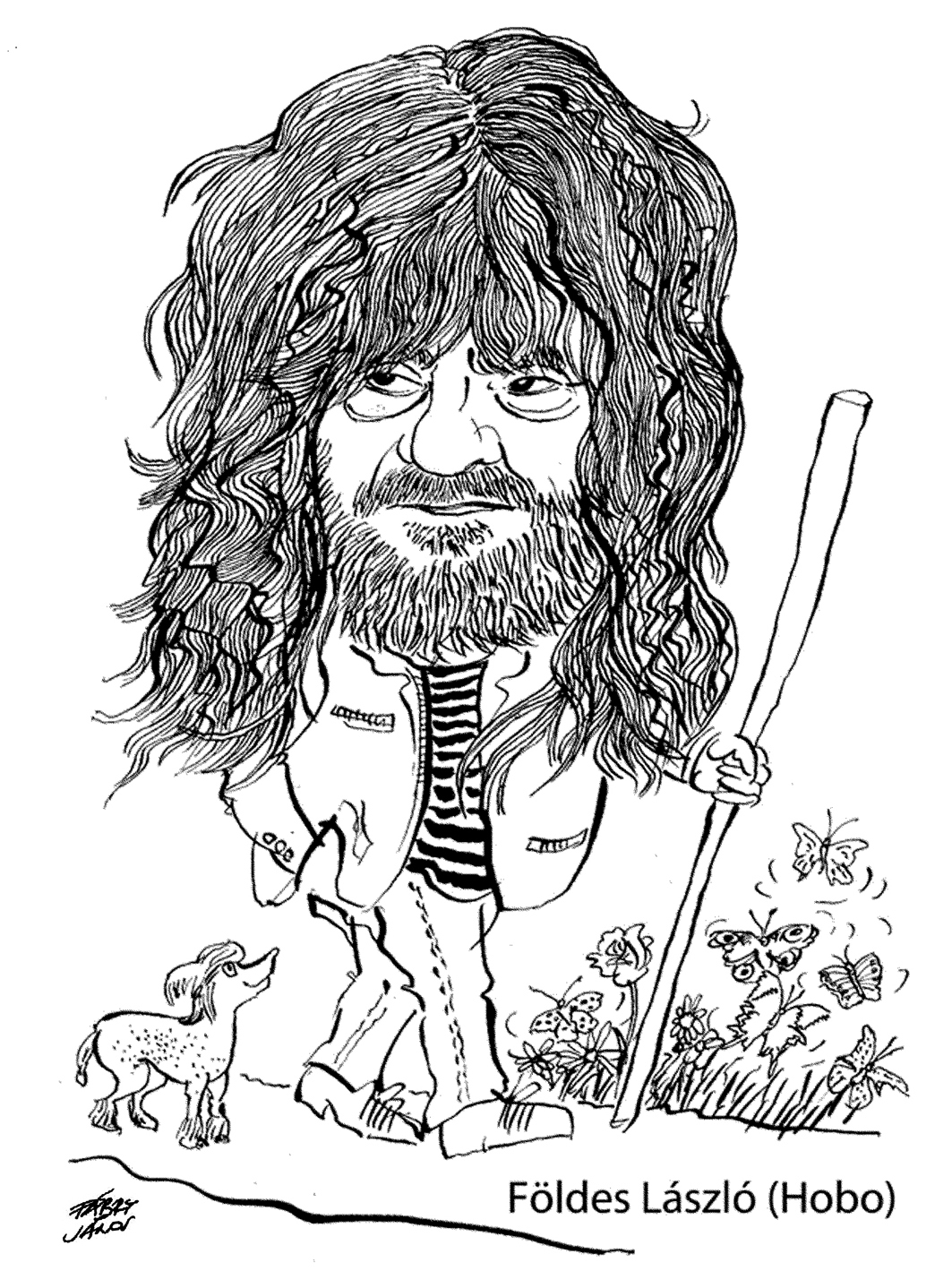
Földes László (Hobo)
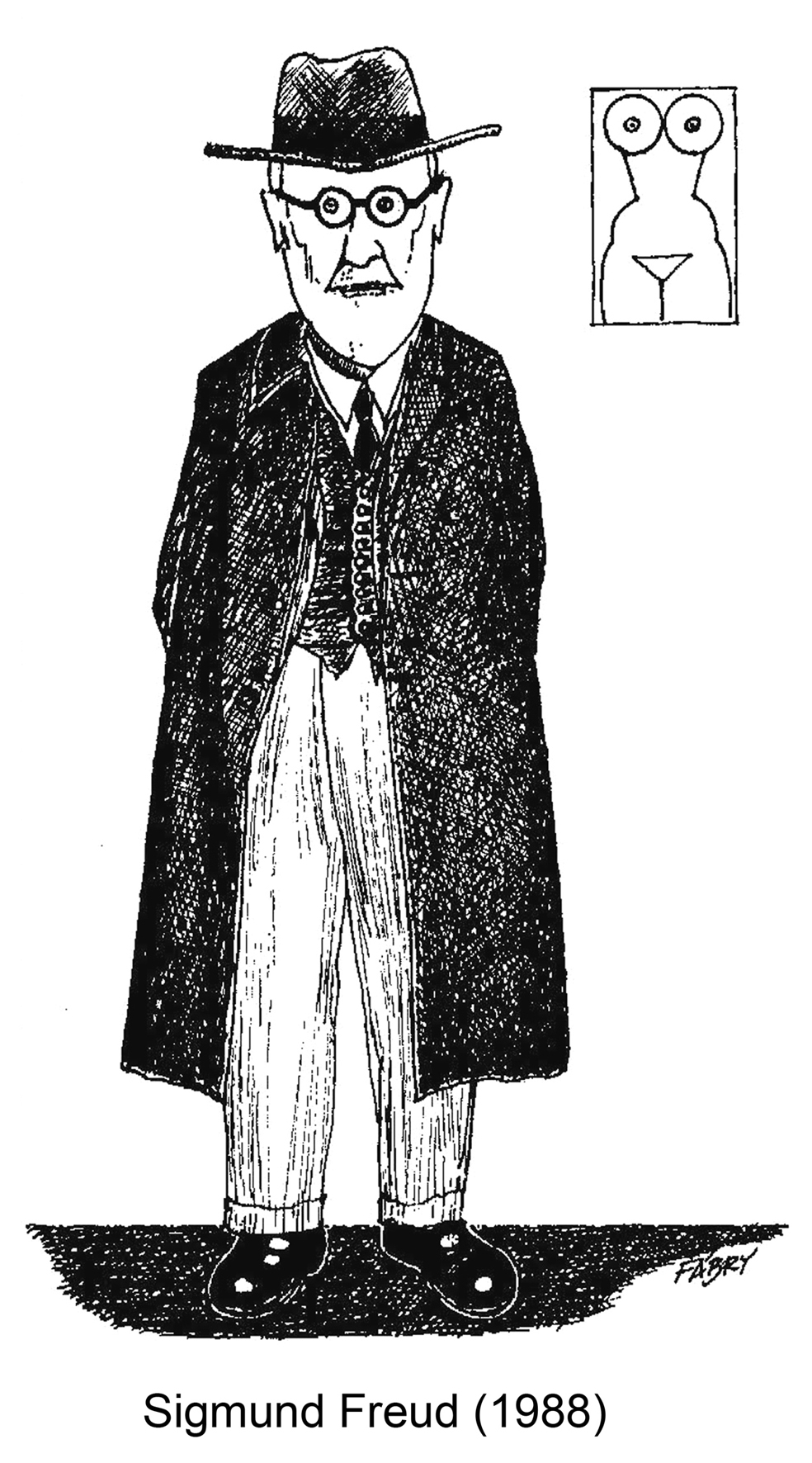
Sigmund Freud 1988.
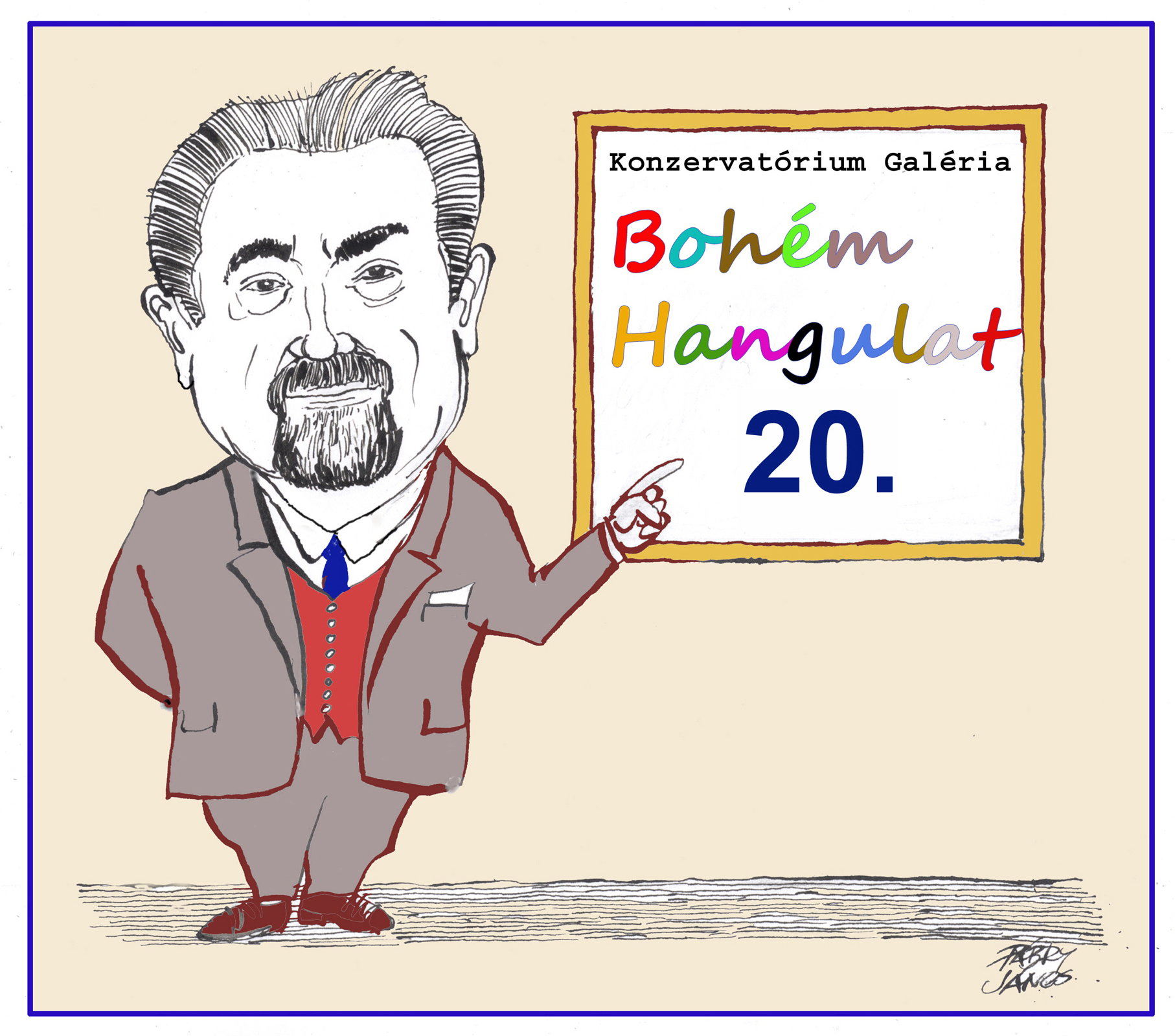
Debreceni Tamás a debreceni Konzervatórium Galéria alapítója és vezetője.
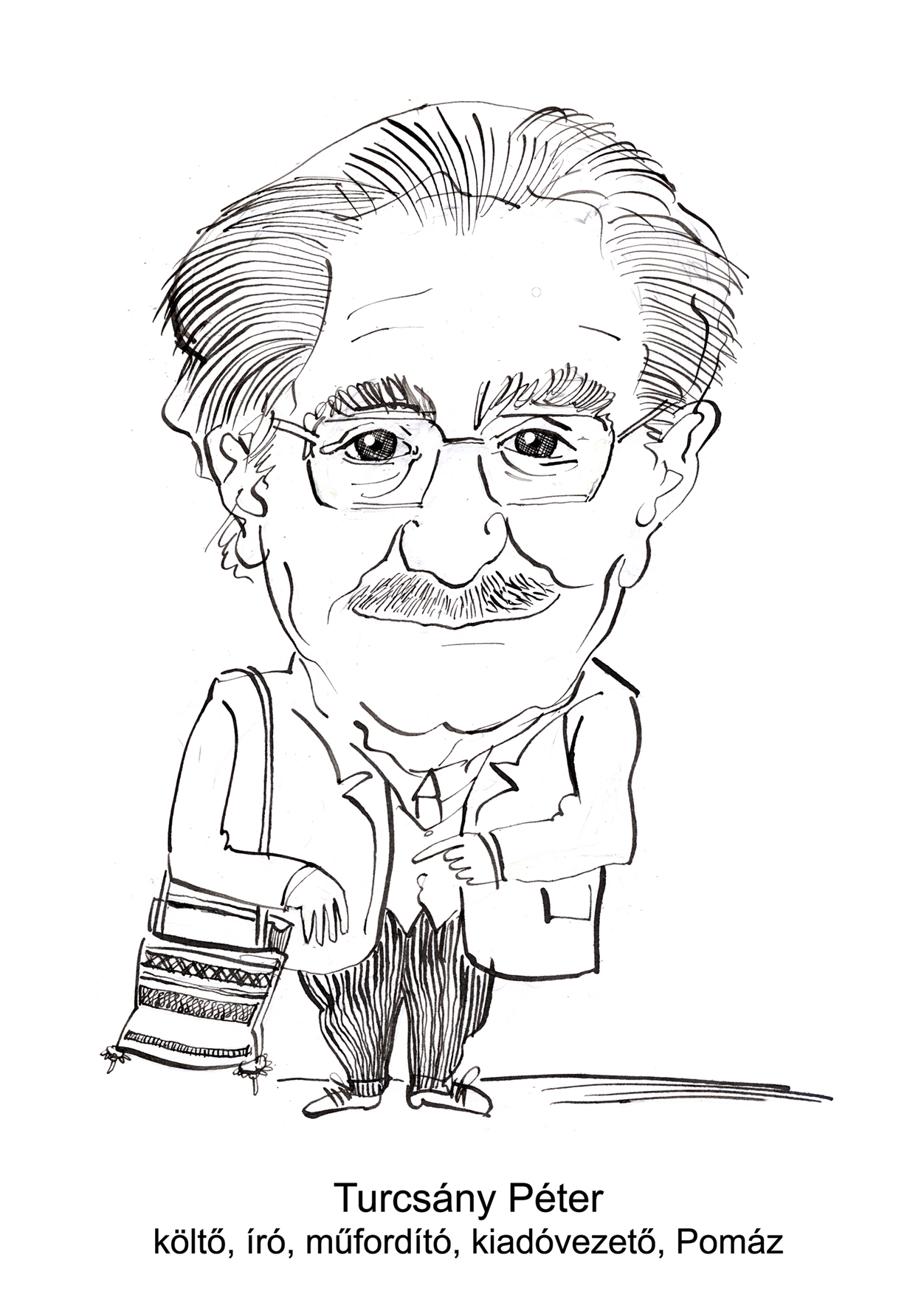
Turcsány Péter író, költő, kiadóvezető. Pomáz. A pomázi portrék sorozatból.
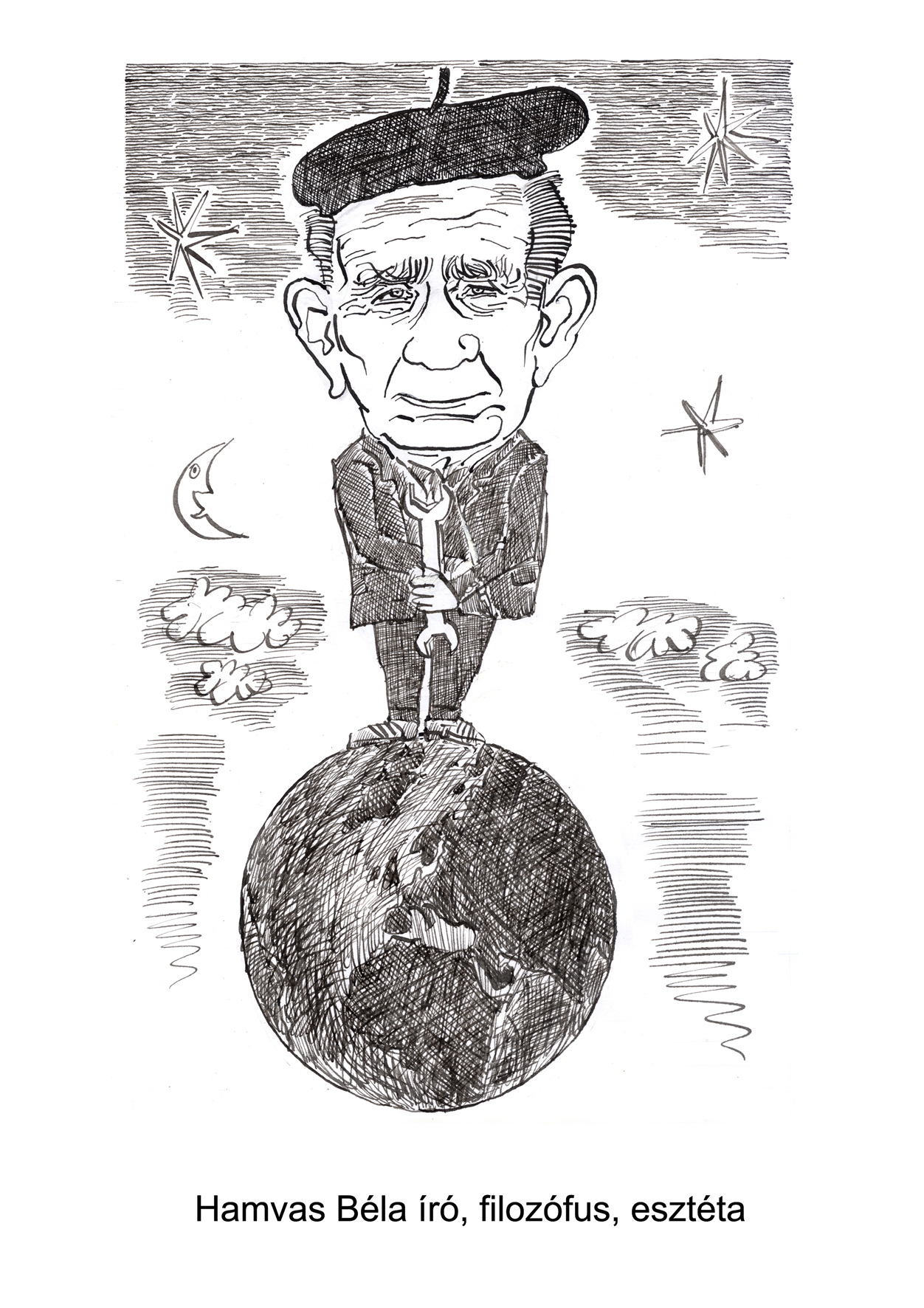
Hamvas Béla író, filozófus, esztéta.
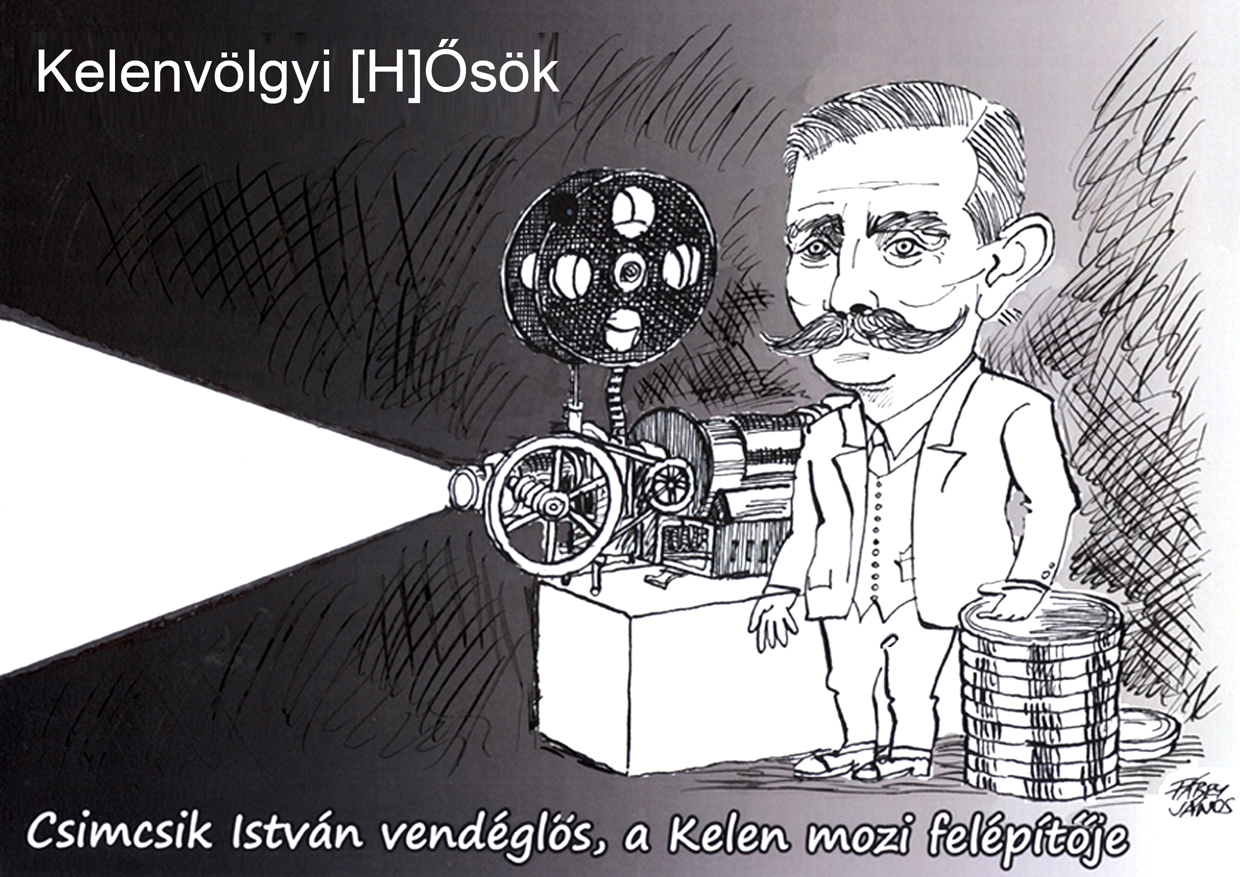
Csimcsik István a Kelen mozi létrehozója.

### Üvegszobrok

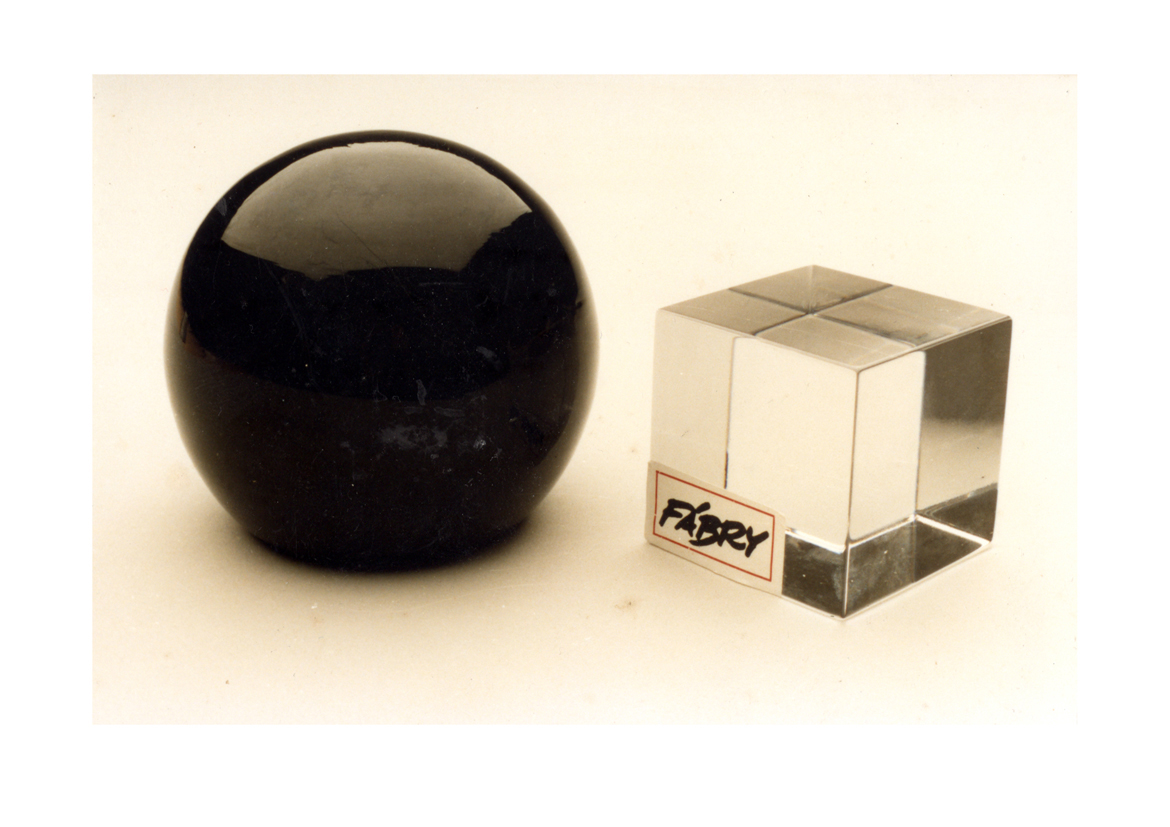
Üvegplasztikák.
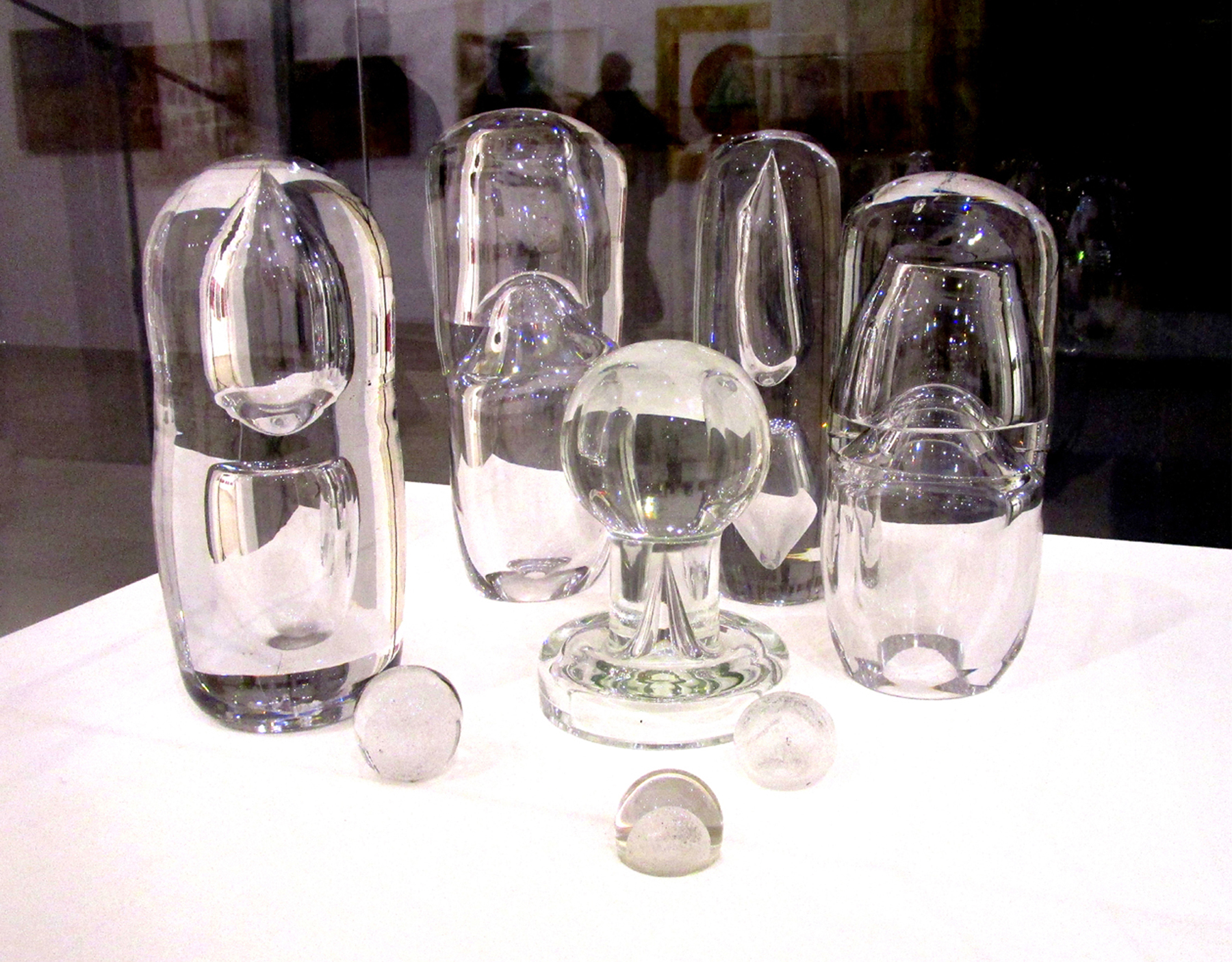
Üvegplasztikák. "Család" kiállítás.
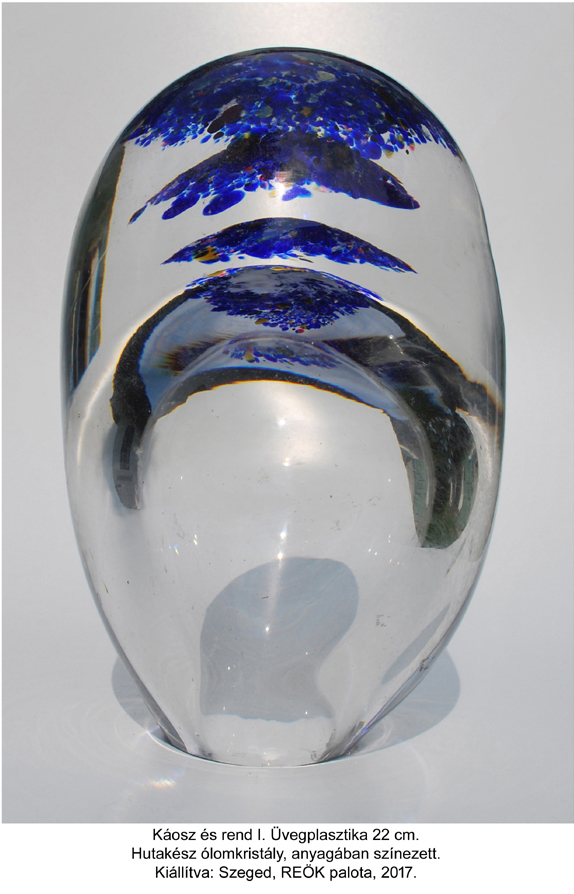
Üvegplasztika, 22 cm. A "Káosz és rend" kiállítás.
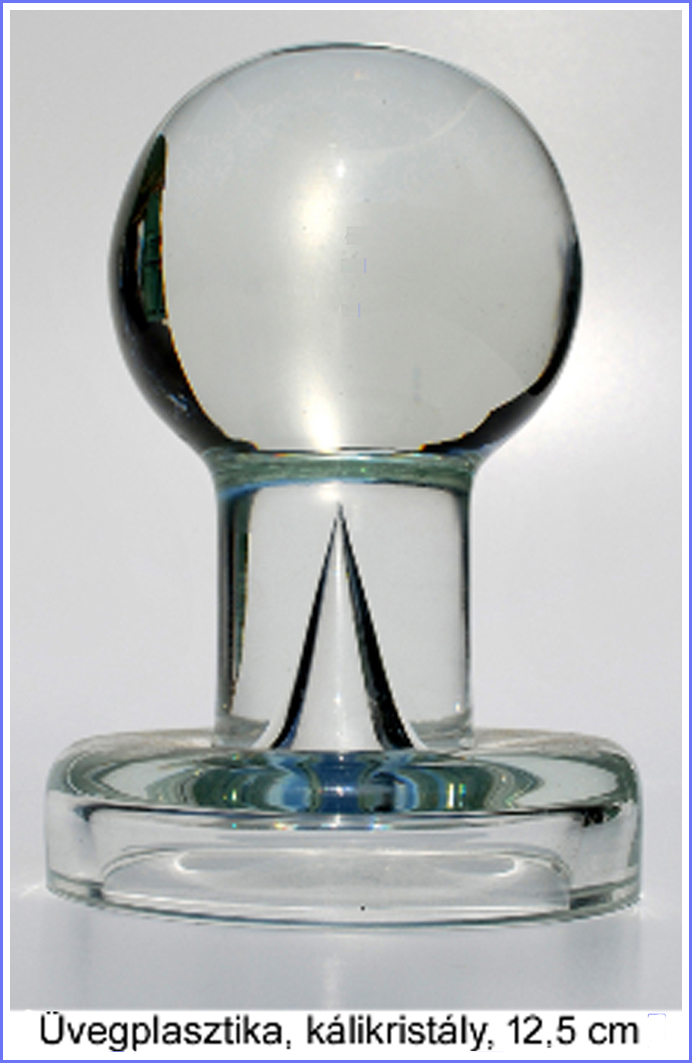
Üvegplasztika, 12,5 cm.
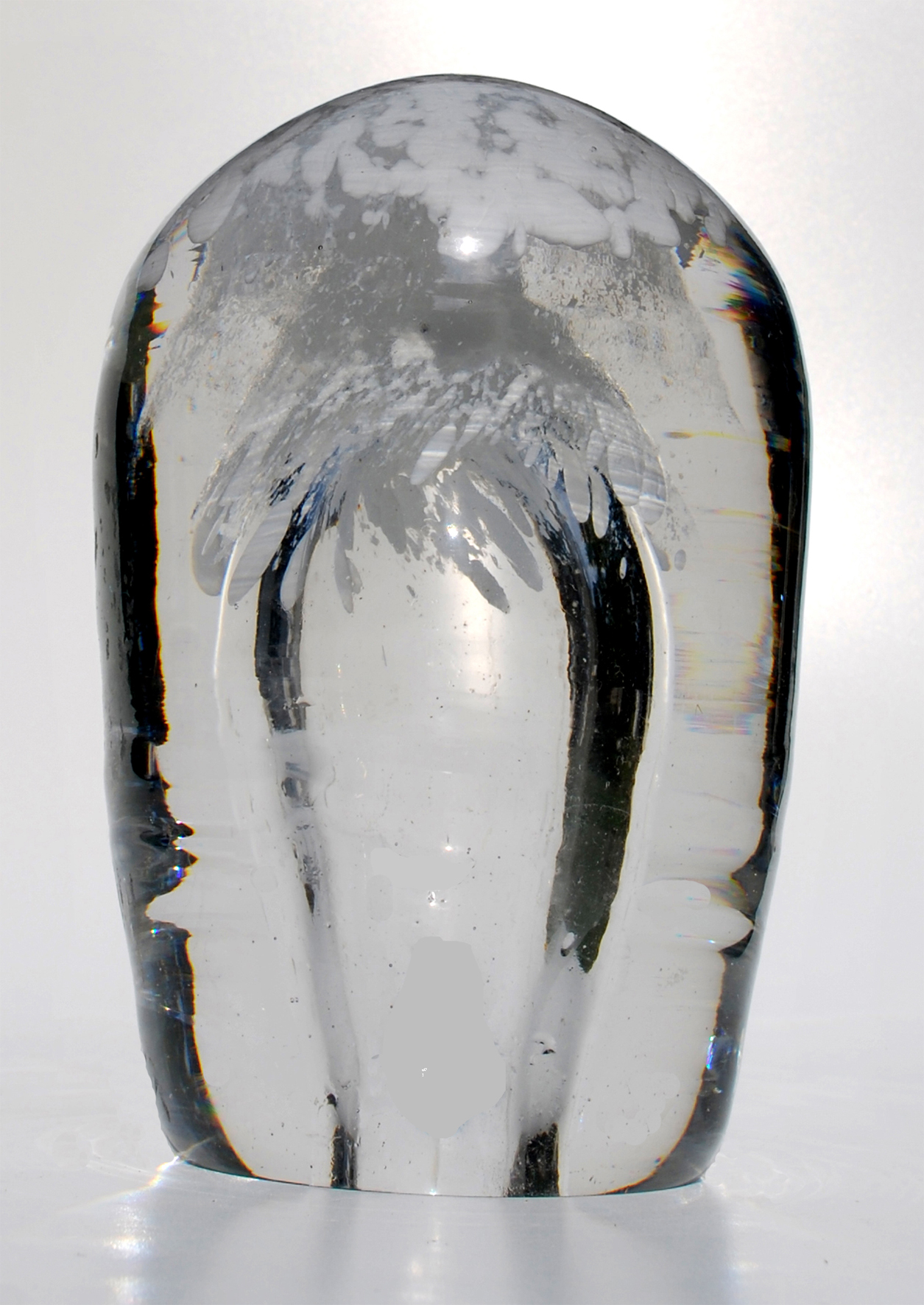
Üvegplasztika, 23 cm.
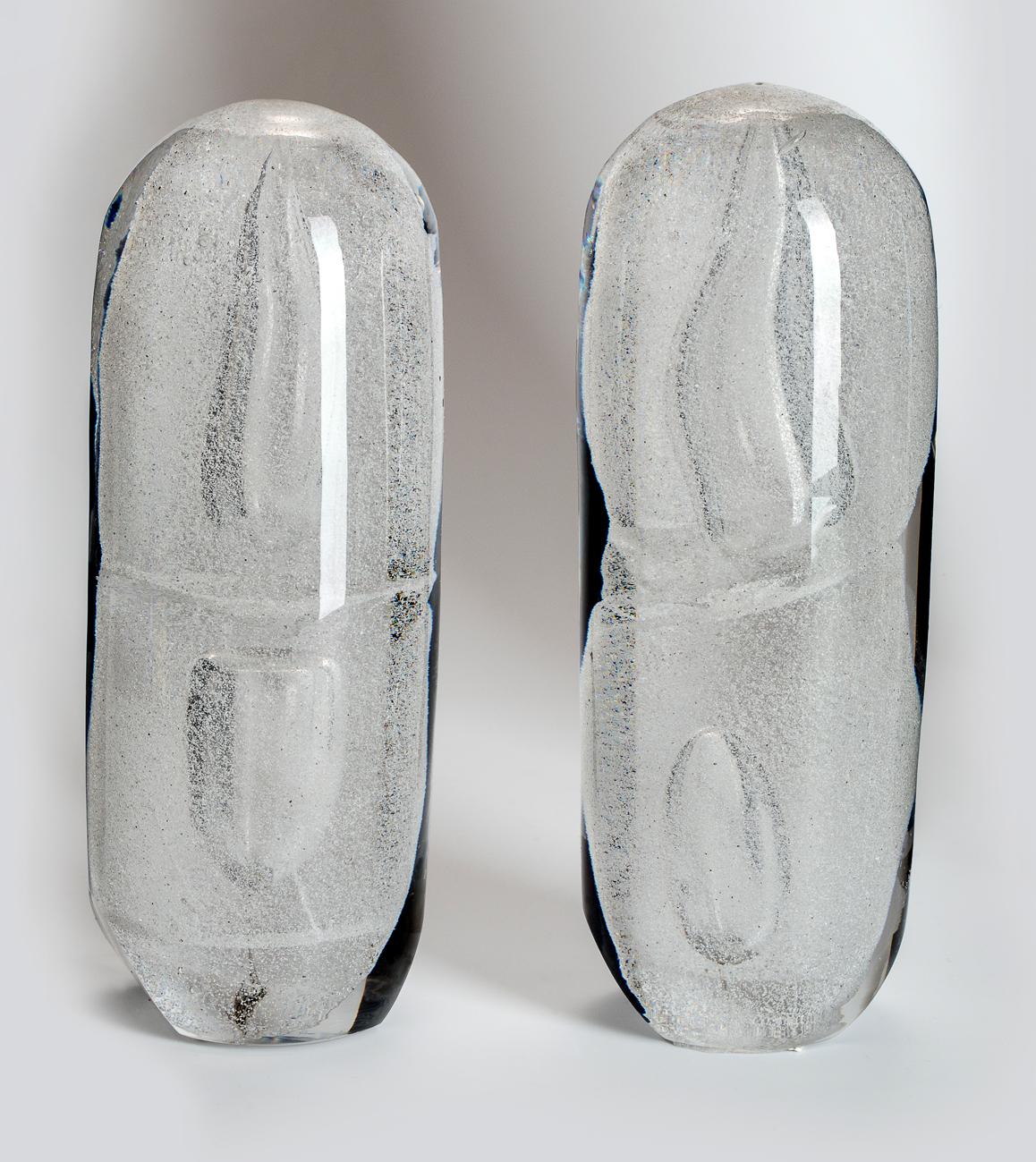
Hutakész, talpcsiszolt üvegplasztikák.
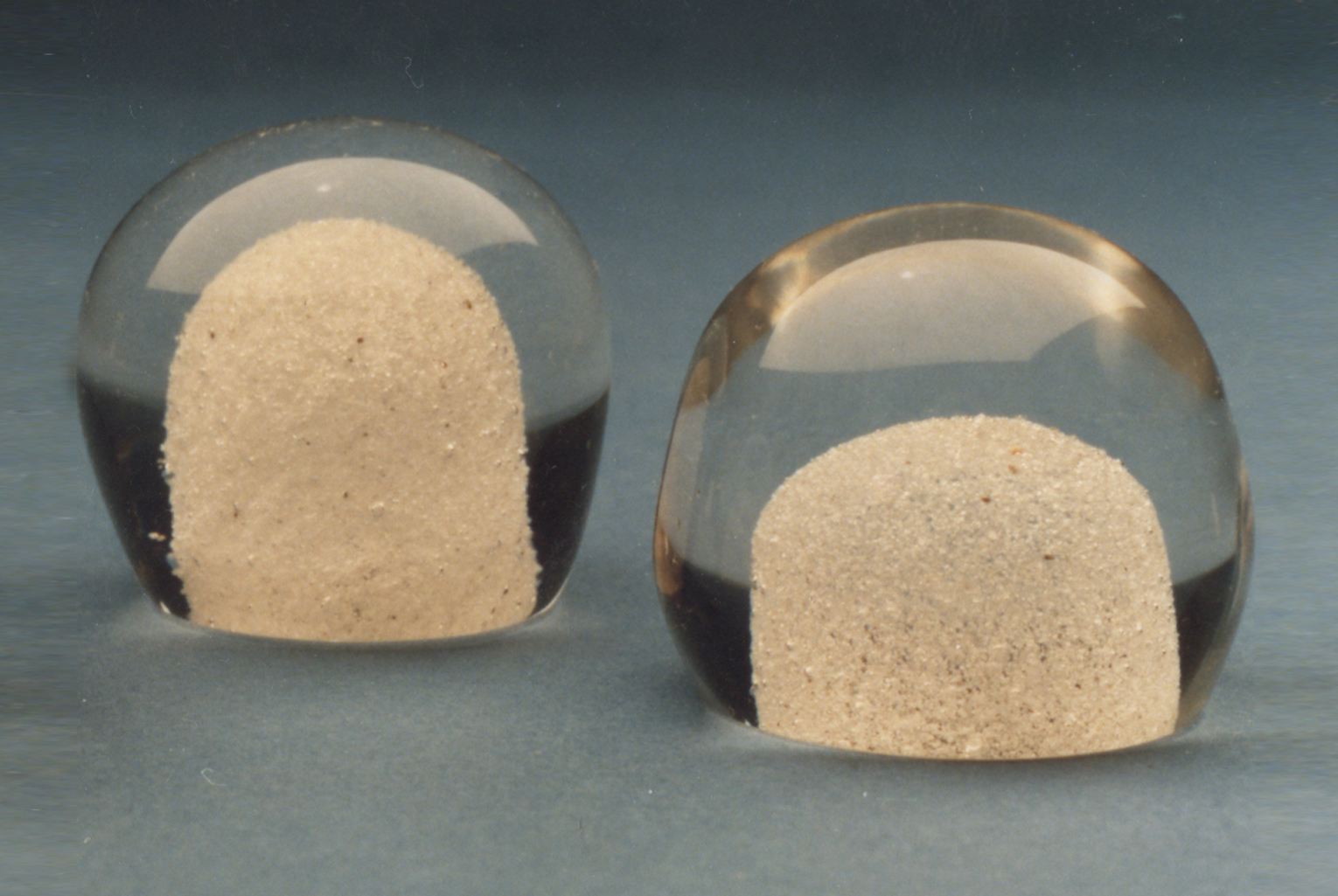
Üvegplasztikák több méretben.
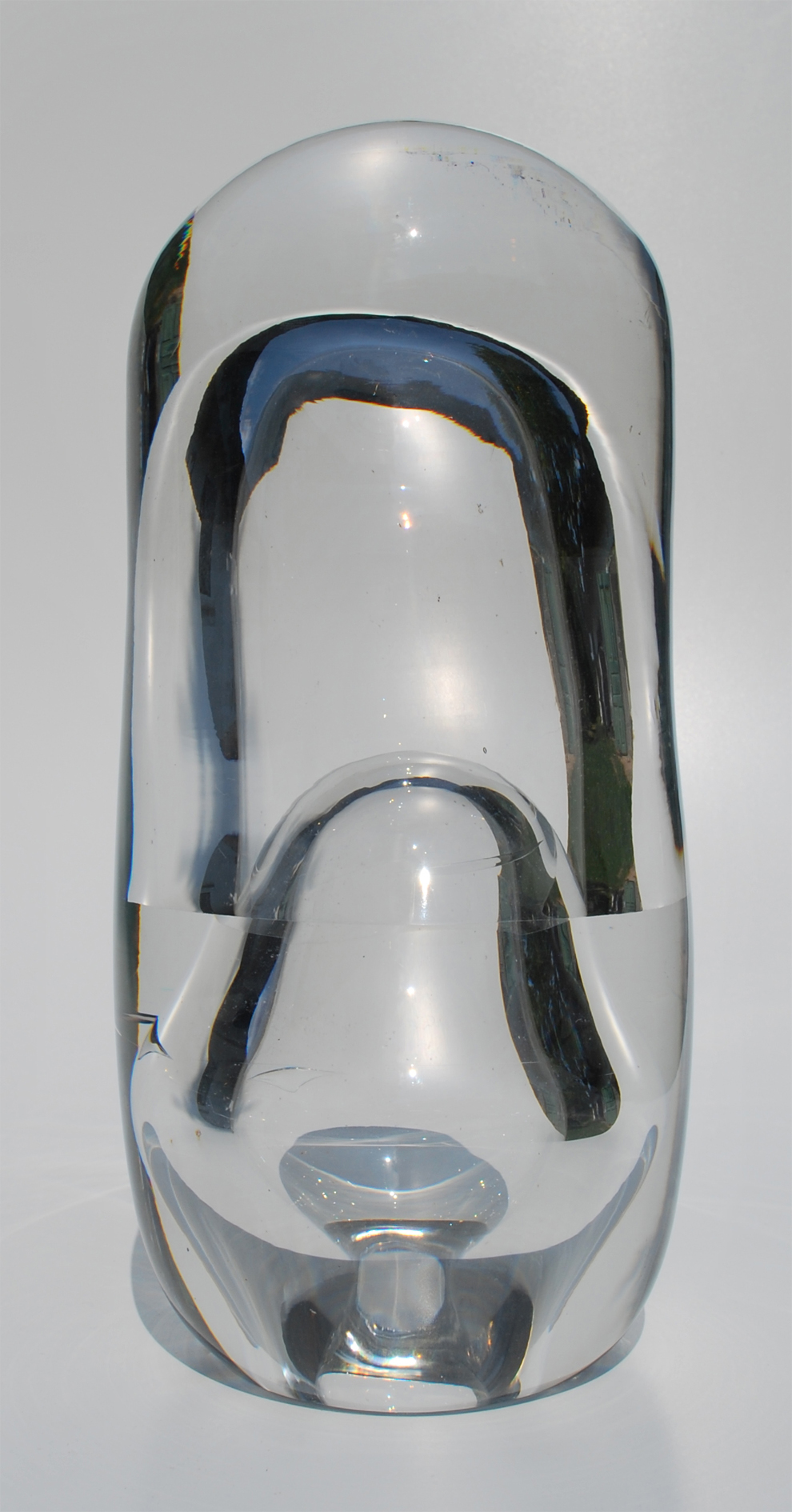
Üvegszobor 25 cm
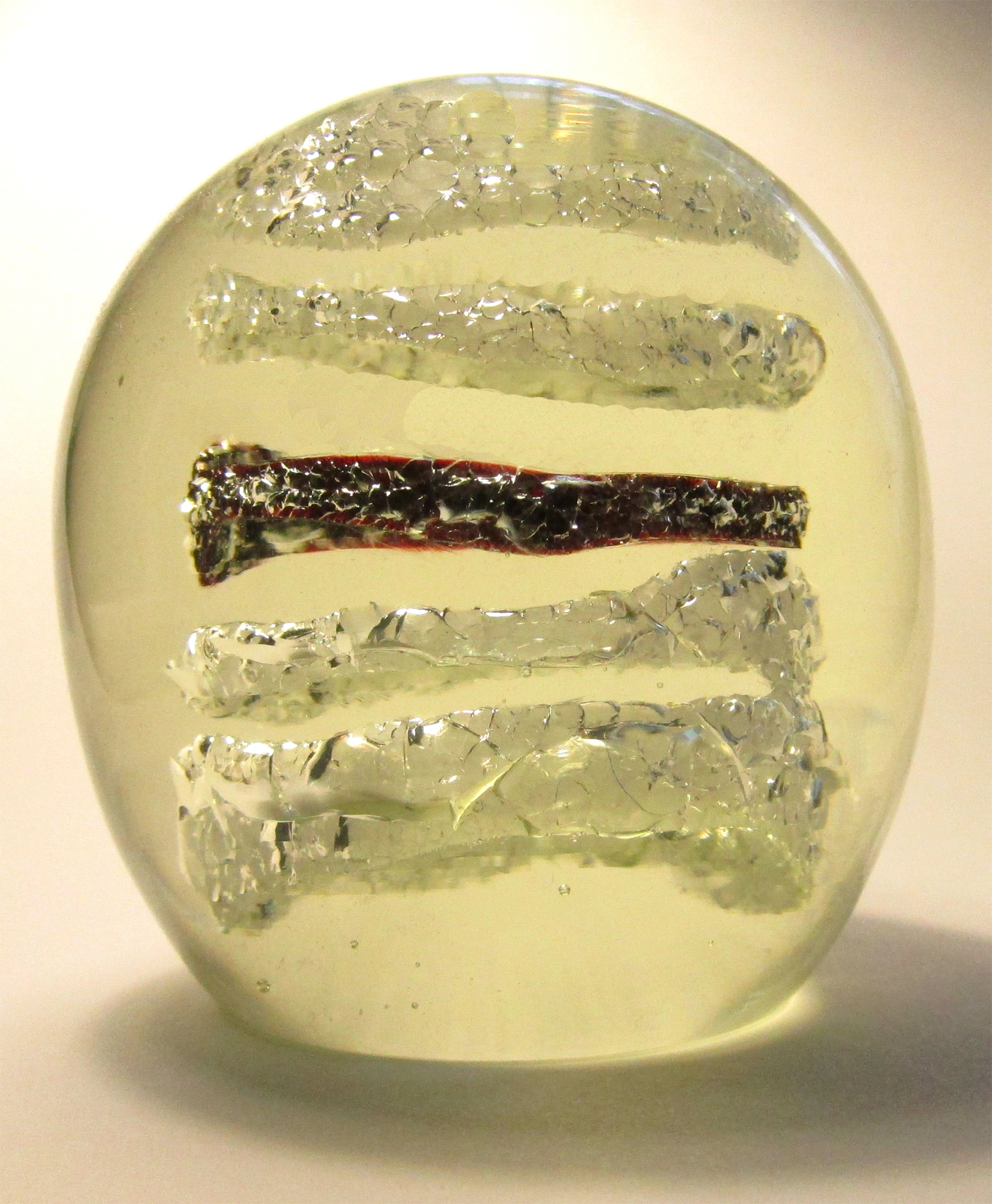
Belső gyűrűk. Hutakész, talpcsiszolt üvegplasztika több méretben.
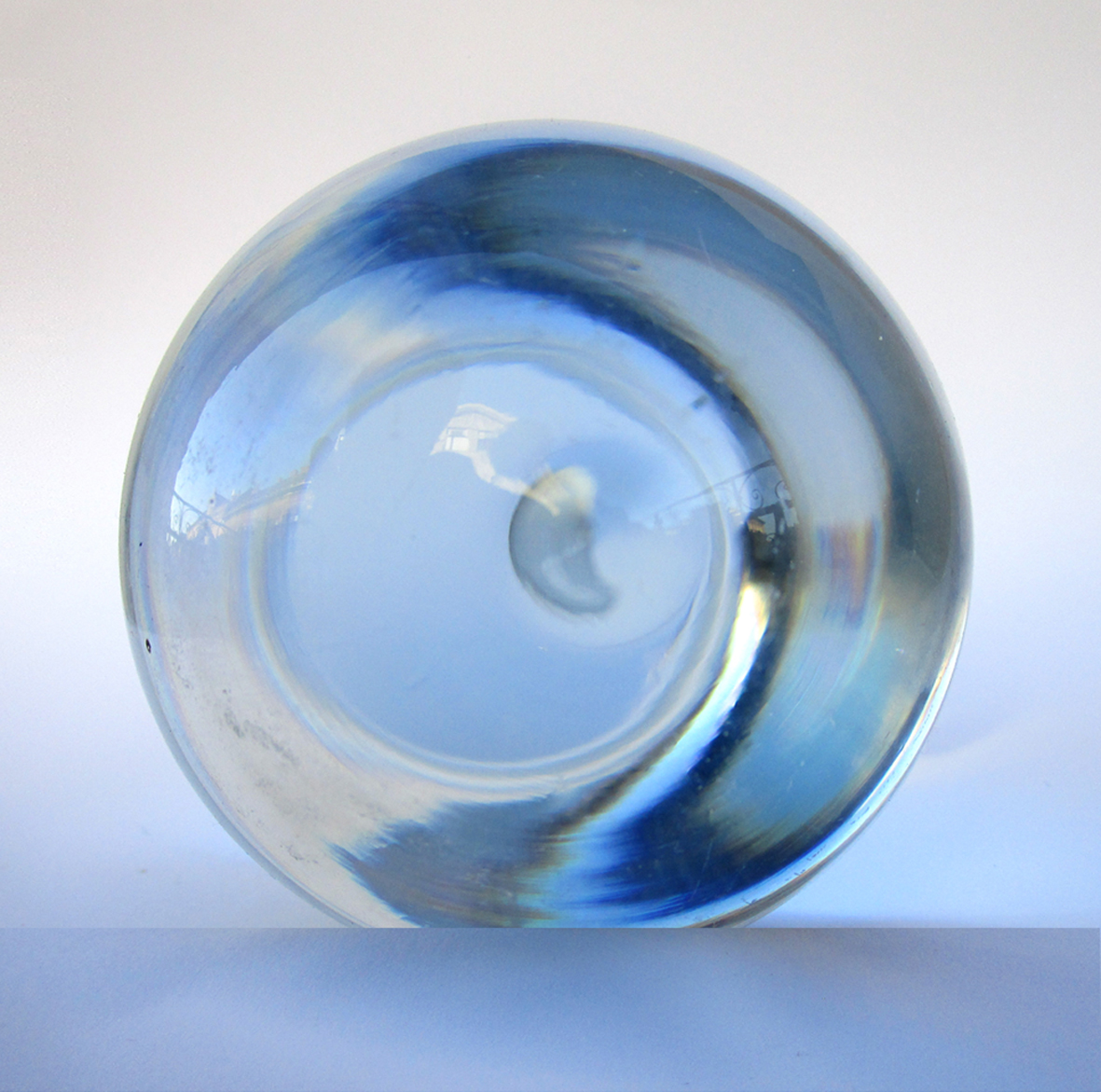
"A szem". Üvegplasztika több méretben.

##### Karikatúrák

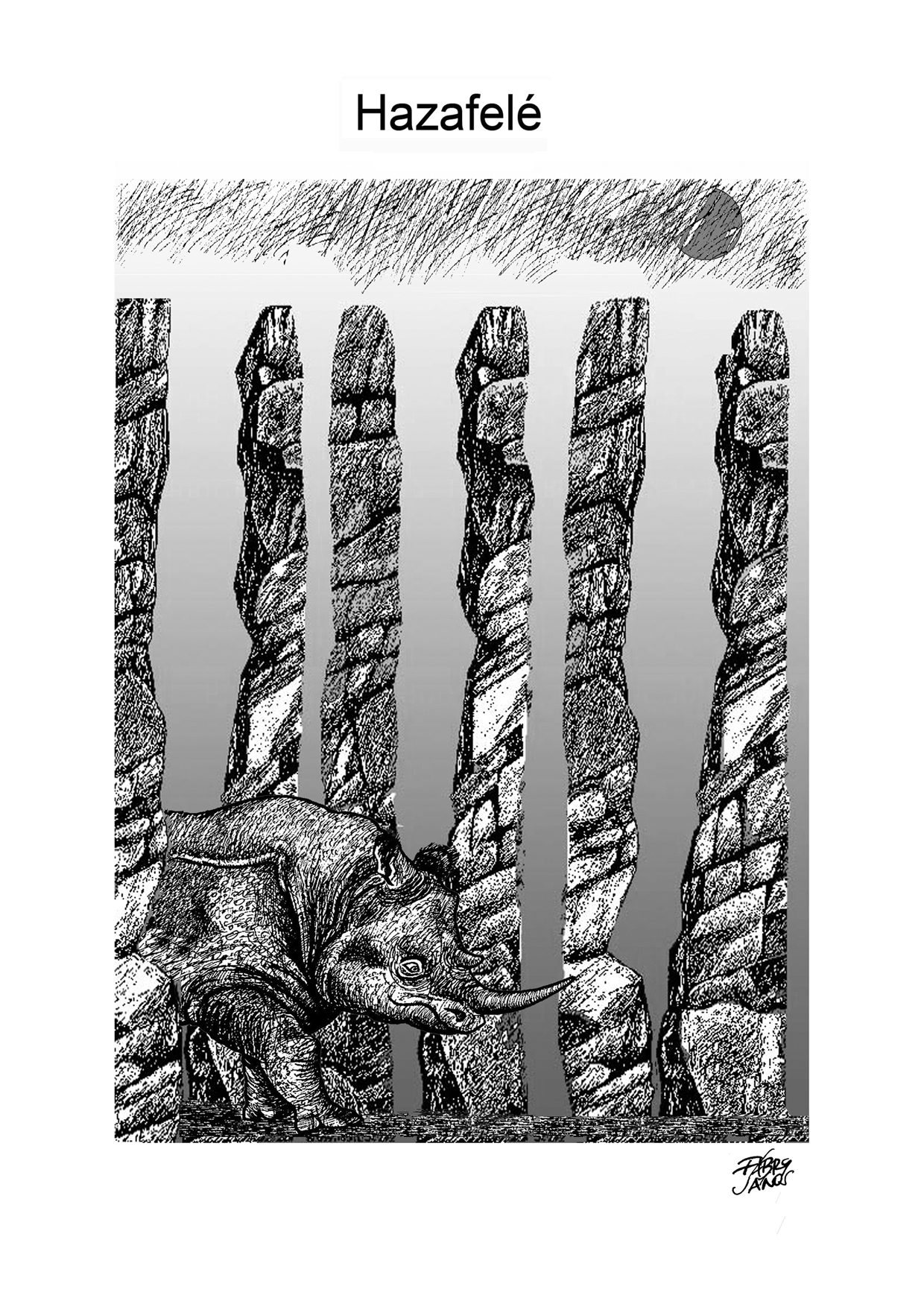
Hazafelé. Tusrajz. 2022. Groteszk.
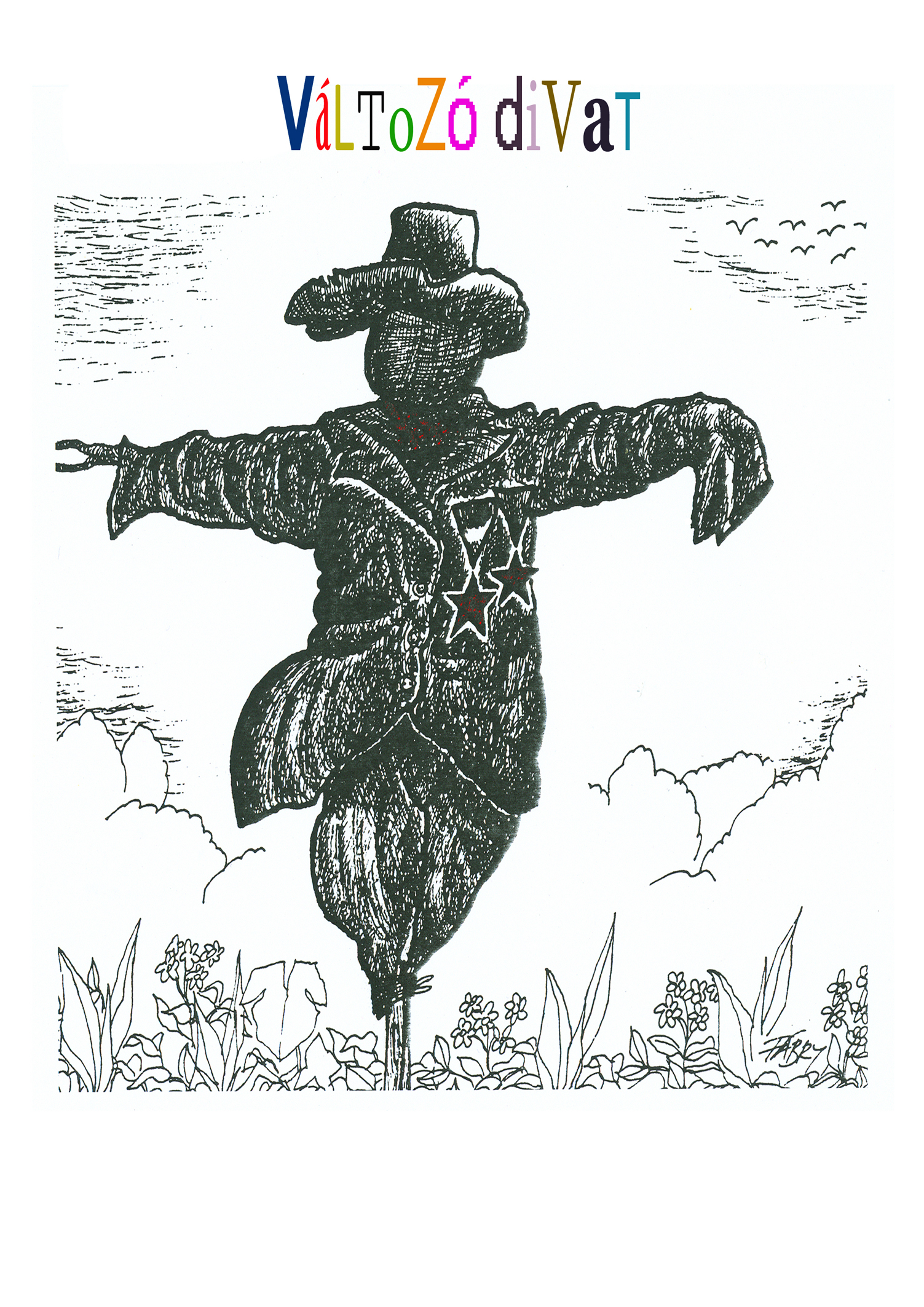
Változó divat, 1989.
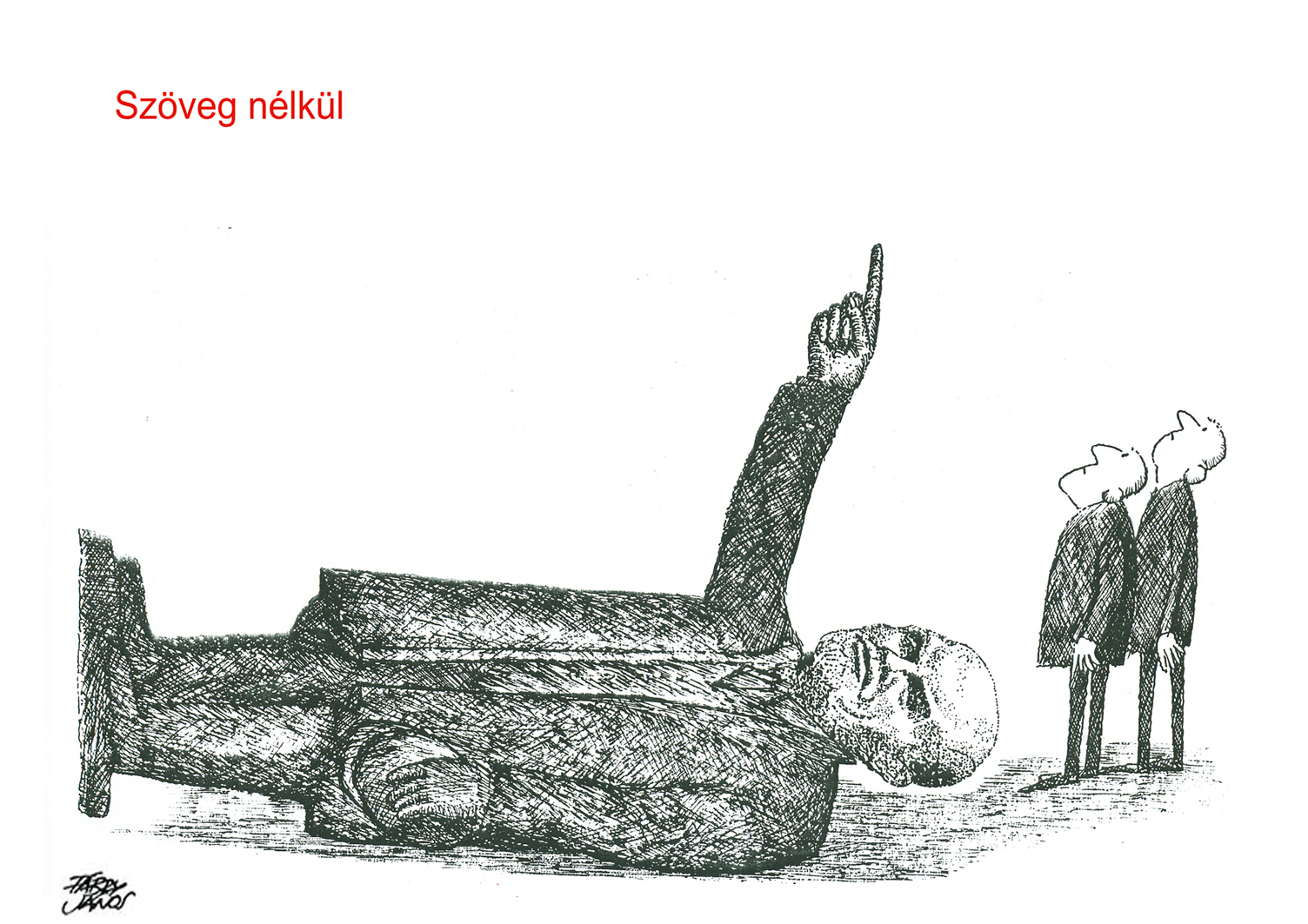
Szöveg nélkül. 1990.
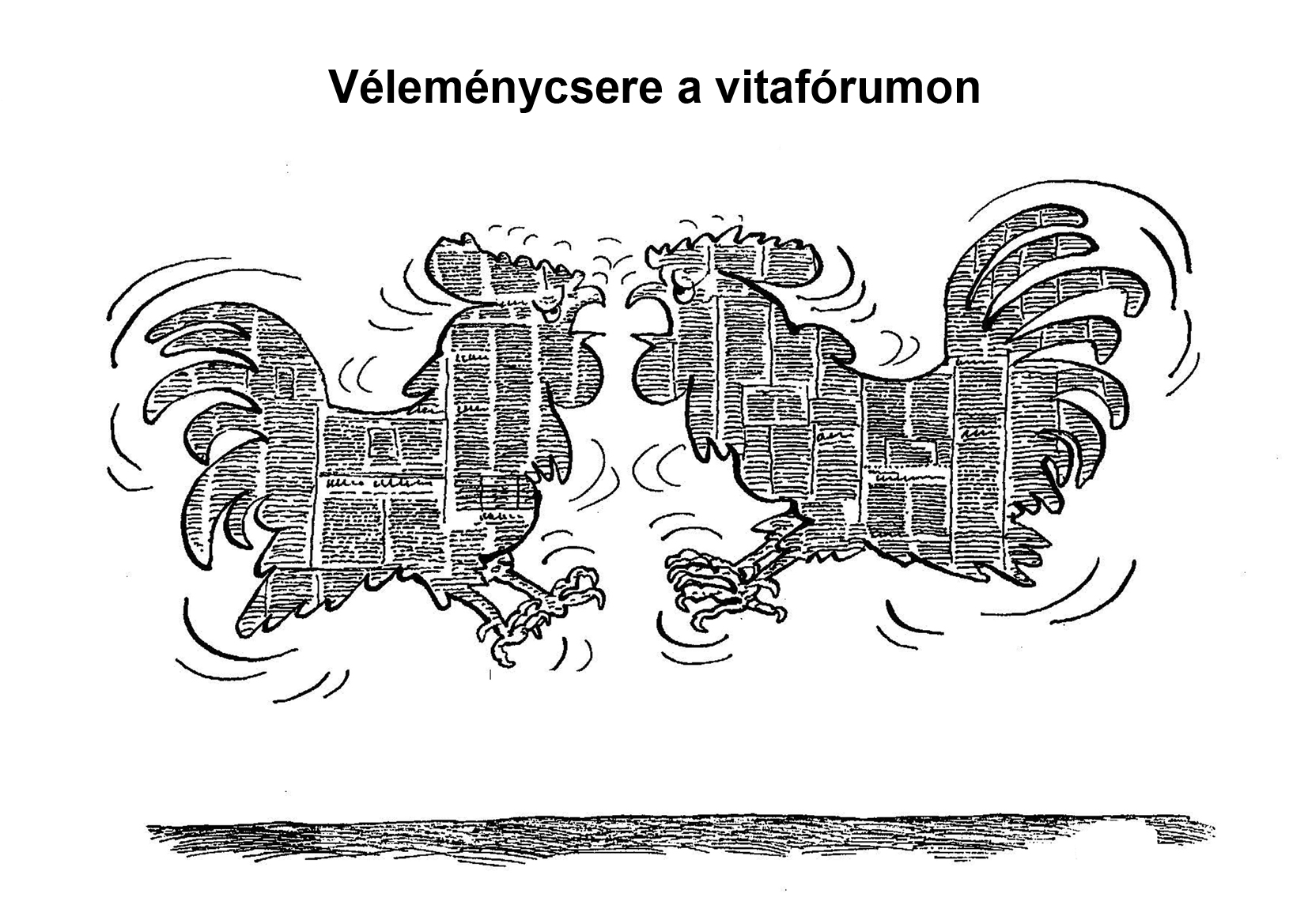
Véleménycsere a vitafórumon
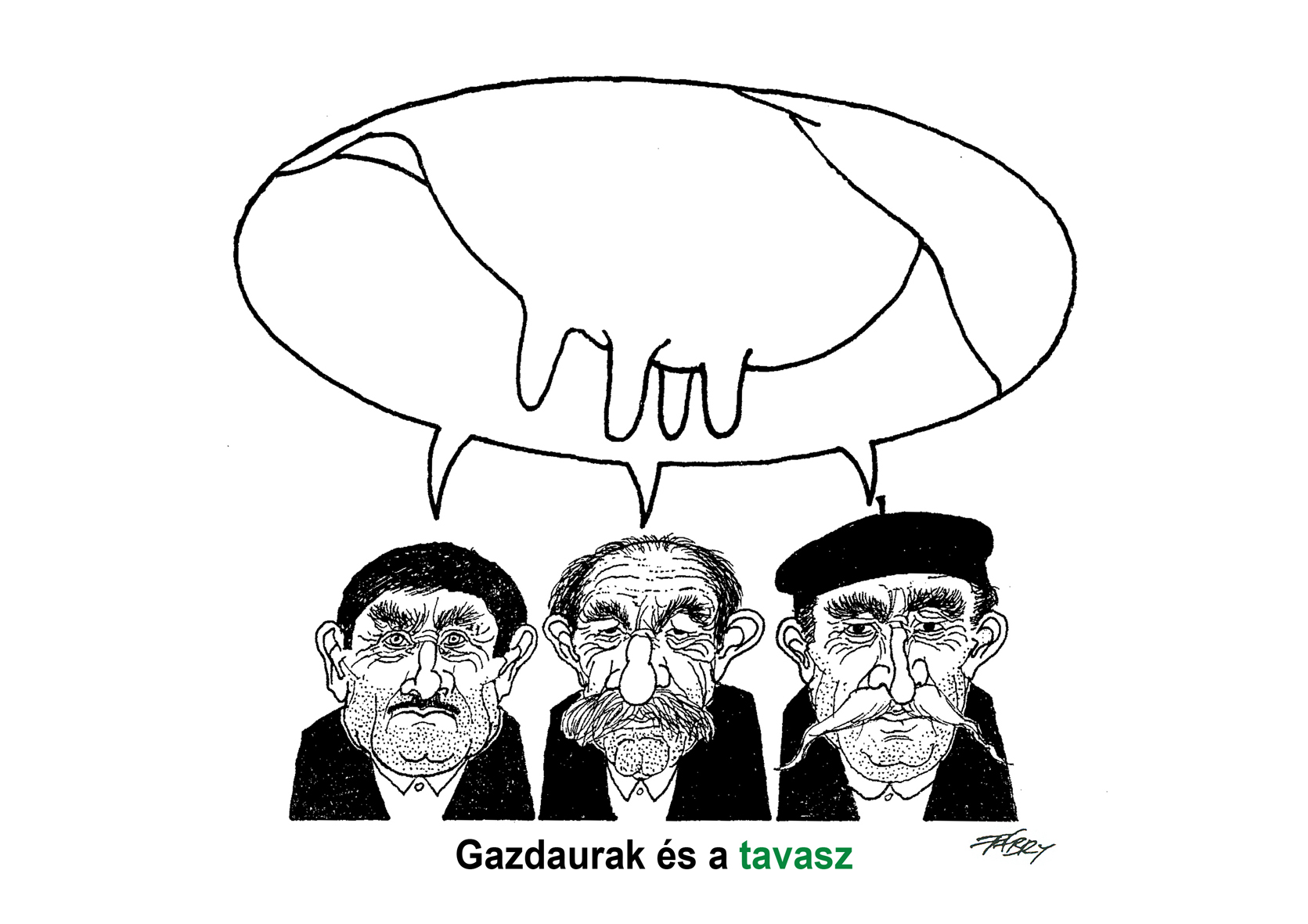
Gazdaurak és a tavasz. 1989.
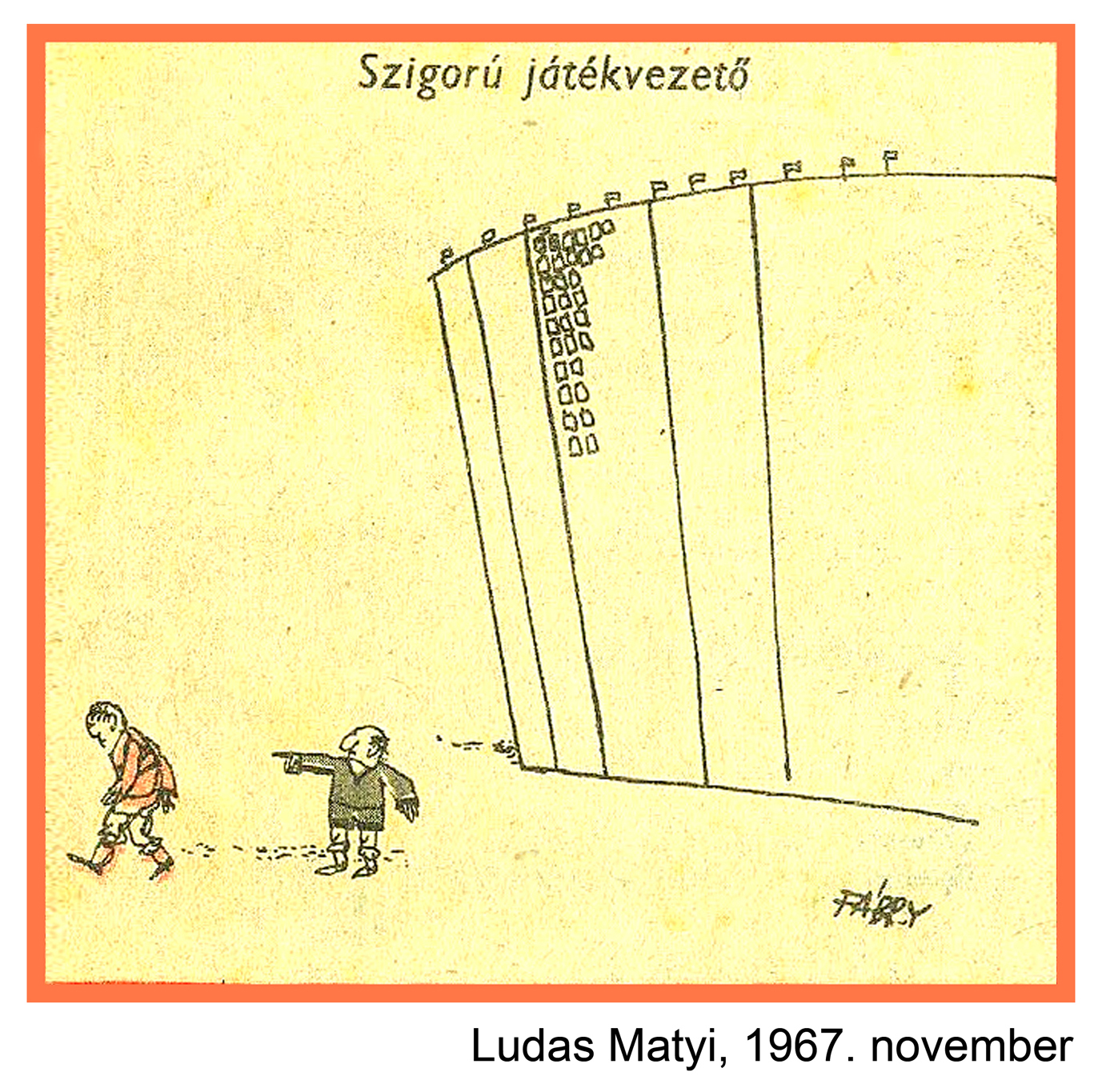
Szigorú játékvezető. Ludas Matyi 1967.
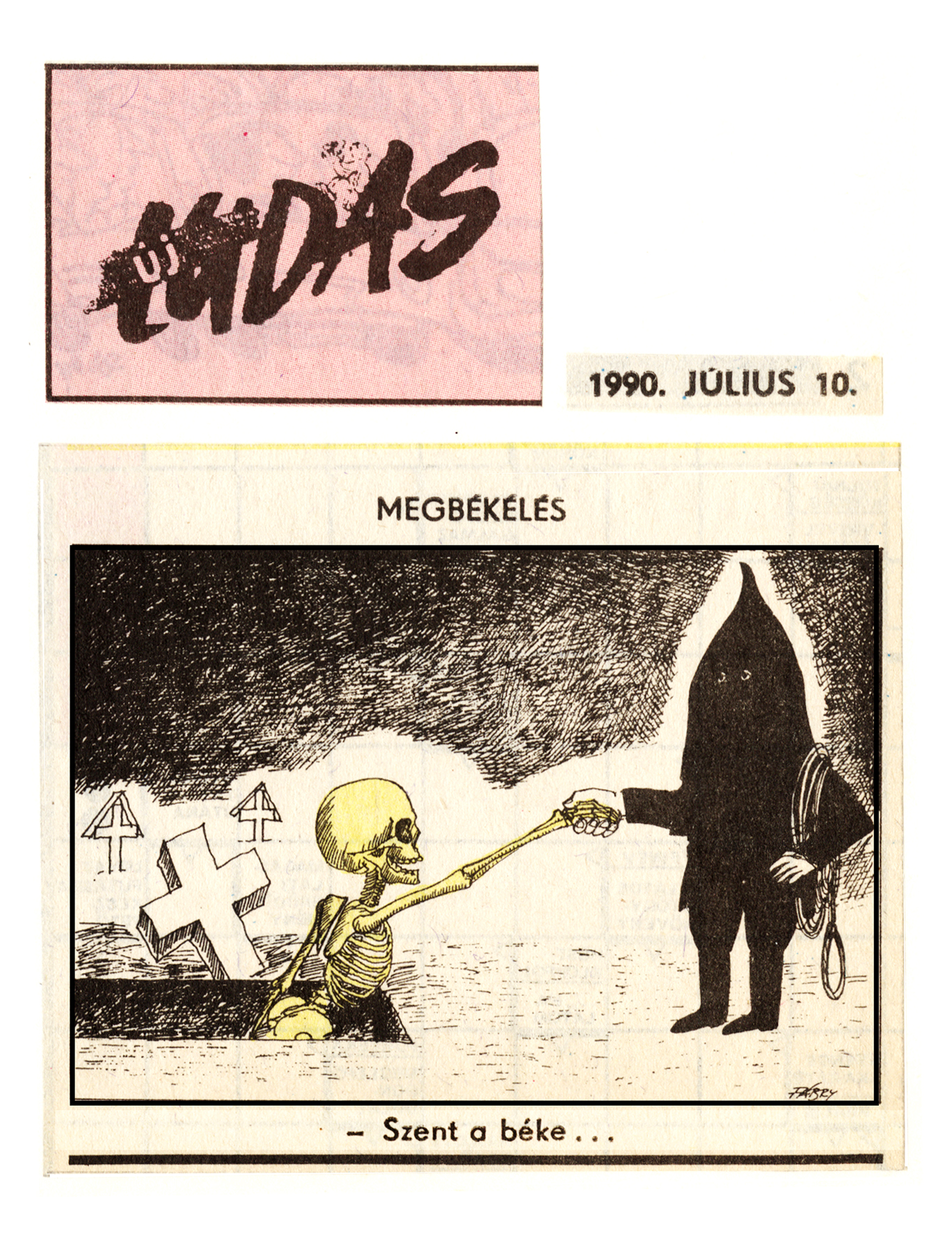
Megbékélés. Nem történt semmi... 1990.
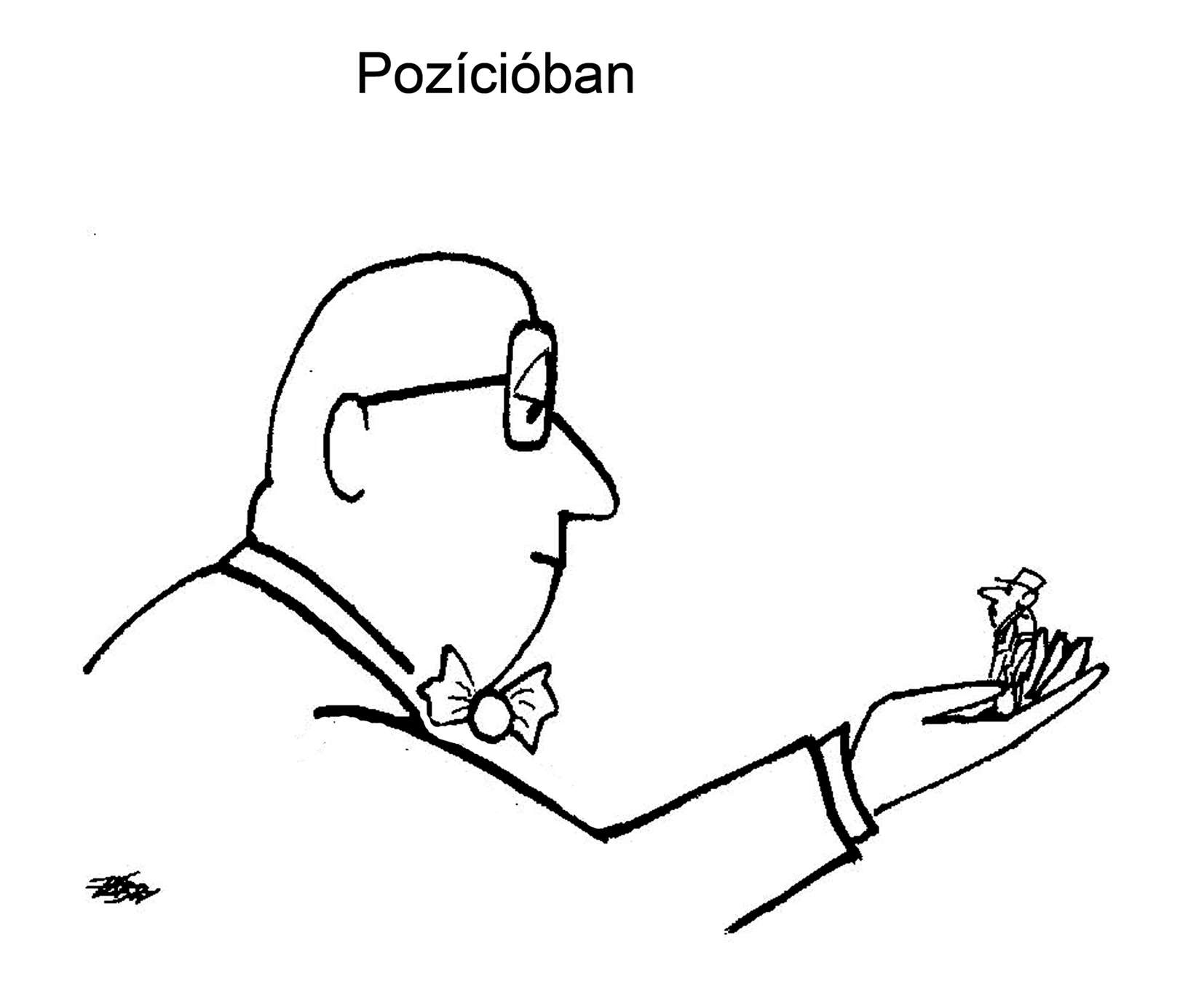
Pozícióban
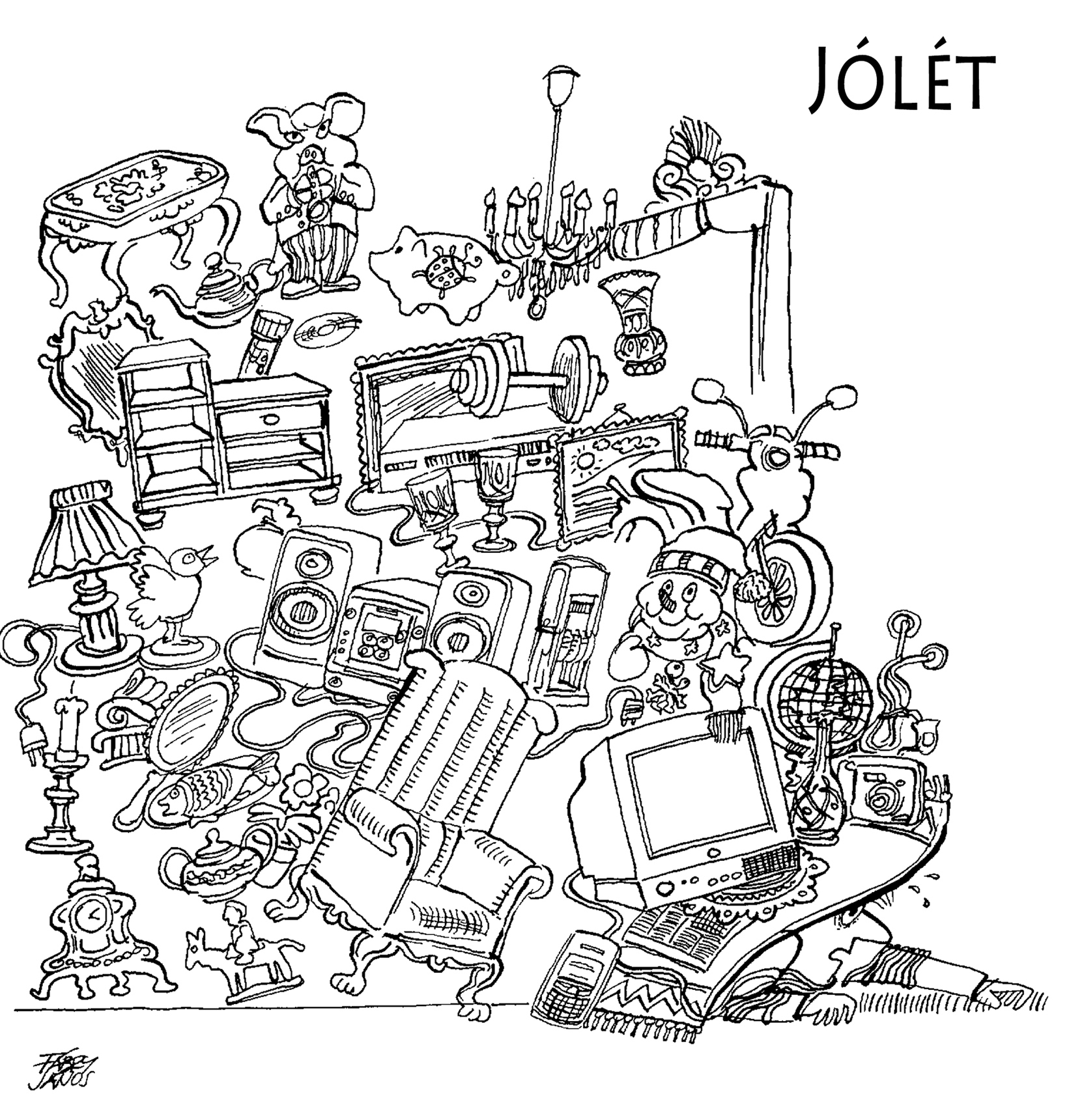
Jólét
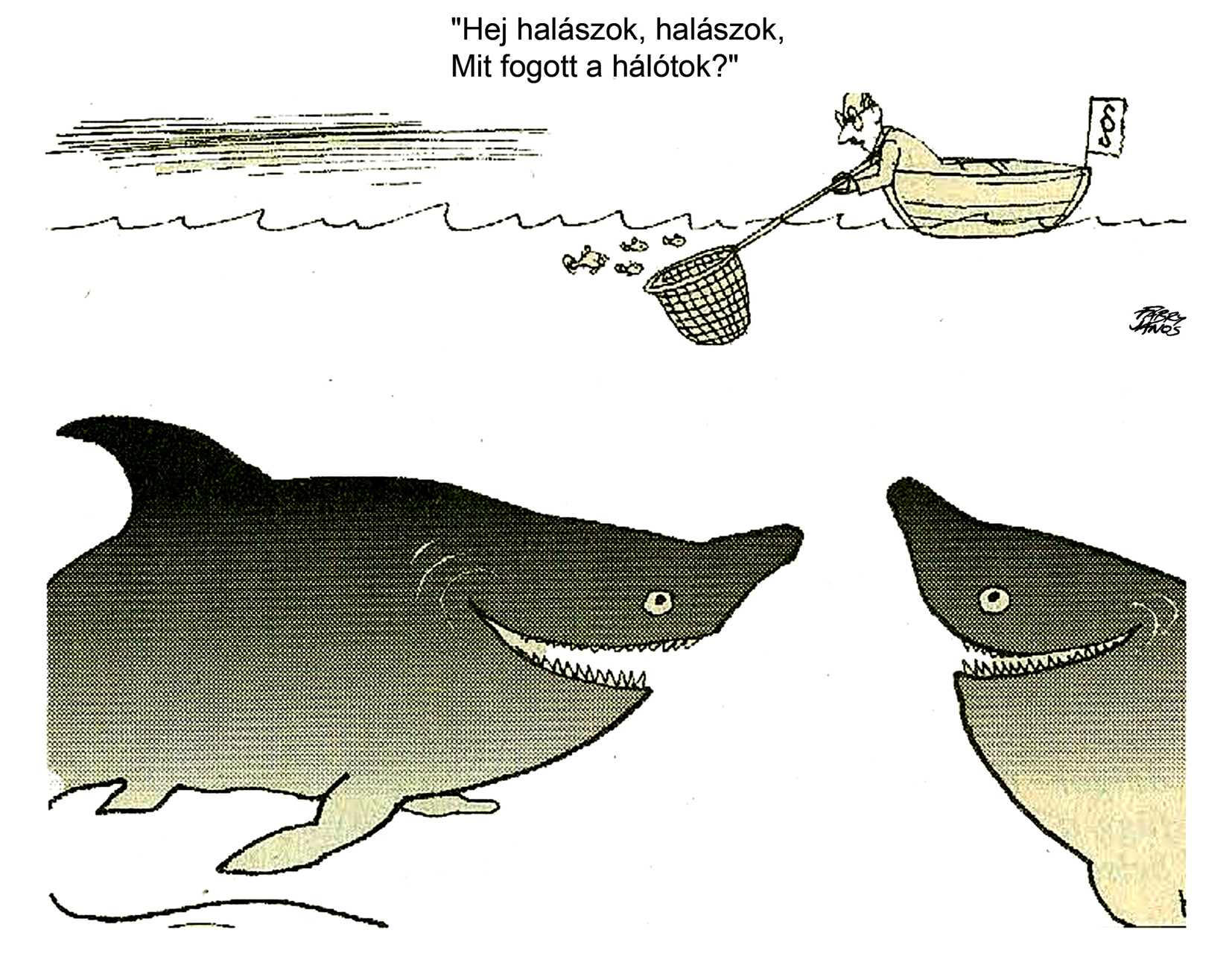
- Hej halászok, halászok...

##### Használati tárgyak

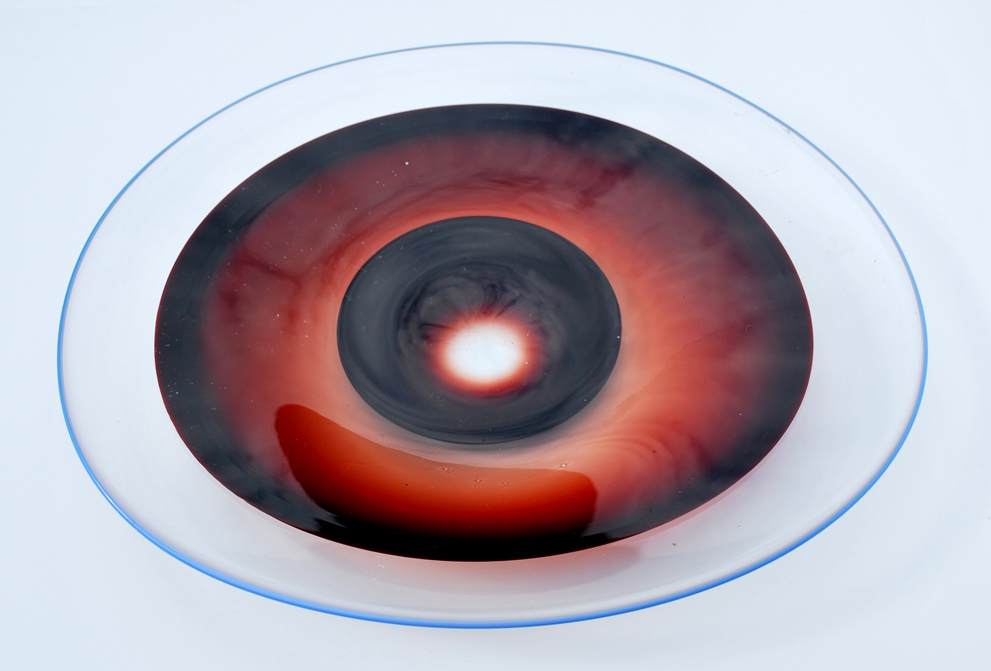
Színes üvegtál.
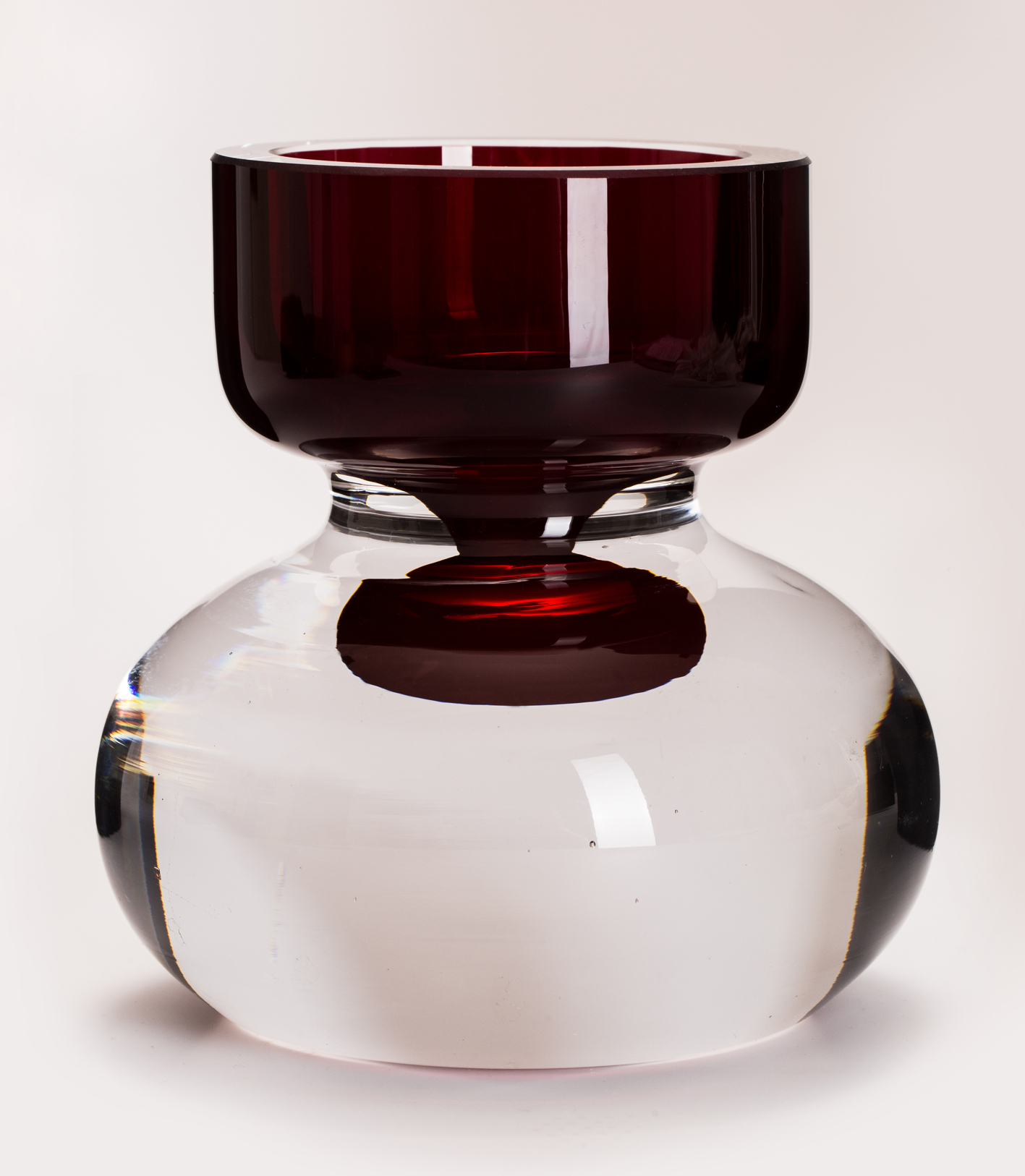
Gyertyatartó 12 cm.
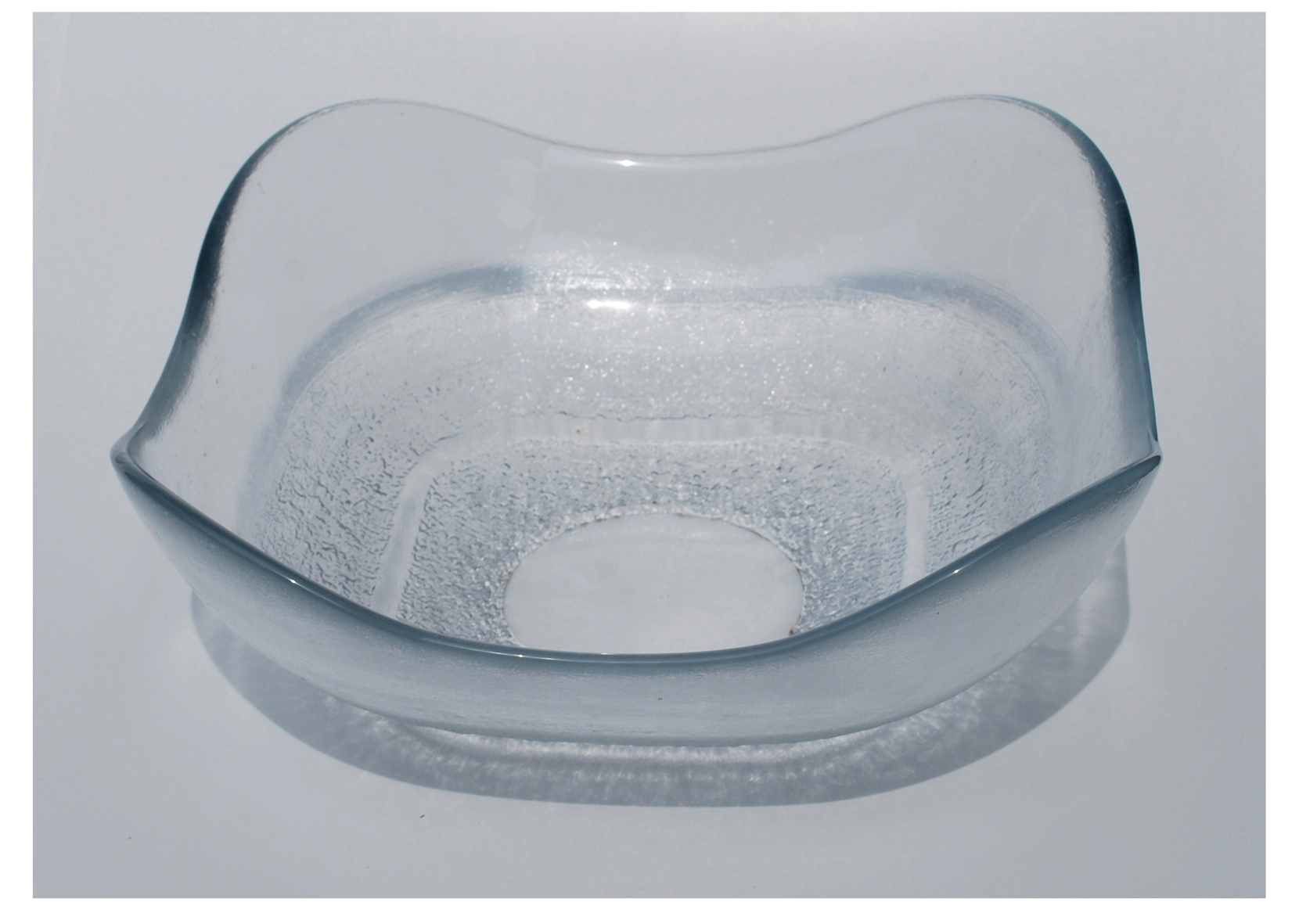
Centrifugázott gyümölcsöstál. 1978.
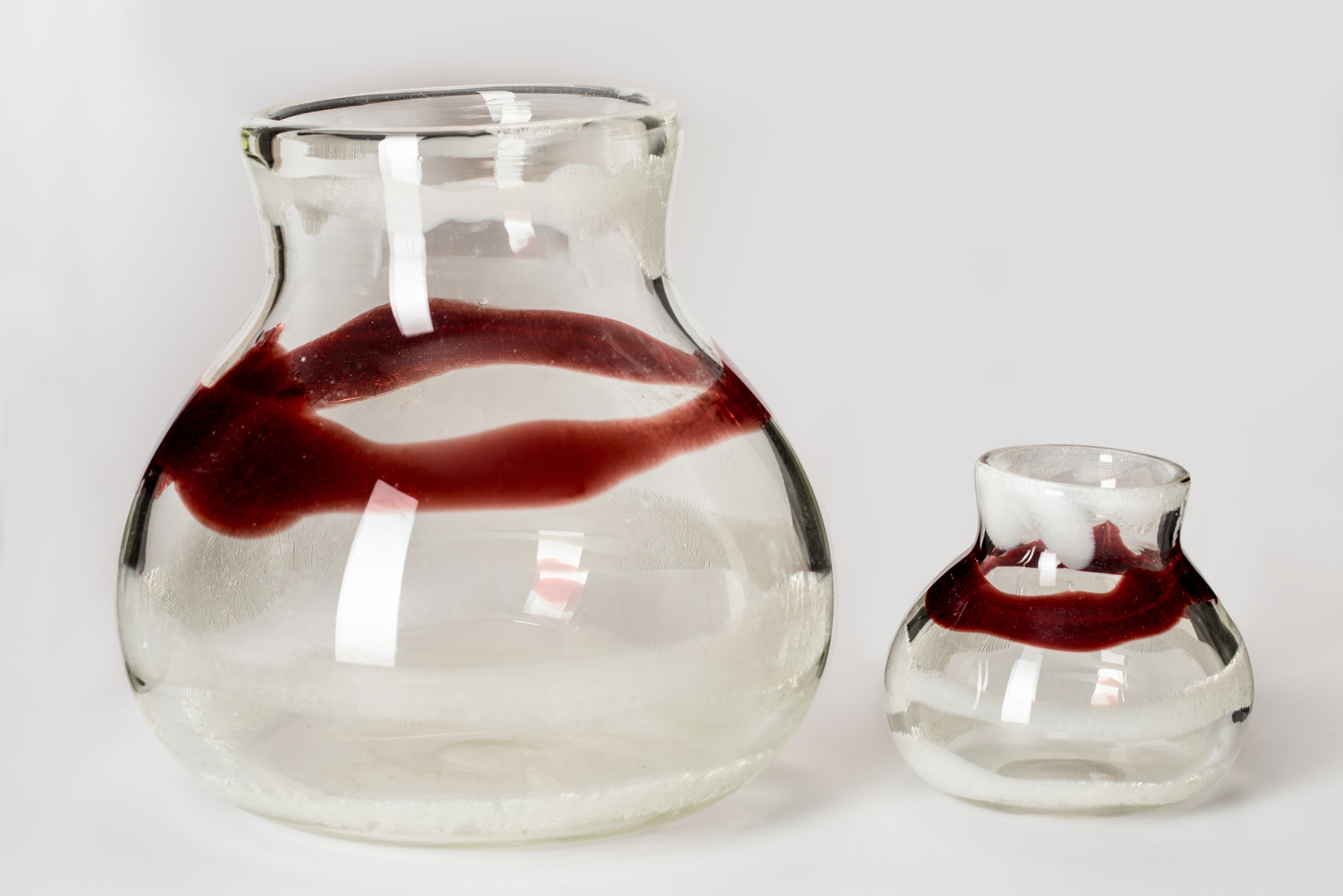
Hutakész vázák öt méretben. Salgótarjáni Öblösüveggyár.
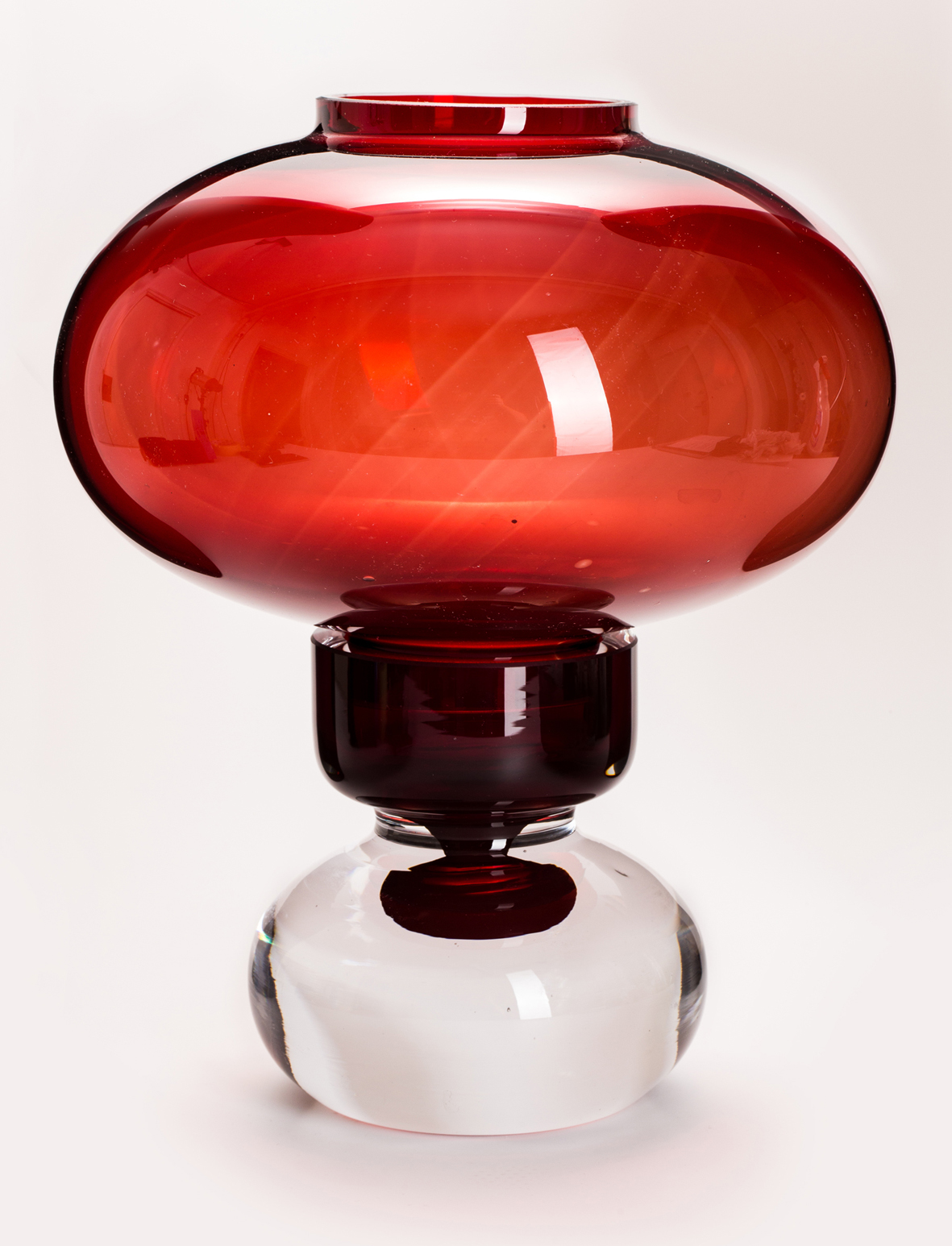
Gyertyatartó szélfogóval.
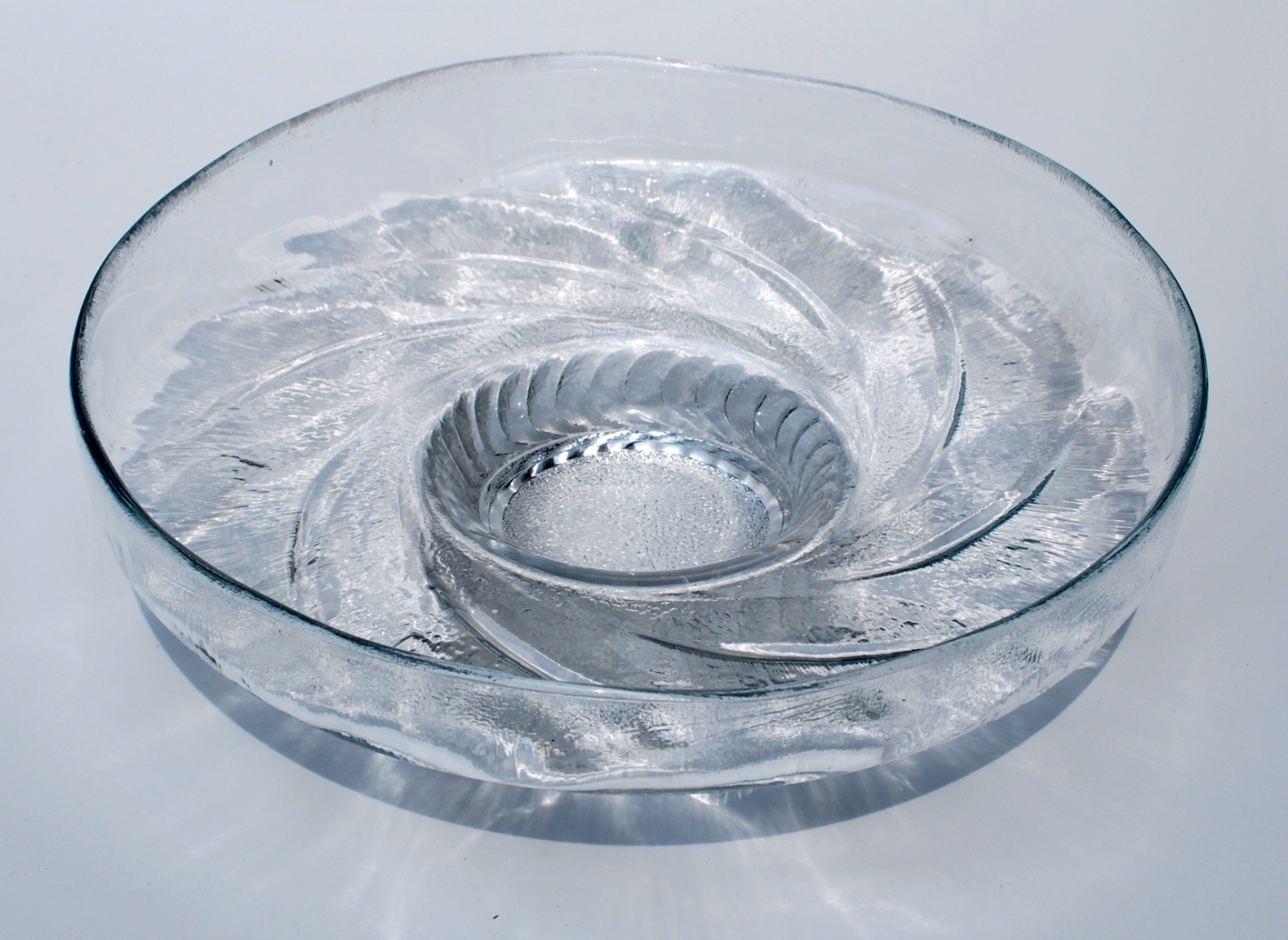
"Kozmosz". Centrifugázott gyümölcsöstál.
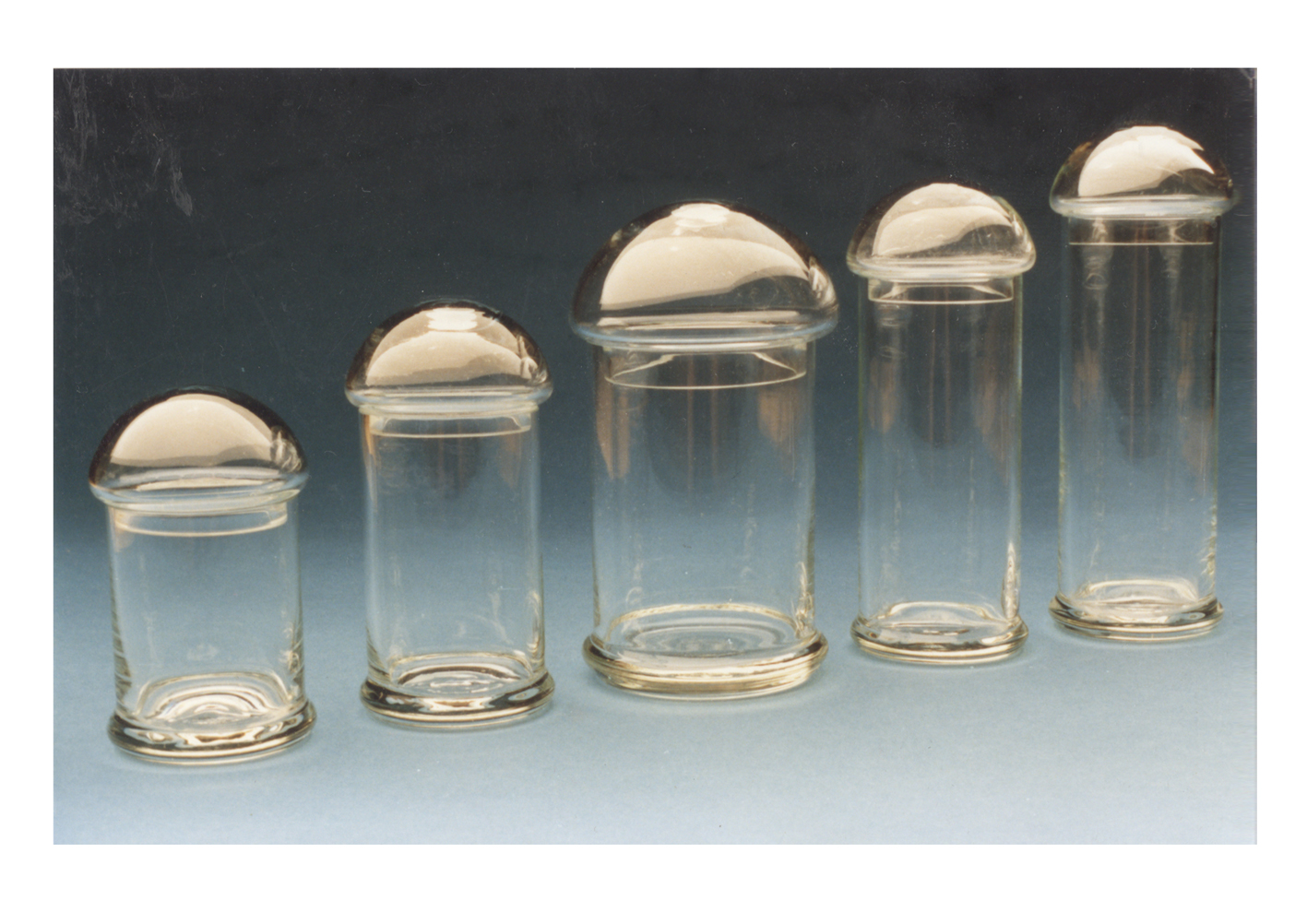
Üvegdobozok sorozatgyártásra.
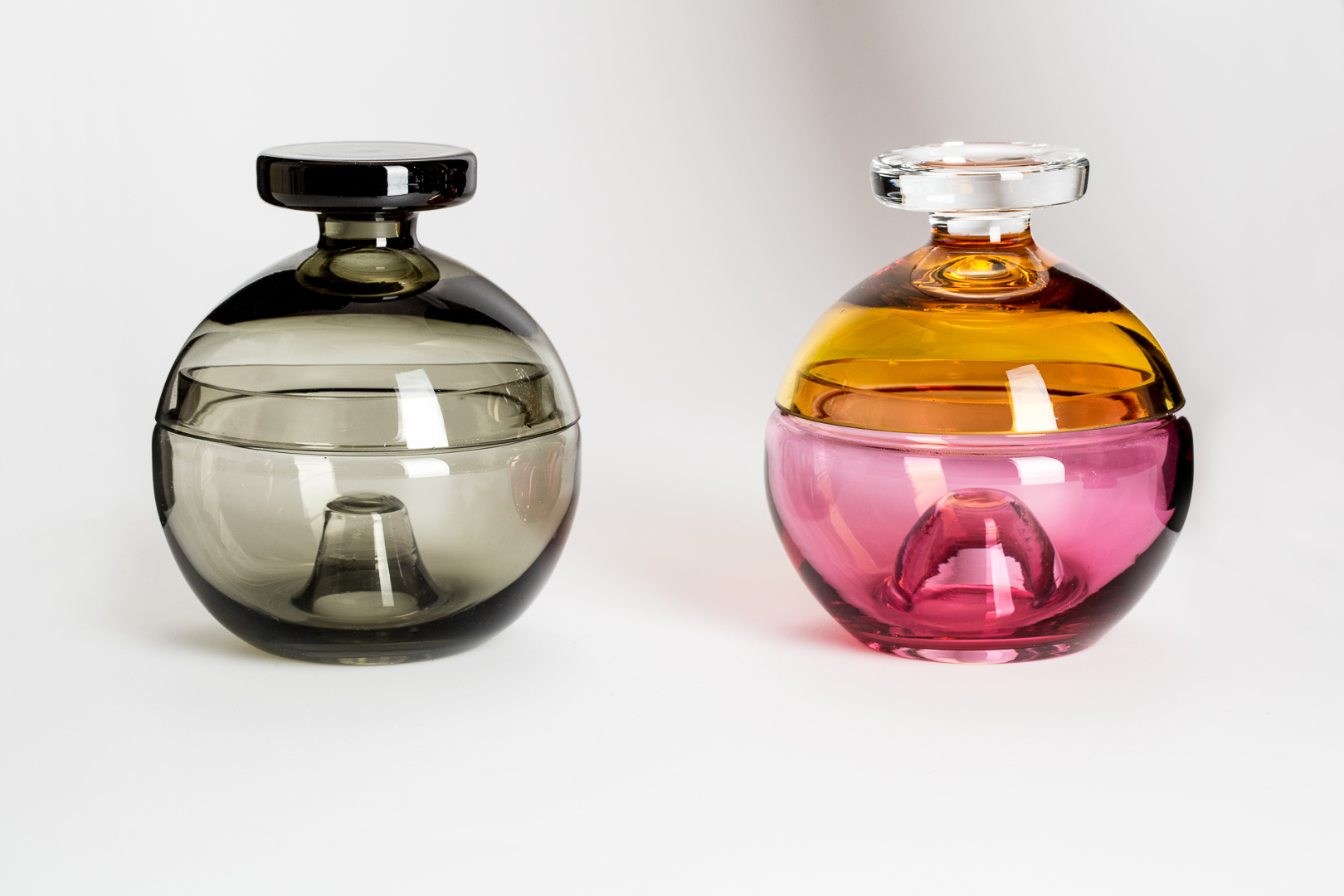
Színes bonbonierek.
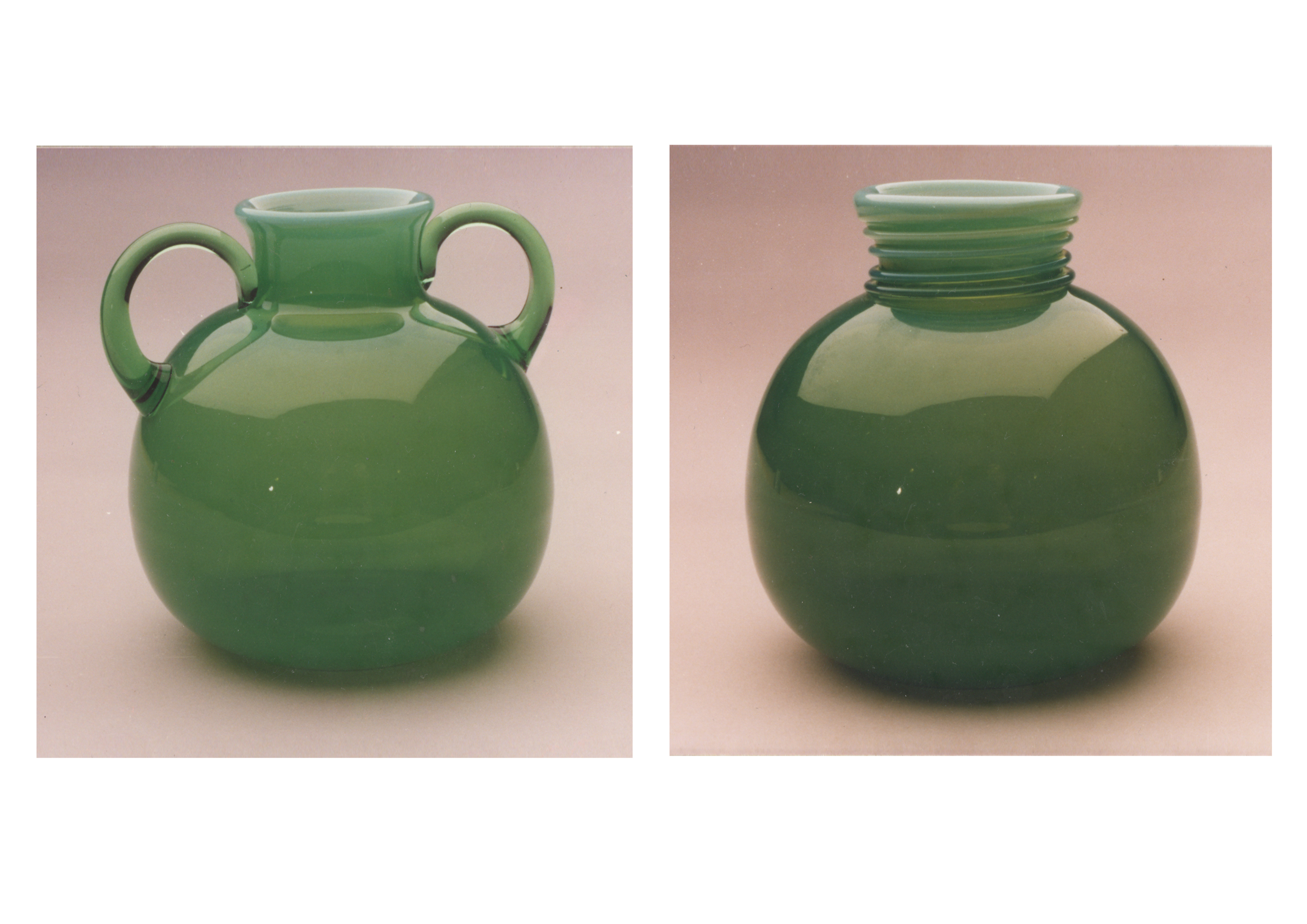
Zöld vázák.
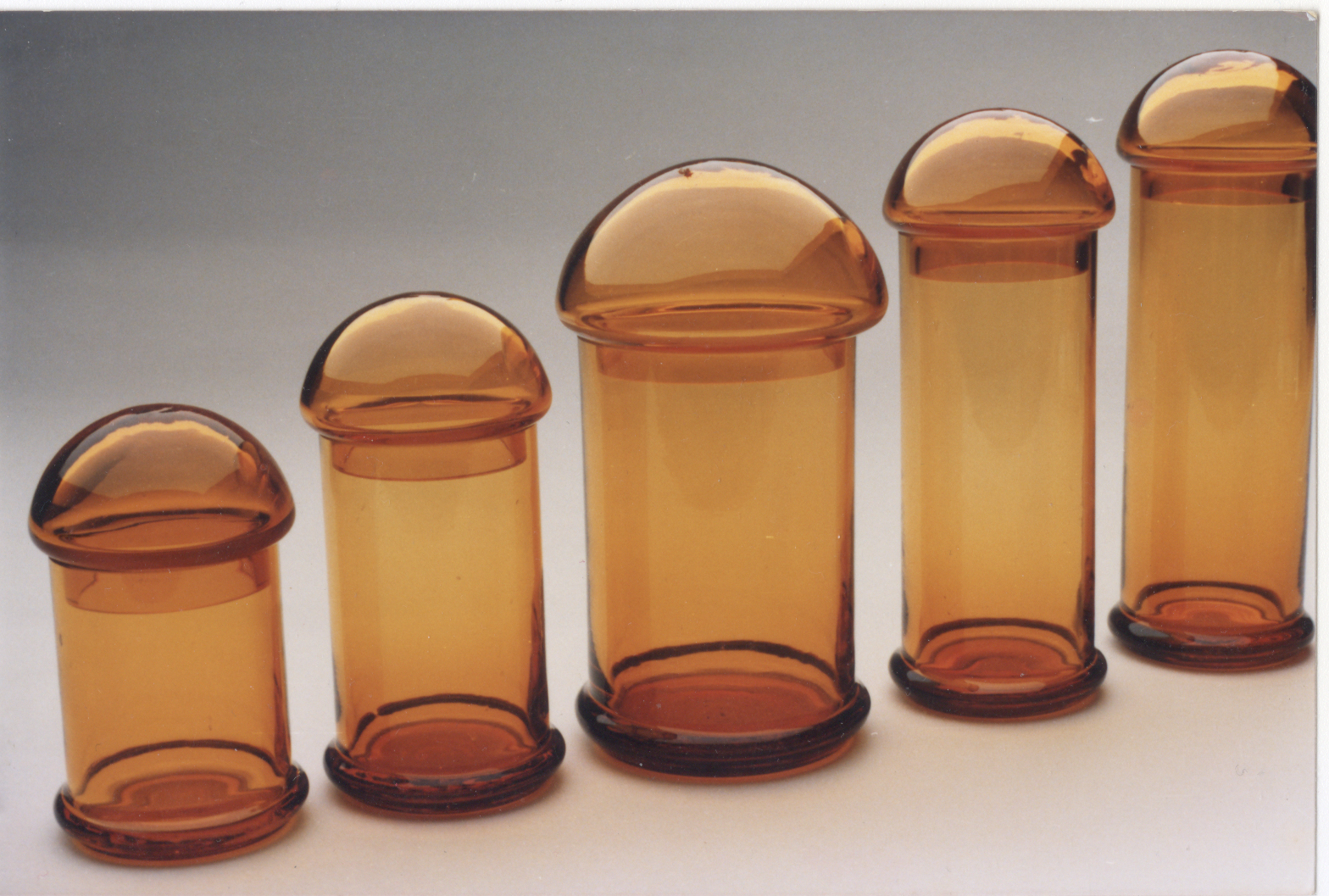
Üvegdobozok sorozatgyártásra.
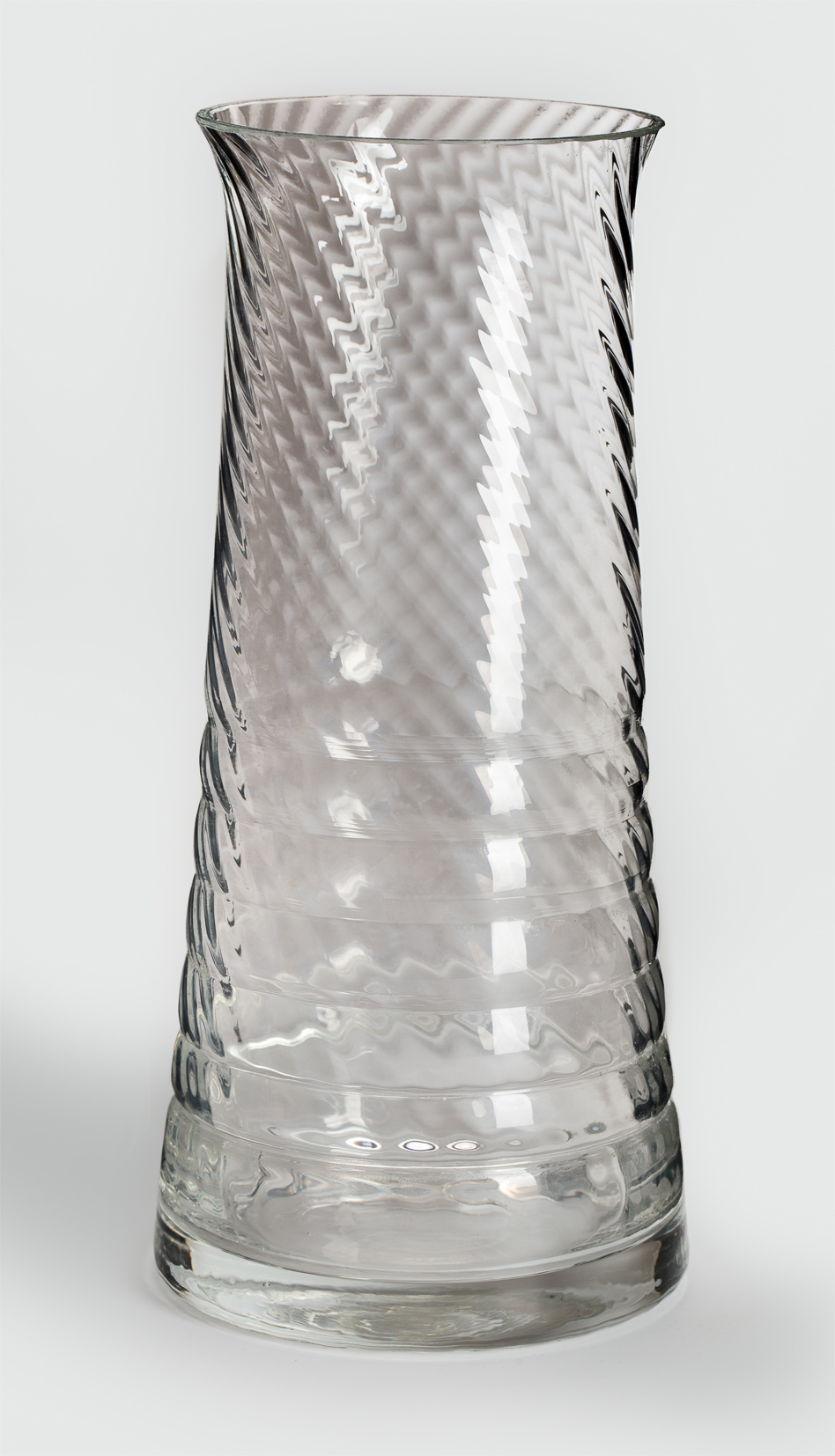
Váza, optish, öt méretben.
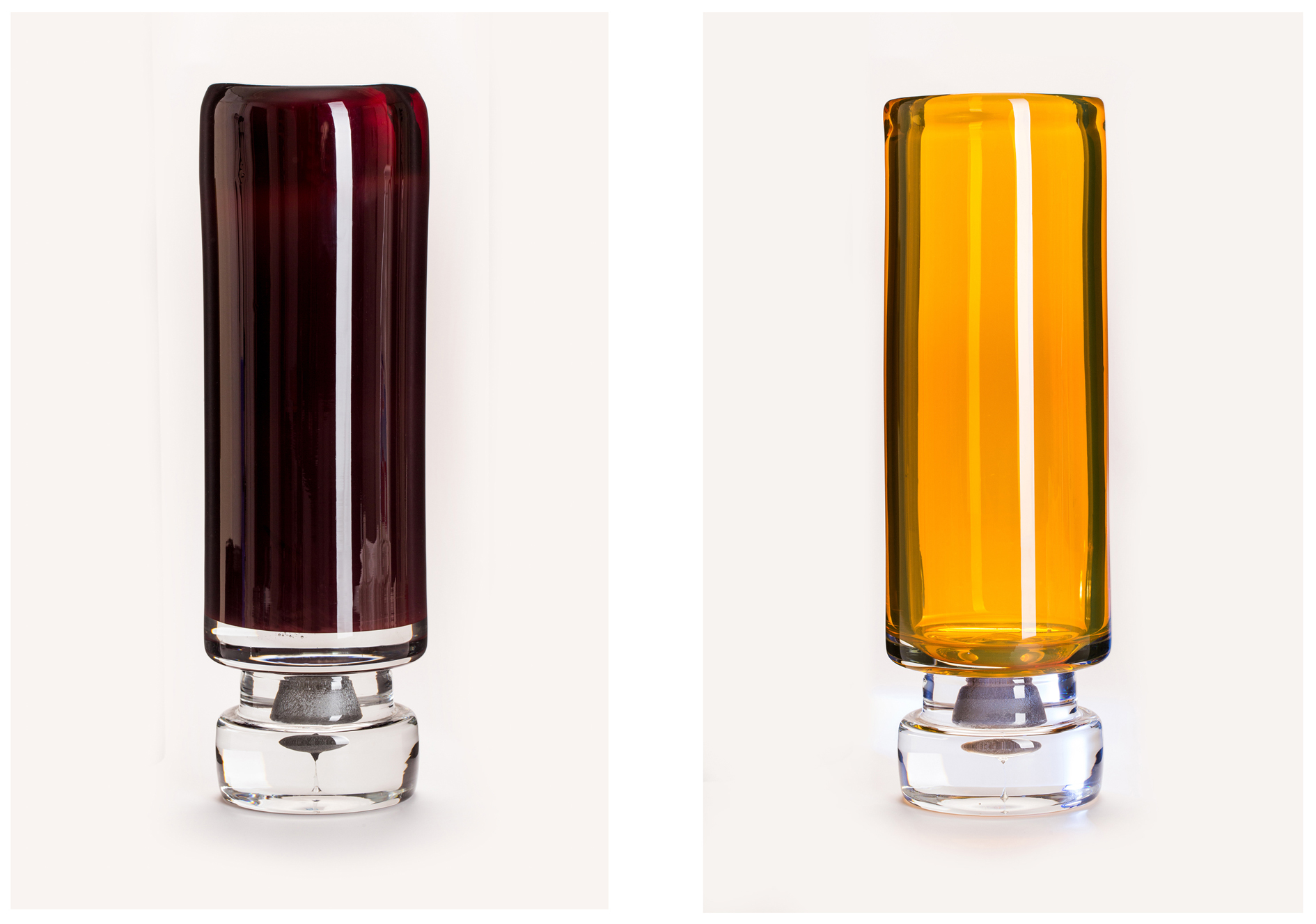
Hutakész váza 23 cm, több színben.
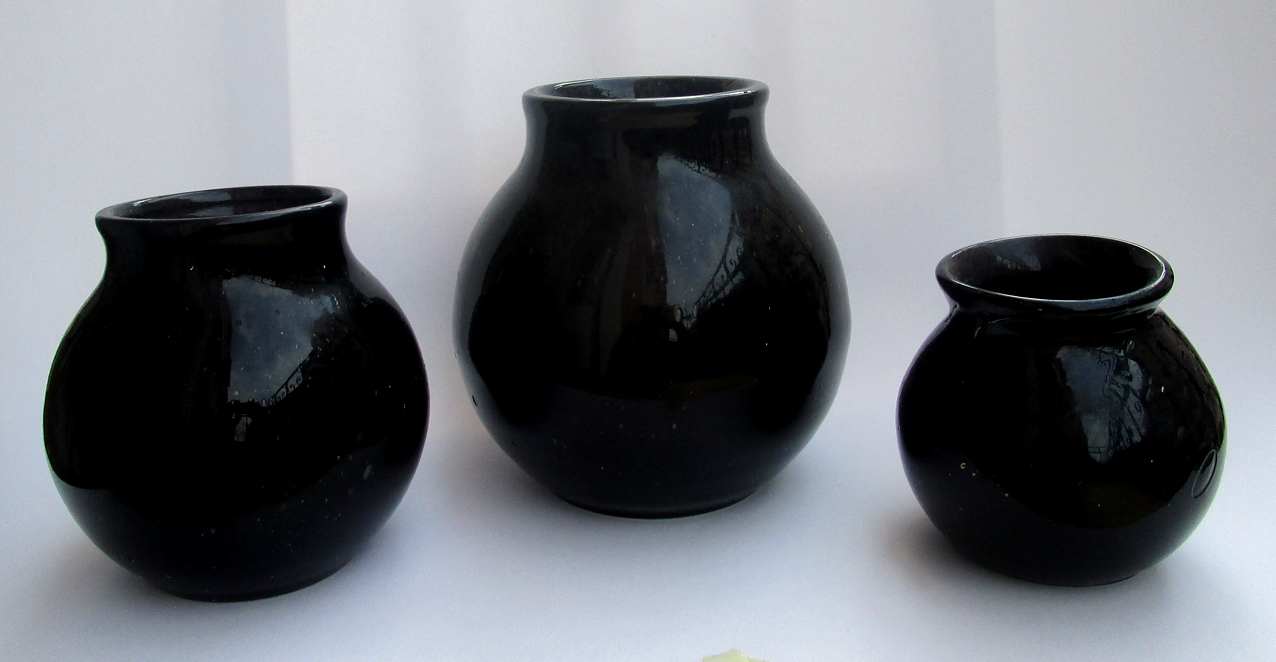
Hutakész vázacsalád (Karcagi Üveggyár, Berekfürdő).
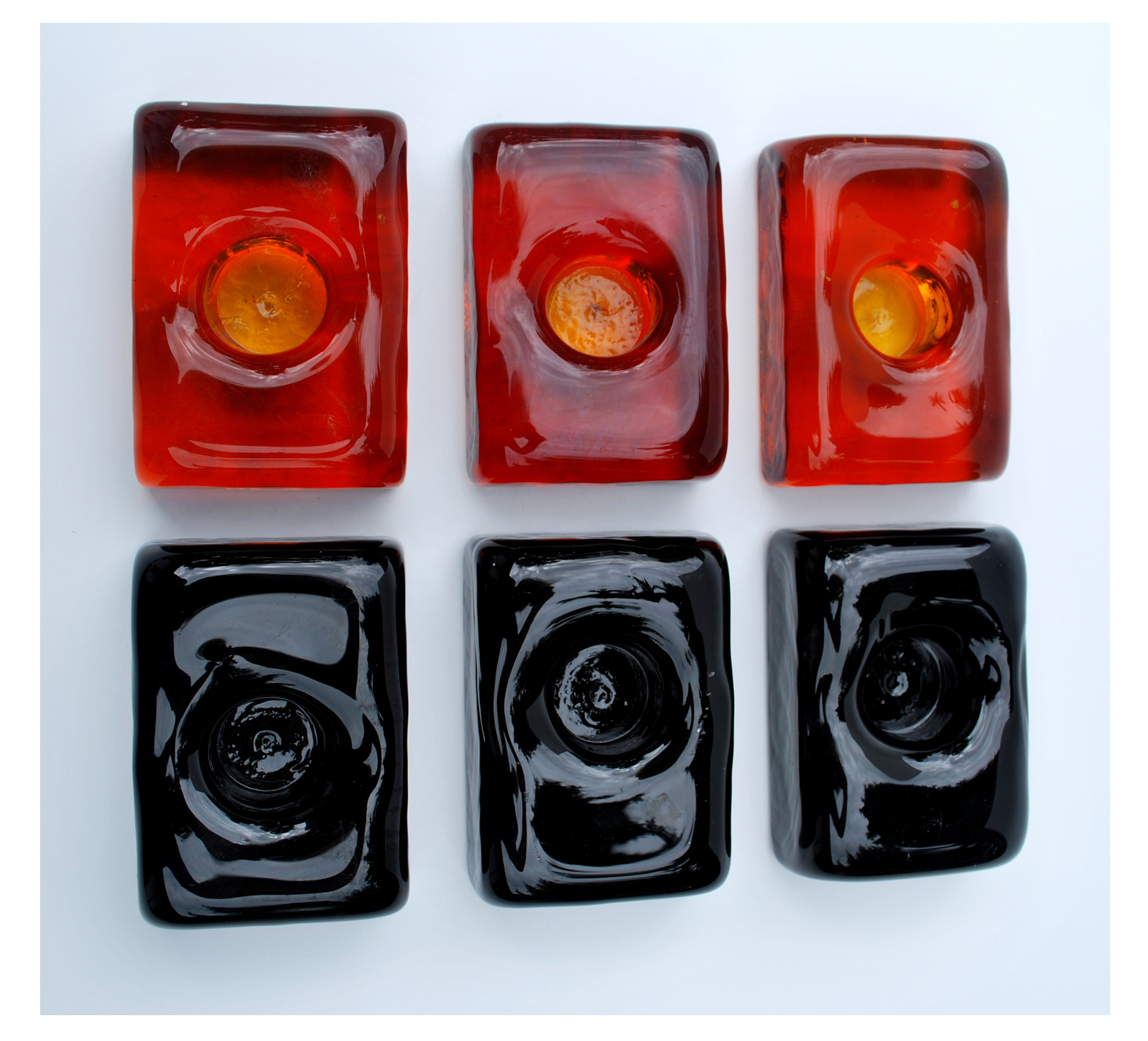
Hutakész gyertyatartók több színben (felülnézetből).
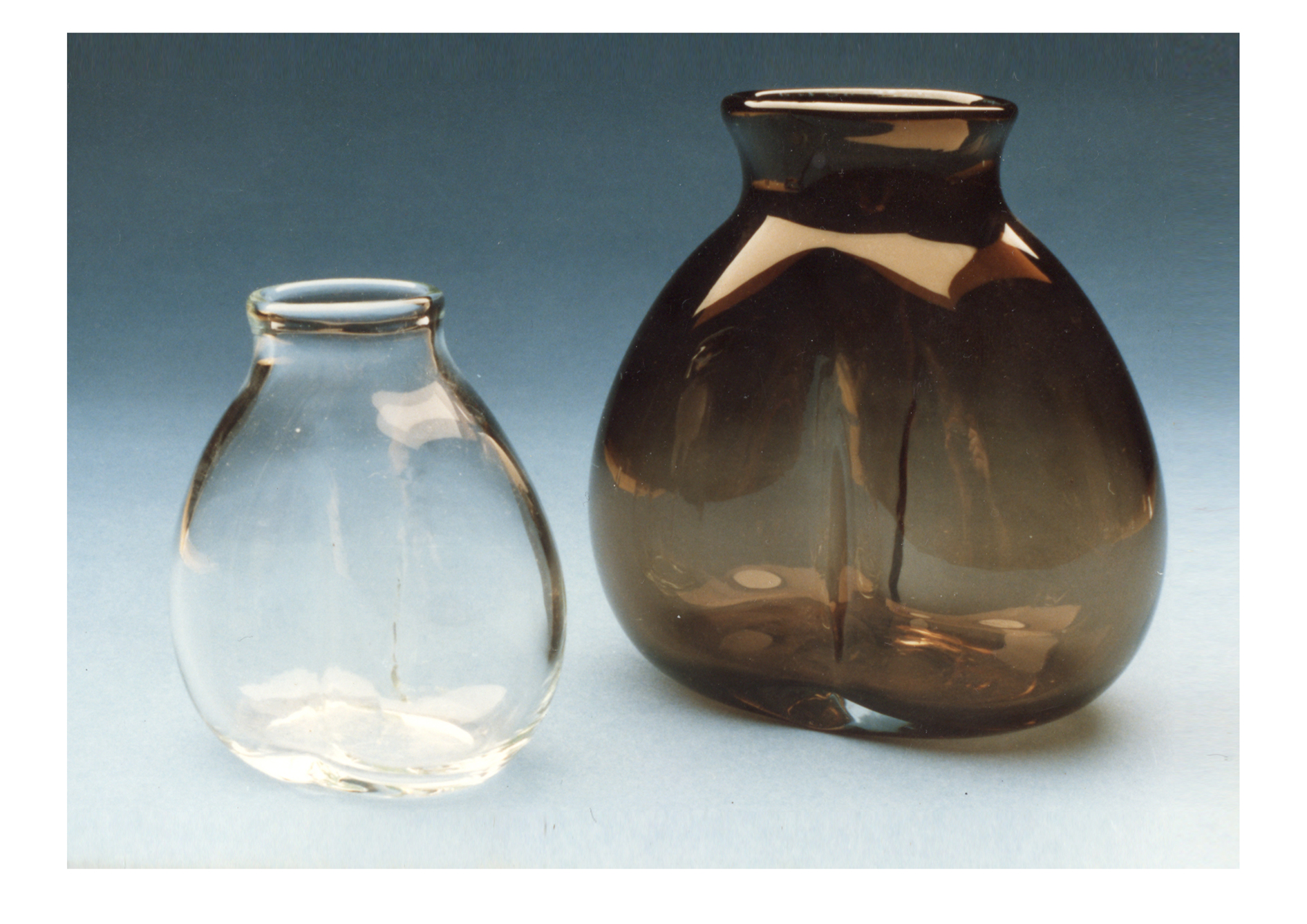
Fesztfúvott hutakész vázák különböző méretben.

## Díjak
- „Alkotó ifjúság” pályázat, 1976 II. díj, 1978 I., II. díj, 1981 II. díj.
- 1977 Jubileumi pályázat, I. díj
- 1977 Formatervezési pályázat, I., II. díj
- 1980 VIII. Ajkai Tavaszi Tárlat, a tárlat díja, Ajka,
- 1982 Szakszervezetek Megyei Tanácsának díja, Veszprém
- 1982 Vendéglátóipari Formatervezési Pályázat, I. díj
- 1988 IV. Országos Szilikátipari Formatervezési Triennálé, Triennálé-díj, Kecskemét
- 1990 GRAND PRIX. A képzőművészeti szatíra nagydíja (nemzetközi zsűri), Budapest
- 1996 Joseph Pulitzer-emlékdíj, sajtóillusztráció kategória (fekete-fehér, szöveg nélküli rajzokra)
- 1998 Városi Polgármesterek Találkozója, különdíj, Kiskunfélegyháza
- 2002 Városi Polgármesterek Találkozója, különdíj, Budapest
- 2004 Magyar Karikatúra Művészeti Fesztivál, II. díj, Budapest
- 2010 „EZ VAN” karikatúrakiállítás, III. díj, Százhalombatta
- 2019 Ferenczy Noémi-díj, Budapest

## Tagság
- Művészeti Alap, Magyar Alkotóművészek Országos Egyesülete (MAOE), 1971-től
- Magyar Képzőművészek és Iparművészek Szövetsége, 1975-től
- Magyar Újságírók Országos Szövetsége (MÚOSZ), 1992-től
- Magyar Illusztrátorok Társasága, 1995-től. magyar-illusztratorok-tarsasaga
- Magyar Karikatúra Szövetség, 2019-től
- MÜT Magyar Üvegművészek Társasága 2025-től. https://hungarianglass.com/hu/egyesulet/

## Társadalmi szerepvállalás
- 1972-1989 Műszaki és Természettudományi Egyesületek Szövetsége (MTESZ)
- Üvegtervező szakosztály, szakosztályvezető
- 1999-2012 Magyar Újságírók Országos Szövetsége (MÚOSZ)
- Karikaturista Szakosztály, alapító elnök
- 2012-től Magyar Újságírók Országos Szövetsége (MÚOSZ)
- Magyar Karikatúraművészeti Szakosztály, alapító elnök.

## Kiállítások

### Egyéni

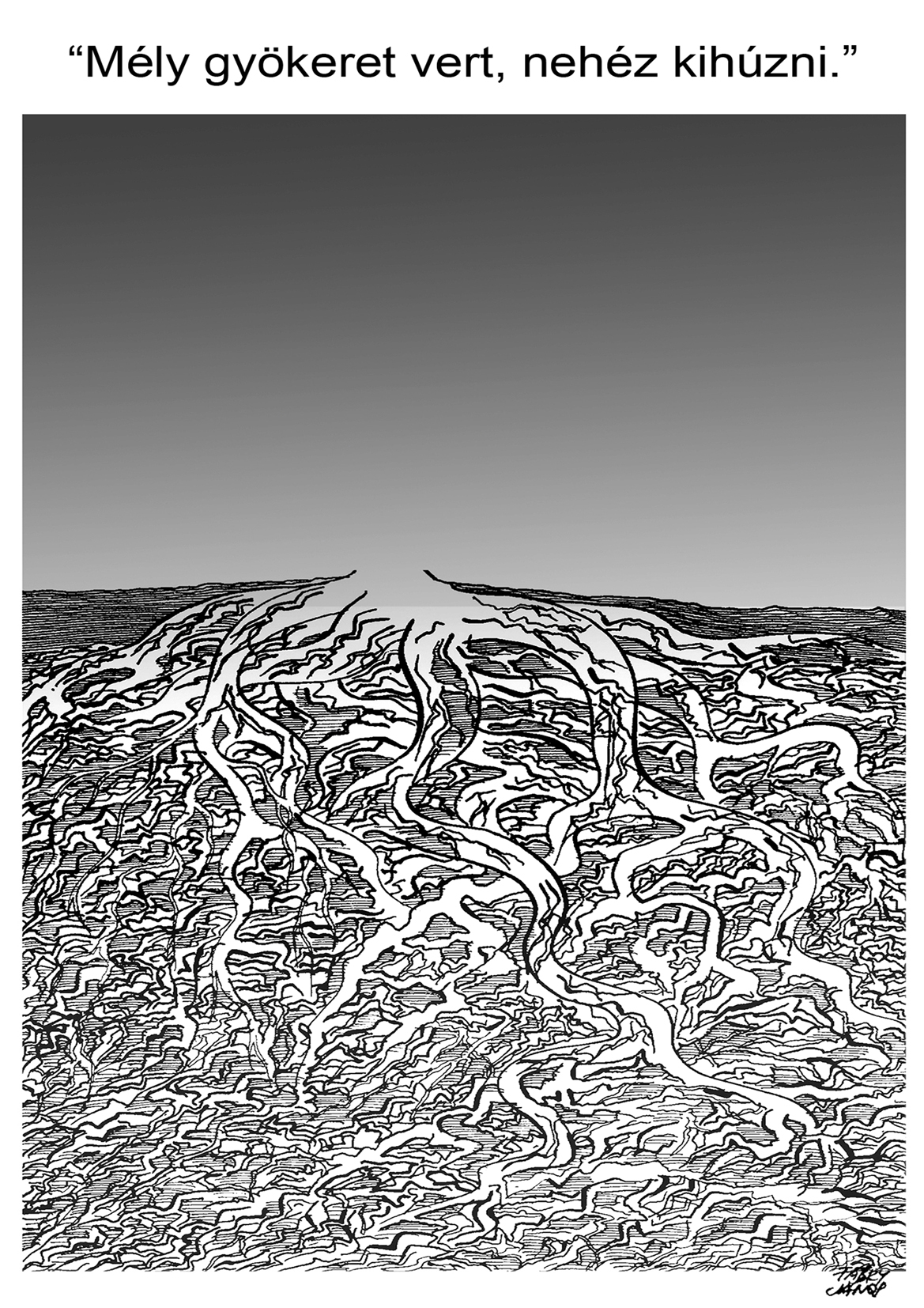
"Mély gyökeret vert, nehéz kihúzni". A magyar közmondások sorozatból.

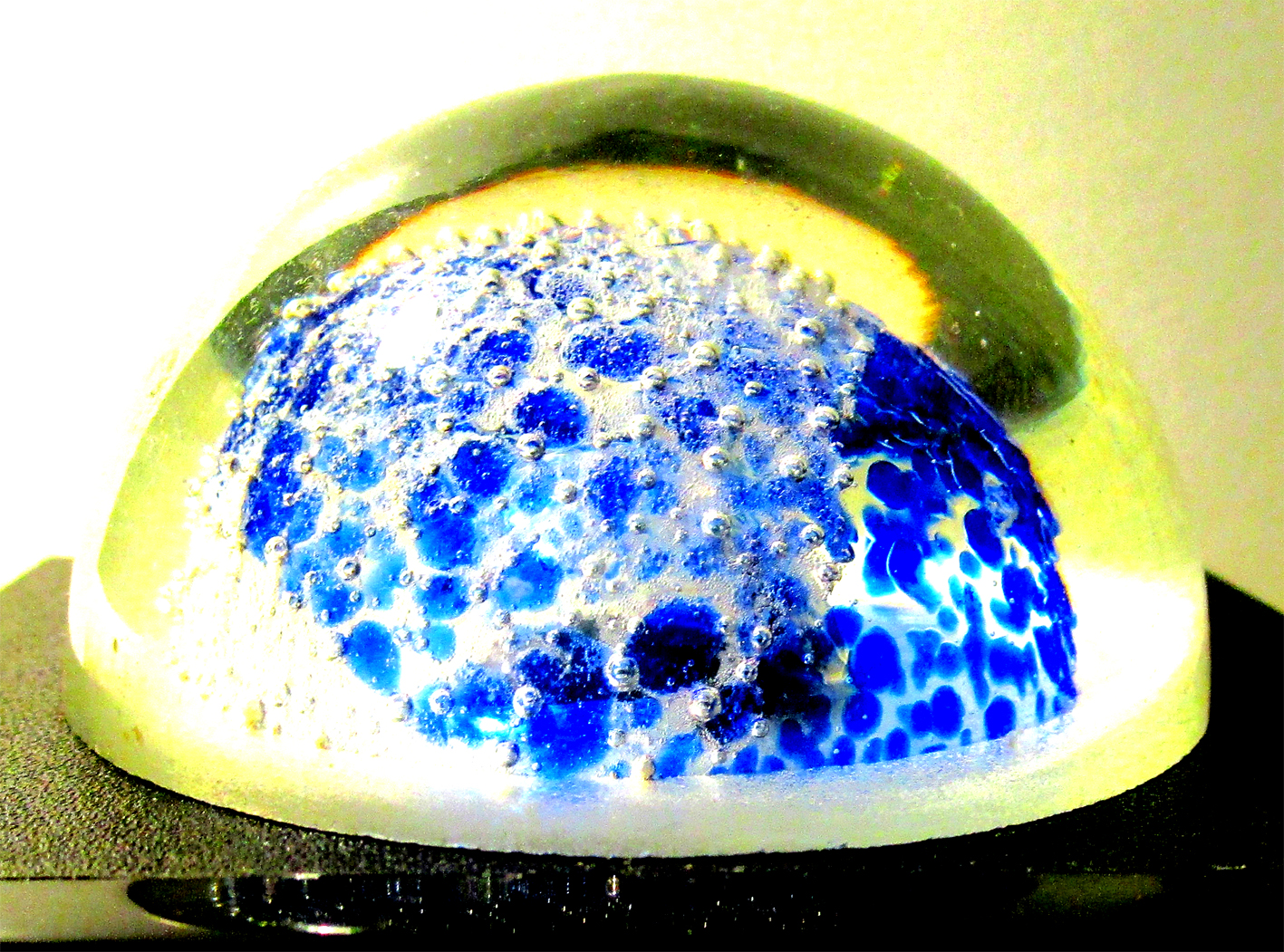
Üvegplasztika, több méretben.

- 1980	Budapest, Ferencvárosi Pincetárlat
- 1984	Sopron, Festőterem
- 1985	Kaposvár, Művelődési Ház
- 1986	Kapuvár, Művelődési Ház (Medgyesy Miklóssal)
- 1987	Budapest, Budavári Iparművészeti Galéria
- 1988	Oroszlány, Művelődési Ház
- 1988	Sopron, Képcsarnok (Farkas Judittal)
- 2016	Budapest
- 2017	Debrecen, (Jeney Klárával)
- 2017	Nagytétényi Kastélymúzeum Fábry János üvegtárgyai (Witz	Évával)
- 2017	Gyula, (Jeney Klárával).
- 2017	Budapest, Kelenvölgyi h(Ő)sök
- 2018	Pomáz, a Magyar Költészet Napja, Író-kép-tár	(Jeney Klárával) magyar-irodalom-kiallitas-pomazon/
- 2018	Budapest, Őszi Tárlat, Kelenvölgyi Polgárok Köre
- 2018	Budapest, Neves elődeink Újbudán
- 2019	Budapest, Kelenvölgy	(Jeney Klárával).
- 2024.	Irodalom a karikatúrában (Jeney	Klárával). Budapest

### Csoportos
- 1972	Ipari üvegművészet, Iparművészeti Múzeum, Budapest
- 1972	Tárgyak világa, Jablonec (Csehszlovákia)
- 1974	Fiatal művészek a szilikátiparban, Budapest
- 1978,	1982 Ajkai Tavaszi Tárlat, Ajka
- 1978	Üvegipari gyárak tervezőinek kiállítása, Budapest
- 1979–1988	I–IV. Országos Szilikátipari Formatervezési Triennálé,	Kecskemét

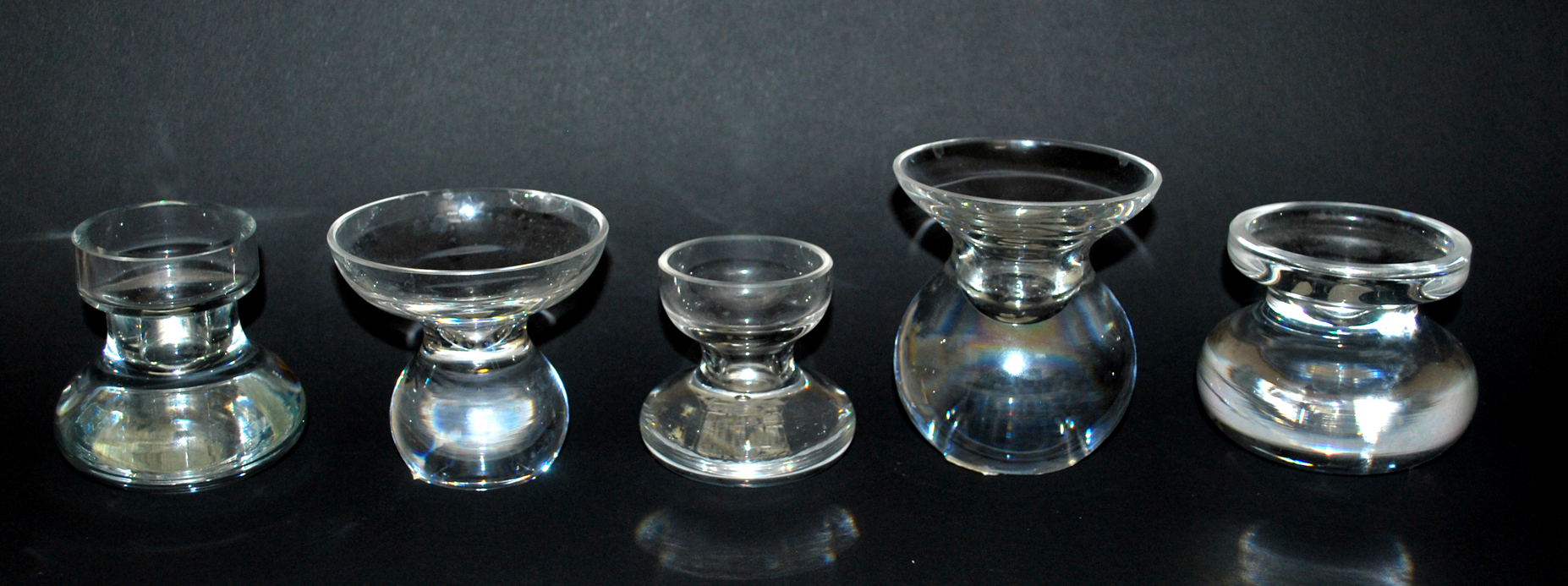
Faformába fúvott különböző formájú gyertyatartók színtelen üvegből.

- Faformába fúvott különböző formájú gyertyatartók színtelen üvegből.1980	A kéz intelligenciája, Műcsarnok, Budapest
- 1981	Veszprém megyei Őszi Tárlat, Veszprém
- 1982	Az üveg, Vigadó Galéria, Budapest
- 1983	A tervezés értékteremtés, Országos Iparművészeti Kiállítás,	Műcsarnok, Bp.
- 1984	V. Dunántúli Tárlat, Kaposvár

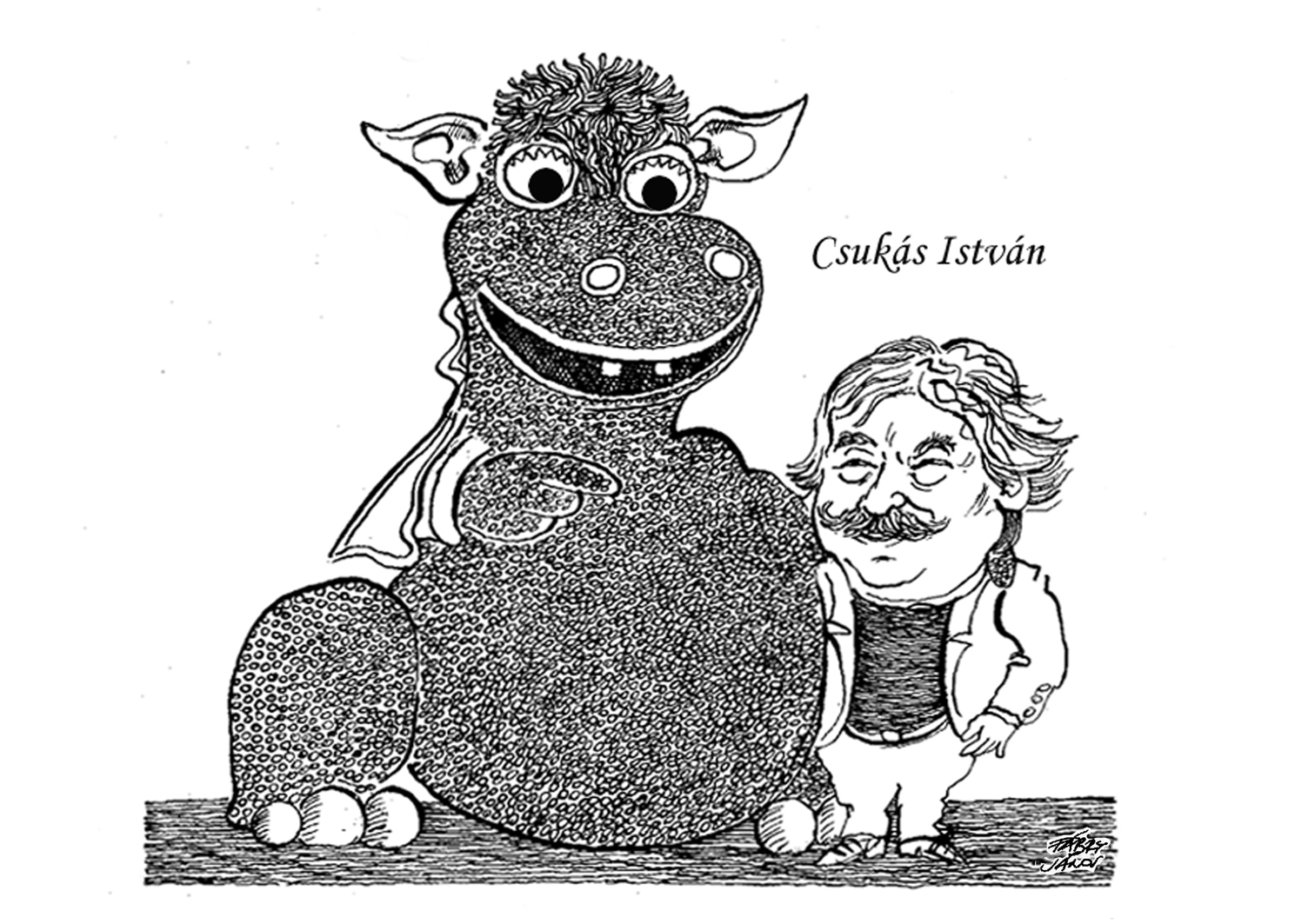
Süsü és Csukás István

- Süsü és Csukás István1985	Országos üvegművészeti kiállítás, Balatoni Galéria,	Balatonfüred
- 1990	I. Tihanyi Üvegtriennálé, Kortárs magyar üveg, Tihany
- 1990	I. Nemzetközi Karikatúra Kiállítás, Budapest
- 1998–2004	évente, Magyar Karikatúra Művészeti Fesztivál,
- 2001	Ipar-művészet, Műcsarnok, Budapest.
- 1991	VIII. Országos Érembiennálé, Sopron.wikibooks.org/wiki/Heraldikai_lexikon/F%C3%A1bry_J%C3%A1nos
- Budapest MUOSZ Best	of 2005, 2006, 2007, 2008,2009,2010.
- 1995	Paradoxon	– Üveg – Művészet,	Iparművészeti Múzeum, Budapest
- 2009	Tárgyiasult	művészet - A Craft & Design kiállítás
- 2010.	„Ez van 2010!” – Karikatúra kiállítás, Százhalombatta
- 2010	VARÁZSLATOS ÜVEGVILÁG Laczkó Dezső Veszprém Megyei Múzeum,

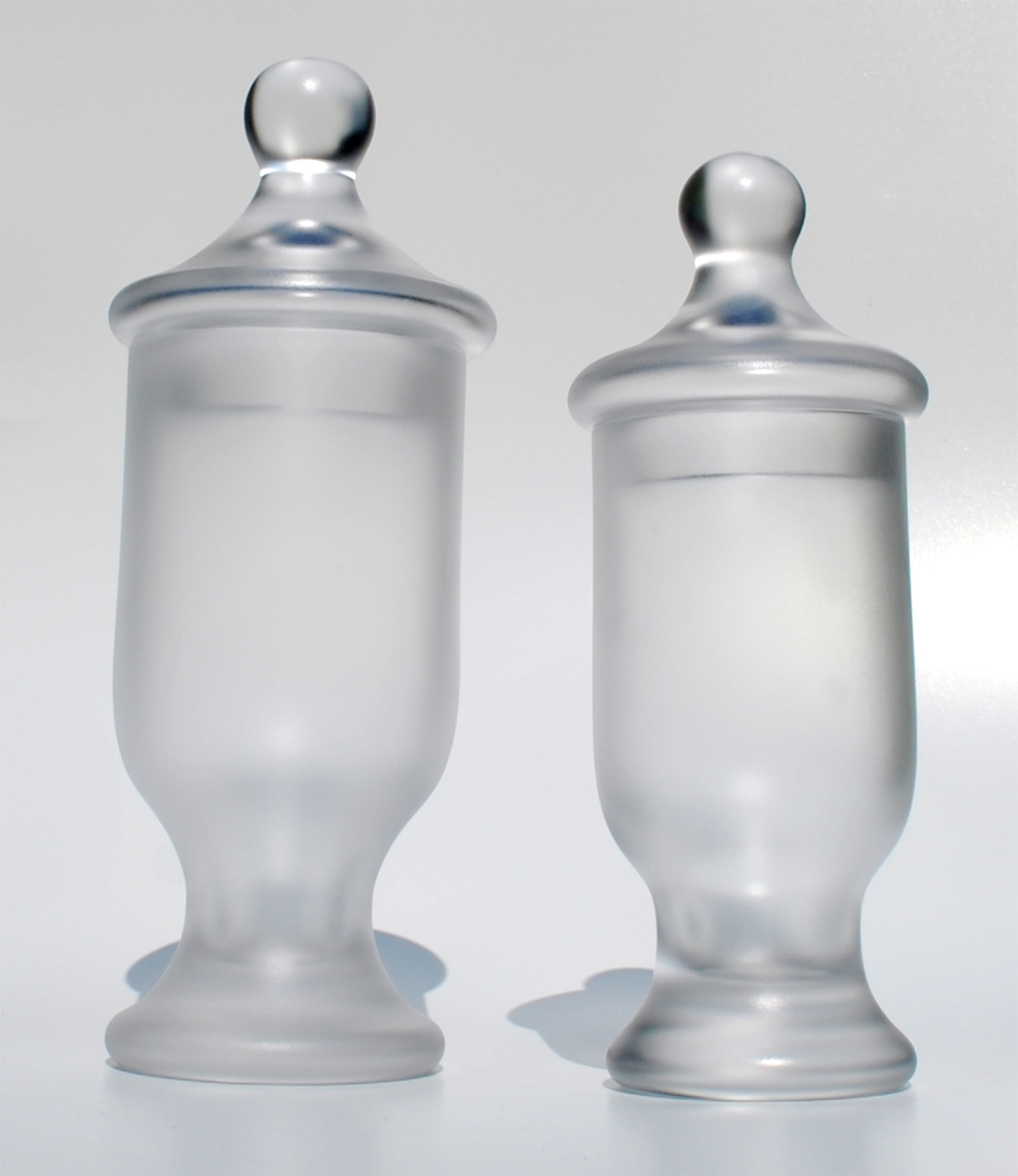
Sportdíjak, öt különböző méretben. Faformába fúvott, csiszolt, homokfúvott, savazott üvegtárgyak.

- Sportdíjak, öt különböző méretben. Faformába fúvott, csiszolt, homokfúvott, savazott üvegtárgyak.2011.	Látlelet. Erzsébetligeti Színház. Budapest.
- 2012	Kortárs magyar üvegművészek csoportos kiállítása, Győr
- 2013.	Zero Art Cafe. Szeged.
- 2014	Irodalom a karikatúrában, Székesfehérvár
- 2014.	Állat-tárlat Budapest, Állatkert Galéria
- 2014	Munkácsy, a festőfejedelem, József Attila Színház
- 2014.	Görbe tükör 1989 – Karikatúra kiállítás, Budapest:  Klub,	Német Nagykövetség, Osztrák Kulturális Fórum, Máltai	Szeretetszolgálat, Corvinus Egyetem, Lengyel Intézet, Sopron:	Páneurópai piknik, Miskolci Egyetem, Debreceni Egyetem, Szegedi	Tudományegyetem, Bécs, Bécsi Magyar Nagykövetség.
- 2015.Irodalom	a karikatúrában Sajtóház, Budapest
- 2015	ZENE	GÖRBE TÜKÖRBEN (a V4-ek országainak nemzetközi ... - Svodín
- 2015. MAOE − Harmónia	kiállítás, Szentendre
- 2016. Tudósok és	tudomány a karikatúrában, Óbudai Egyetem, Budapest.
- 2016.	Irodalom és zene a karikatúrában. Kecskemét- nezettseg-es-siker-kecskemeten-is-irodalom-es-zene-a-karikaturaban-kiallitas/ 2016.	Zene a karikatúrában, Fővárosi Szabó Ervin Könyvtár, Budapest. zenei-temaju-karikaturakiallitassal-
- 2016	100 éves a DADAizmus kiállítás Szentendrén.mit-uzen-a-szaz-eves-dadaizmus-az-uj-evezred-emberenek/
- 2016	"1956 a karikatúrában", Ferencvárosi Helytörténeti	Gyűjtemény.1956-a-karikaturaban-kiallitas-a-
- 2016.	Irodalom és zene a karikatúrában kiállítás, Őrmezei Közösségi	Ház, Bp. /irodalom-es-zene-a-karikaturaban-kiallitas-ormezon-is/
- 2017 Kultúra és	karikatúra, Erzsébetligeti Színház, Budapest. /kultura-es-karikatura-kiallitas-matyasfoldon/
- 2017. Arany János	születésének 200. évfordulója. Virányosi Közösségi Ház
- 2017	Zene a karikatúrában, Virányosi Közösségi Ház
- 2017	Káosz és rend. Szeged, REÖK-palota (MAOE)
- 2018	A MAOE "KERESZTMETSZET" című kiállítása, Budapest
- 2018	A MAOE Képzőművészeti Tagozatának CSALÁD c. kiállítása,	Dunaszerdahely, Kortárs Galéria
- 2018	Két könyvbemutató és kiállítás, Klebelsberg Kultúrkúria,	Budapest
- 2018.	dec 5-22-ig, a MAOE Képzőművészeti Tagozatának CSALÁD c.	kiállítása, Szentendre
- 2019.	MAOE „DIMENZIÓK”, Szeged, REÖK-PALOTA. -nagyszabasu-kiallitassal-indul-a-szeptember-a-reok-ben
- Keresztmetszet	2.c. kiállítás Gaál Imre Galéria, 2020. 	júl.28.-aug 15.
- 2020.okt	5-15, 7DESIGN meghívásos kiállítás, MMA, Design Hét, NKA,	Hungart, EMMI, Budapest
- 2022	Fejér megyei tárlat, Székesfehérvár
- 2023	Trianon Missziós Kiállítás, Észak-Komárom, Budapest Szövetsége
- 2023	Kortárs magyar üvegművészet, Magyar Képző- és Iparművészek	Szövetsége
- 2023	Glass	Art NOW! Magyar	üvegművészeti kiállítás. Velence (Olaszország). magyar_iparmuveszet_2023_5.pdf
- 2023	Magyar üvegművészeti kiállítás. Zadar (Montenegro).ketezer-eves-uvegek-tarsasagaban-lathatok-a-kortars-magyar-uvegmuveszet-remekei/
- 2024	Grendel '75 Pozsony, Dunaszerdahely, Komárom
- 2024	Mesterművek, MMA Köztestületi Csoport kiállítása, Szentendre. https://magyar-iparmuveszet.hu/tukor-a-malomban-20241212
- 2025	BMT 30 éves. Csoportos kiállítás. Nádor Galéria, Budapest. https://osztondij.mma-mmki.hu/events/30-eves-a-belvarosi-muveszek-tarsasaga

## Illusztrált könyvek
- 2001 Dr. Bernáth Zoltán: Elvtárs, Kivégzésed esetén kérsz-e újratemetést? (Szenci Molnár Társaság, Budapest)
- 2001 Ki mint véd, úgy adat! (Montana Rt., szerkesztette: Hollauer Tibor)
- Ilyennek láttam 1956-ot (művészeti szerkesztés)
- 2018 1956 tollal, ecsettel és ceruzával (művészeti szerkesztés, illusztrációk, Múzeum 1956 Emlékére Alapítvány)
- 2021 Széna téri emlékezések (művészeti szerkesztés is).
- 2025 Kelenvölgyi [h]Ősök (művészeti szerkesztés is).

## Szimpózium
- 1990 2. Üvegszimpózium, Ajka

## Művek közgyűjteményben
- Laczkó Dezső Múzeum, Veszprém.[3]
- Rippl-Rónai Megyei Hatókörű Városi Múzeum - Kaposvár

## Emléktáblák
- Mühlbeck Károly (1869-1943), Teszák Sándorral, 2013. Dorogi Ferenc Miklós domborművével. XVI. ker. Sashalom.
- Kaján Tibor (1921-2016), Zugló, Örs vezér tere, 2018

## Filmekben
- 1980 Staféta, Fábry János üvegtervező iparművész, portréfilm, Magyar Televízió
- 2014 “Határtalanul karikatúra”
- 2016 Hír - Érték 2016.01.07. Hatoscsatorna
- 2017 A karikatúra akár kegyetlen is lehet
- 2017 Írók, költők és komponisták a karikatúrában – Gyulatelevízió gyulatelevizio.hu/2017/08/29/irok-koltok-es-komponistak-karikaturaban/
- 2018 Művészportrék, Pomáz TV  magyar-irodalom-kiallitas-pomazon/
- 2024 Irodalom a karikatúrában https://www.youtube.com/watch?v=SSJwkydNM38
- 1967 A szilikát művészete - YouTube https://www.youtube.com/watch?v=SSJwkydNM38

### Kisjátékfilmekben
- Mátyás király és a sikárfű árus TV2 2018 https://nava.hu/id/3305857
- Mátyás király okos felesége TV2 2018 https://nava.hu/id/3355085

## Cikkek, írások
- Wehner Tibor. A magyar üvegművészet. Képző- és Iparművészeti Lektorátus [2006]. ISBN 9632294351
- Láncz S.: Kiállításról kiállításra. Magyar Hírlap, 1974. október 23.
- Koczogh Á.: Mai magyar iparművészet. Kerámia, porcelán, üveg. Budapest, Képzőművészeti Alap, 1975, 36.
- I., II., III., IV. Országos Szilikátipari Formatervezési Triennálé. Kecskemét (kat.), 1979, 1982, 1985, 1988
- Sz. U.: A tervező tükre. Építők Lapja, 1980. június 23.
- Tamás M.: Pohár az asztalra. Ipari Forma, 1982/3., 5–6.
- A tervezés értékteremtés. Országos Iparművészeti Kiállítás. Műcsarnok, Budapest (kat.), 1983
- Veszeli L.: Fábry János iparművész. Napló (Veszprém), 1974. augusztus 16.
- Horváth H.: Fábry János üvegei. Budavári Iparművészeti Galéria, 1987. jún. 4–12. Művészet, 1987/8., 50.
- Horváth H.: Portré Fábry János üvegművészről. Építőanyag, 1987/9., 287–288.
- Gopcsa K.-Kovalovszky M.-Benkő Cs. Gy.: I. Tihanyi Üvegtriennálé, Kortárs magyar üveg, 1990
- Tihanyi Múzeum, Tihany (kat., bev.), 1990
- Magyarország a XX. században / Üvegművészet – MEK
- Magyar Illusztrátorok Társasága. Budapest (kat.), 1995
- Saur Allgemeines Künstlerlexikon. Die Bildenden Künstler aller Zeiten und Völker, 36. kötet. München–Leipzig, K. G. Saur, 2003, 133.
- Úttörő Zsebkönyv, 1964
- APEH üldözöttjei, egyesüljetek! (szerkesztő: dr. Szerdahelyi Szabolcs), 1995
- Senki többet?…! 2000! (Montana Rt.,szerkesztette: Hollauer Tibor), 1999
- A NAPÚT c. kiadvány 7. száma, 2013
- Best of kiadványok, 2003-2014-ig
- Varga Vera: A magyar üvegművészet (Képző- és Iparművészeti) 2006
- Tárgyiasult művészet -  A Craft & Design kiállítás 2016
- Lúdas Matyi a cirkuszban is elpáholja Döbrögi urat! – A cirkuszművészet több mint szórakozás! 2009
- Mit üzen a száz éves dadaizmus az új évezred emberének? 2016
- Ferencváros: 1956 a karikatúrában - Mix Online 2016
- OPH - 1956 a karikatúrában címmel nyílt kiállítás Ferencvárosban 2016
- Karikatúra-kiállítás a 120 éves Kelenvölgyben 2017
- Kaján Tiborra emlékezünk! 2017
- Magyar karikaturisták adat- és szignótára 1848-2007 (2007. Bp., Ábra Kft.) ISBN 9789630634274
- PATAKI J.: Ajka Kristály 1878–1998. Ajka, 1998
- Kortárs Magyar Művészeti Lexikon, 1. kötet. Budapest, Enciklopédia Kiadó, 1999, 562.
- Pulitzer-antológia 1989–1999. Pricomn Kommunikációs Kft. Budapest, 1999
- Révai Új Lexikon, 6. kötet. Szekszárd, Babits Kiadó, 2000, 676.
- APEH üldözöttjei, egyesüljetek! (szerkesztő: dr. Szerdahelyi Szabolcs), 1995
- Senki többet?…! 2000! (Montana Rt.,szerkesztette: Hollauer Tibor), 1999
- A NAPÚT c. kiadvány 7. száma, 2013
- Best of kiadványok, 2003-2014-ig
- Varga Vera: A magyar üvegművészet (Képző- és Iparművészeti) 2006
- Tárgyiasult művészet -  A Craft & Design kiállítás 2016
- Lúdas Matyi a cirkuszban is elpáholja Döbrögi urat! 2009. Ludas-matyi-a-cirkuszban-is-elpaholja-dobrogi-urat-a-
- Mit üzen a száz éves dadaizmus az új évezred emberének? 2016
- Ferencváros: 1956 a karikatúrában - Mix Online 2016
- OPH - 1956 a karikatúrában címmel nyílt kiállítás Ferencvárosban 2016 1956-a-karikaturaban-kiallitas-a-ferencvarosi-
- Karikatúra-kiállítás a 120 éves Kelenvölgyben 2017
- Karikatúráival mutatkozik be Gyulán két országosan ismert művész. 2017.
- Kaján Tiborra emlékezünk! 2017
- A magyar üveg ezer éve. VEOL. 2023. https://www.veol.hu/helyi-kultura/2023/09/a-magyar-uveg-ezer-eve